# 戦国BASARAの登場人物
戦国BASARAの登場人物（せんごくバサラのとうじょうじんぶつ）では、カプコンのアクションゲーム『戦国BASARA』シリーズに登場するキャラクターの一覧である。
この項目の記述には、原作ゲーム以外のメディア作品における独自設定や二次設定などを含まないものとする（メディア作品におけるオリジナルキャラクターについては主要な人物のみ記載している）。
なお、この項目では人物だけではなく作中に登場する兵器等についても記述している。また、この項目で用いるシリーズの便宜上の略称は以下の通りにする。
- 『戦国BASARA』（1作目）→『1』
- 『戦国BASARA2』→『2』
- 『戦国BASARA2 英雄外伝』→『英雄外伝』
- 『戦国BASARA X』→『X』
- 『戦国BASARA BATTLE HEROES』→『BH』
- 『戦国BASARA3』→『3』
- 『戦国BASARA CHRONICLE HEROES』→『CH』
- 『戦国BASARA3 宴』→『宴』
- 『戦国BASARA4』→『4』
- 『戦国BASARA4 皇』→『皇』
- 『戦国BASARA 烈伝シリーズ 真田幸村伝』→『烈伝幸村』
- 『戦国BASARA バトルパーティー』→ 『バトルパーティー』

## 伊達軍
奥州・摺上原、青葉城を本拠とする軍勢。ならず者のごとき風体の衆が多いが、政宗のカリスマ性によってまとめ上げられた精強な軍である。シンボルカラーは蒼。
伊達政宗（だて まさむね）
声 - 中井和哉 / 初登場：『1』
肩書：「奥州筆頭」（おうしゅうひっとう）、『英雄外伝』の「双龍の決闘」では「一刀竜爪」（いっとうりゅうそう） / 登場時の書き文字：「推参」
属性：雷 / 武器：刀（一刀流、六爪流） / 防具：籠手 / 一人称：「オレ」
「皇」でのキャッチコピー：バイリンガル・ドラゴン
シリーズの主人公格の一人。19歳。柔軟な思考をもち、英語を巧みに話せる隻眼の武将。武略や知略に長けており、暴走族じみた荒武者揃いの伊達軍を束ね、奥州から天下を狙う若きカリスマ。その隻眼の風貌から独眼竜と渾名され、伊達軍の兵士達からは筆頭と呼ばれ慕われている。他にも「戦場の蒼い稲妻」「伊達男」などの異名を持ち、小十郎と合わせて「双竜」と称される場合もある。
性格は傲岸不遜かつ大胆不敵に描かれ、自らの信じる生き様「粋」を貫く。天下を担うべきは自分であると公言し、度々無謀とまで言える行動をとるが、部下や民の命を預る者としての責任感は強く、天下取りの戦を楽しみながらも乱世の早期終焉を望む。異国文化に精通している国際派で、「Let's Party!!」「Coolにいこうぜ」など英語のセリフが飛び出し、固有技・固有奥義名も「DEATH FANG」「JET-X」といった英語表記で統一されている。
真田幸村とは「蒼紅」と称される宿命で結ばれたライバル関係にあり、互いに誰よりも意識し認め合い決着を望んでいる。小十郎に対しては小言にうんざりしつつも、「背中を守るのはお前の役目だ」と全幅の信頼を抱いている。最北端の農民達と交流があり、特にいつきとは親交が深く関連メディアでもそれが踏襲されている。徳川家康とは同盟を結び共闘することが多い。
外見は三日月の鍬形付き兜に眼帯着用と、一般的な伊達政宗のイメージを踏襲している。乗馬時は腕を組み手綱を握らない。アニメでは馬にバイクのハンドルやマフラーが装備されている。
通常時は一刀流だが、バサラ技や固有奥義「WAR DANCE」を使うことで一定時間、指の間に柄を挟み片手に三振りずつ、両手合わせて六振りの刀を操る豪快な“六爪流”となる。六爪流になると攻撃力が倍増し、通常技、固有技が強力なものに変化する。ただしデメリットとして防御力は大きく低下（『3』以降は受けるダメージが通常の1.5倍に増加）、更に防御も回避も使用不可となる。『4』での性能は癖がなく扱いやすい固有技の持ち主であるスタンダードキャラクターである。
『3』では、小田原攻めの際天下統一の妨げである豊臣秀吉を討つべく進軍するが、迎え撃った石田三成に敗北し、奥州の弱体化を余儀なくされる。秀吉が倒され再び乱世が訪れると、以前受けた屈辱の借りと竜のプライドを取り戻すべく、三成にリベンジを挑む。
『4』では、戦国乱世の幕開けと共に竜王の名乗りを上げ、戦で打ち破った敵軍の兵士をも自軍に迎え入れながら軍を進めていく。その根底には、幼名の梵天丸を名乗っていた頃右目を失明した事で塞ぎ込んでいたが小十郎によって心身と剣技を鍛えられ立ち直れた経験があり、当時の自分のように何度破れ絶望しても誰もが這い上がれる世を目指し、政宗自身も小十郎のように誰かを導く者であろうとする。
『烈伝幸村』のストーリーでは幼少期の梵天丸（ぼんてんまる）だった頃、小十郎との稽古を抜け出した際に弁丸（幼少期の幸村）と出会い刃を交え、彼とライバル関係となる。その後の小田原の役にて白装束姿で豊臣軍に挑むも秀吉と石田三成に敗れる。幸村が豊臣軍の傘下に下る事を約束したことで命は助けられるが、そのことで幸村の命が無駄になり、彼の未来が閉ざされてしまったと思い、自身の行いを後悔することになる。大坂夏の陣にて幸村が幼少期と変わらないままで自分の前に現れてくれたためにその苦しみから解放される。大坂城へ向かう幸村へ自身の白装束を託し、戦後の再会を約束する。
片倉小十郎（かたくら こじゅうろう）
声 - 森川智之 / 初登場：『2』（『1』でも片倉景綱として伊達軍の一般武将として登場、操作可能は『英雄外伝』より、『3』では操作不可）
肩書：「仁吼義侠」（じんこうぎきょう） / 登場時の書き文字：「参陣」
属性：雷 / 武器：刀 / 防具：籠手 / 一人称：「俺」、政宗に対しては「小十郎」
「皇」でのキャッチコピー：道を極めし、竜の右目
伊達軍の副将。28〜29歳前後。政宗に絶対の忠義を誓う無二の腹心であり、冷静に厳しい諫言をする監視役でもある。政宗が背中を預ける唯一の人物。「竜の右目」の異名を取る。頬傷・オールバックに日本刀所持というヤクザを彷彿とさせる風貌をしている。
男気溢れる信念を持った義理堅い性格で、伊達軍を支える縁の下の力持ちとして、人格・実力共に自軍だけでなく敵方からも評価が高い。主君・政宗のため常に己を抑えている一方で、命をすり減らす真剣勝負を好む生粋の武人でもあり、怒りが頂点に達すると、言動も一変してならず者のようになる。その怒りは主君である政宗に対しても例外ではなく、感情に流された彼を叱咤する際にはあえて幼名で呼ぶこともある。
刀を二本帯刀しており、通常技は政宗とは対照的に刀を下から斬り上げるモーションが多いのが特徴。また作中唯一の左利きであり、固有技・固有奥義の追加入力により右手も使って二刀目も扱う。技の多くが「月」に関する名称である。剣の腕は達人の域にあり、その剣捌きの華麗さに伊達軍兵士からは「踊っているよう」と賞賛される。政宗に剣技の手ほどきをした人物でもある。
固有奥義「無月極殺」を使う、専用アイテムを使用するなどの方法で（『英雄外伝』では通常攻撃ボタン長押しでも可）、一定時間“極殺状態”となる。その際は、後ろに撫で付けられていた前髪の一部が垂れ下がり、刀を引きずるようにして移動し(移動中刀と地面の接触部で火花が散る)、通常攻撃が柄殴りや蹴り、頭突きなども交えた粗暴な12段モーションに変化。クリティカル率が大幅上昇し、移動スピードも増す。技の隙も減るがガード・回避不可となる。
野菜作りの名人で、特に小十郎の育てた人参はとても美味であるとの評判があり、自身の好きな野菜はごぼう。『英雄外伝』『4』では白ネギとごぼうを携える「滋養」という武器も存在する。農作業に勤しむ者として農民を大切にし、尊敬している。『英雄外伝』の「最北端一揆鎮圧戦」においては、部下に「峰打ちにしろ、敵兵（農民兵）は絶対に斬るな」と強く指示しており、この際いつきを倒しても「いつきを説得して一揆を鎮圧」ということになり撤退扱いになる。
『3』では、小田原攻めの際石田三成に完敗したこと、それに伴った奥州の弱体化を、己の責と思い続けてきた。秀吉の死後、三成を目指し再び進軍する政宗の傍らで、政宗に二度と後悔をさせないという固い誓いを胸に秘めている。『宴』ストーリーモードでは三成との戦闘で負傷し意識不明の政宗を連れて奥州に撤退するまでの経過と、その折に奥州に攻め込んだ家康との戦いが描かれている。
『4』では竜王と名乗りを上げた政宗の補佐を務めるが、政宗が「王」を名乗ったことや破った敵軍の兵を自軍に迎え入れていることに僅かながら疑問と危惧を抱いている。また、最上義光の間抜けに見せかけた行動の真意を見抜きかけているらしく、指摘された最上はつい名前を正確に言いかける(直後にわざわざ間違えて言い直す)。
『烈伝幸村』のストーリーでは幼少期の政宗(梵天丸)の稽古役をしており、後に政宗の右腕となる。幸村とは小田原の役にて初めて会う。

### 伊達軍の仲間武将・兵士
『3』『宴』に登場した仲間武将：茂庭綱元（刀兵）・伊達成実（槍兵）
良直（よしなお）、左馬助（さまのすけ）、孫兵衛（まごべえ）、文七郎（ぶんしちろう）
声 - 遠藤大輔（良直）、徳本恭敏（左馬助）、酒巻光宏（孫兵衛）、金野潤（文七郎）
テレビアニメ版で登場した政宗の配下武将達。4人とも伊達軍の兵士らしく、暴走族風の外見と人情に厚い性格。良直はリーゼントで法螺貝を携えており、眼鏡をかけているのが左馬助、孫兵衛は小太り、文七郎は長髪で泣き黒子がある。
『1』『2』『英雄外伝』『3』『宴』でも、良直（鬼庭良直）と左馬助（原田宗時）は一般武将として登場している。『宴』では鬼庭良直は剛力兵として仲間武将にもなっている。
鉄騎兵（てっきへい）
初登場：『宴』
鉄砲を武器とした騎馬兵。「蒼紅蹂躙戦」では“暴走騎馬”と表記されている。武田軍の騎馬兵（そちらは“熱血騎馬”）同様、槍を武器とした騎馬兵もいる。

### いつき一揆衆
貧困に苦しむ農民達が立ち上げた東北地方の独立勢力で、各地の農村を統括して侍の圧政に対抗している。一向一揆と性質は似ているが、直接的な関連性はない。シンボルカラーは白。
いつき
声 - 川上とも子→沢城みゆき（『戦国BASARA MOBILE』より） / 初登場：『1』
肩書：「天真爛漫」（てんしんらんまん） / 登場時の書き文字：「登場」
属性：氷 / 武器：ハンマー / 防具：動物の着ぐるみ / 一人称：「おら」
最北端の農村に住む少女。本作オリジナルキャラクター。12歳。肩まで伸びる銀髪を三つ編みのツインテールにしており、東北方言を意識した独特の訛りで喋る。服装は金太郎のものに似た水色の腹掛けに白のホットパンツと、腕や足回りに藁の防具を着用してはいるが、雪の積もる寒冷地にもかかわらず、かなりの軽装である。『1』では蓑を羽織っていたが、『2』以降は無い。
戦乱の世を憂いた女神・ウカノメから使命を受け、授かった巨大なハンマーを手に農村をまとめ上げて一揆を起こし、乱世に身を投じる。一揆衆を構成する農民達からの人気は抜群で、『2』では「いつき親衛隊」なる者達が登場するなど、アイドル紛いの扱いをされている。
神や愛に対する価値観の違いのため、ザビーとは宿敵同士。武家の軍ではなく一揆衆を率いているため、一般兵や武将は農民兵となる。名前の由来は一揆から。
基本的には巨大なハンマーを武器に、振り回されながら戦うが、「ハンマー忘れた!」というアイテムを装備して出陣すると素手で戦う。『1』では装備すると主要武将にからかわれ、他武将がこれを装備すると合戦開始時にハンマーについて一言語る。また固有技「おらさちから」を使用するとハンマーを投げ飛ばし、一時的に素手で戦う。
『2』ストーリーモードでは、織田軍・毛利軍・明智軍に心身ともに傷つけられ侍を信じなくなるが、政宗や小十郎の言葉により勇気付けられ、信長との最終決戦に挑む。そのため、政宗と小十郎は倒しても撤退扱いとなる。ドラマCDなどでも交流がある。
『BH』の信長ストーリーモードでは本願寺と手を組み、一向一揆を率いて信長包囲網の一翼を担っている。
『3』『宴』『4』『皇』には登場こそしないものの、伊達軍の兵士の台詞で伊達軍との交流が続いていることが窺える。また、『4』においてとあるアイテムを使用すると、台詞の中でアイドルとしてハリウッドに挑戦していることが分かる。

#### いつき一揆衆の農民
いつき親衛隊（いつきしんえいたい）
初登場：『2』 / 属性：氷
いつきを守る農民の集団だが、その姿は鉢巻を締めて「いつき命」と書かれたピンク色の法被を着ている、現代のアイドル親衛隊そのもの。戦闘時には「い・つ・き・ちゃーん!」と特徴的な掛け声を発しながら槍を振り回し、周囲の農民を強化するが、自ら攻撃に加わることはない。
同デザインの黄色の法被を着ている農民もいるが、こちらは普通に攻撃してくる。

## 武田軍
武田信玄を始め、一騎当千の熱血猛者が集う甲斐武田家の軍勢。天下統一を視野に入れる強豪だが、古来からの騎馬戦術を重んじているため、鉄砲などの新兵器に対しては否定的である。シンボルカラーは紅。
武田信玄（たけだ しんげん）
声 - 玄田哲章 / 初登場：『1』（『3』ではムービーのみ登場、『4』では操作不可）
肩書：「戦神覇王」（せんじんはおう） / 登場時の書き文字：「出陣」
属性：炎 / 武器：軍配斧 / 防具：兜 / 一人称：「ワシ」
「皇」でのキャッチコピー：大地も揺るがす、熱血の番人
「甲斐の虎」の異名をとる武田家の当主にして甲斐の国主。戦国最強と称される武田騎馬隊を率いて上洛を目指す。
手段を選ばない梟雄じみた史実とは違い、戦場においては自ら獅子奮迅の活躍を見せる猛将であり、武略に優れた智将でもある。二頭の馬の上や大斧の上に仁王立ちしたり、溶岩の中から勢い良く登場するなど、随所で人外の力量を披露している。大将としての貫禄・威厳は抜群で仁義に篤く心も広いため、敵からも武将としての器を絶賛されているが愛のムチだろうと行き過ぎた所があることから「やり方を間違えている」と呆れられることも少なくない。部下達からは敬意を込めて「お館様」と呼ばれ、信頼されている。
特に幸村からは主君というだけではなく、人生の師として深く尊敬されている。信玄自身も幸村に大きな期待をしており、厳しくも温かく見守っている。その師弟関係の熱さたるや凄まじく、「お館様ぁ!」「幸村ぁ!」と互いに名前を連呼しつつ殴り合うやりとりは定番イベントである。
上杉謙信とは互いを認め合う好敵手であり、危機に瀕した謙信を助けるなど、敵味方を超えた絆で結ばれている。また北条氏政とも同世代の武将として親交があるらしく、『4』においては松永の下で働く風魔を憐れむような言動も見られた。
典型的なパワータイプで、攻撃力が高い反面動きと攻撃動作が遅い。技の名前は全て風林火山に因んで付けられている。『宴』では固有技を特定の順番で発動することで固有技の性能が上がる特性も付いた。
『3』では家康との戦の最中に病に倒れ、武田軍の全指揮を幸村に預けた。病床から幸村と武田の行く末を見守り続けている。しかし、幸村の戦国ドラマ絵巻のあるルートでは病が完治して登場する。『3』ではムービーのみに登場するドラマ武将としての登場であるため敵武将としても登場しないが、『宴』ではプレイヤー武将および敵武将として本格的に復活を遂げ、武田道場において行われる漢検定の師範として登場する。
『4』では病に伏していないが、幸村の成長を促す為に総大将の座を彼に委ねる。
『烈伝幸村』のストーリーでは故人であり、総大将は息子の武田勝頼になっている。尚、これまでのシリーズと違い幸村とは直接の面識がなく、幸村も当初は「信玄公」と呼んでいたが、九度山において、昌幸の奇術によって召喚される形で登場する。

### 真田軍
武田信玄臣下の真田幸村または、その父・真田昌幸が率いる武田軍の別働隊。配下に猿飛佐助率いる真田忍隊がある。明確にこの名称が使われるようになったのは『烈伝幸村』であり、それまでのアニメ等の一部媒体では「武田騎馬隊」と称されていた。基本的に武田軍に準じた戦術、戦力を用いるが、主家に比べて新兵器に対しても柔軟な意向を示し、戦力として加える事もある。信濃・上田城を拠点にする他、各作品の「大坂夏の陣」ステージでは、大坂城近辺に強力な大砲で守りを固めた要塞真田丸を構えている。シンボルカラーは武田軍と同じ紅。
真田幸村（さなだ ゆきむら）
声 - 保志総一朗 / 初登場：『1』
肩書：「天覇絶槍」（てんはぜっそう） / 登場時の書き文字：「見参」
属性：炎 / 武器：二槍（槍×2） / 防具：籠手 / 一人称：「某」「幸村」、考え事の際や、佐助に対しては「俺」
「皇」でのキャッチコピー：熱血男子
主人公格の一人。17歳。武田信玄に仕える勇猛果敢な若武者。何事にも真っ直ぐ向かい合う心を持つ熱血漢。主君である武田信玄を人生の師として深く敬愛しており、信玄の天下取りのためにその力を奮う。信玄が「甲斐の虎」と呼ばれていることから、その弟子という意味で「虎の若子（わこ）」「若き虎」と呼ばれることもある。『4』では信玄と合わせて「双虎」と称された。
武人としての礼節を重んじる真面目な性格だが一本気すぎるところが目立つ。その単純さ故に感情の高ぶりを抑えられず周囲が見えなくなることもあり、「燃えよ!燃えたぎれ!」といった命令を発したり、鉄砲も「気合いで避ける!」などと無茶を口にしている。恋愛には全く免疫がないため、常に手を握っている前田利家・まつ夫婦や着物がきわどい濃姫を見ただけで「破廉恥であるぞ!」と叫び、慶次の色恋話にも激しく動揺するなどかなり初心な様子。甘味が好きな甘党。天然ボケな面も持ち合わせており、武田漢祭りで登場する天狐仮面の正体や、今川義元の似ていない影武者を見破れなかった。京の祭りや本願寺総本山へ出陣した際には、純粋にはしゃいだりする面もある。
伊達政宗とは宿命で結ばれた「蒼紅」と称されるライバル関係にあり、互いに誰よりも意識し認め合い決着を望んでいる。主従関係にある佐助とは互いに信頼し合っている。また、『3』以降の作品では同じく信玄を目標とする徳川家康の器を強く意識する場面も多く、その臣下であり、「戦国最強」と名高い本多忠勝に対しても強い対抗意識を抱く。
長い赤鉢巻を頭に巻き、真田家の家紋である六文銭を首に下げており、下半身は具足、上半身はライダースジャケットといった装束である。高い機動力と使い易い固有技を持ち合わせた、初心者向けのキャラクターとなっている。
『3』では信玄の後を継いで武田軍総大将となっているが、敬愛していた信玄が病に伏したことによって、自分の大きな針路を失う形になり、脆い采配を振り続け水の底に沈む夢を見るほどに苦心している。
『宴』の佐助ストーリーにおいては、佐助を心配して南下した隙に伊達軍に上田城を乗っ取られてしまったために、佐助から平手打ちを食らい、国主としての自覚の無さを叱咤された。その他、幸村自身のルートでも政宗や、謙信、義弘といった他国の将達からも諭され、己の未熟を思い知りながらも、少しずつあるべき姿を探し求めるようになり、やがて伊達軍が徳川軍と同盟を結んだことをきっかけに西軍として彼らと戦う事を決意し、石田軍と同盟を結ぶ。二周目以降のルートでは、信玄からの文を読んで奮起。雑賀衆や石田軍との戦いの中でさらなる成長を遂げ、家康・政宗と決着をつけるべく進軍する。
『4』においても武田軍総大将の座を信玄から託されるが、『3』と違って信玄が病に伏していないため、前作ほど悩み苦しむような描写はなく、総大将として家康や謙信などの武田の好敵手達に挑む傍らで、自分なりに信玄を越える為の方法を模索しようとする。
『烈伝幸村』において、シリーズ初の単独の主人公となる。元服前の幼少期弁丸（べんまる）だった頃に、父・昌幸に連れられて訪れた奥州の地において『真田家初陣の試練』の最中に、同じく梵天丸を名乗っていた幼少期の伊達政宗と出会い、刃を交えた事をきっかけにライバル関係になった。その後、互いに「ライバル」として再戦を約束し合う一方、天目山の戦いにおける武田家の滅亡や、第一次上田合戦をきっかけにした兄・信之の出奔等の苦難や別離を経て、小田原の役では豊臣秀吉に挑み、返り討ちに遭った政宗の命を救う為に竹中半兵衛の要求に屈し、豊臣軍の傘下に下る事を約束する。その後、関ヶ原の戦いに合わせて勃発した第二次上田合戦で、徳川軍についた信之と袂を分かち、その後、敗軍の将として配流された先の九度山で、昌幸から最後の教えと信之への遺言を託され、その死を看取った。やがて大坂の陣が勃発すると、昌幸から託された想いに応えるべく、豊臣軍残党の将となる。冬の陣では要塞・真田丸を拠点に徳川軍相手に奮戦し、佐助を失いながらも、徳川軍の将であった忠勝を撃破し、徳川軍を一時的ながら撤退させる。そして戦国最後の合戦となる夏の陣において、「ライバル」政宗との約束を果たす為、そして信之に、自分や昌幸の想いを伝える為に、家康率いる徳川軍によって制圧された大坂城へと乗り込む。
『戦国大戦』ではEX真田幸村（能力：武力9統率6 特技：気合・魅力 コスト：3 計略：熱血大車輪）としてカード化されている。
真田信之（さなだ のぶゆき）
声 - 細谷佳正 / 初登場：『烈伝幸村』
肩書：「獅士奮刃」（ししふんじん）
属性：震 / 武器：梯子槍 / 一人称：俺
真田家の当主・昌幸の長男にして、幸村の兄。豪快に槍を振るい、勇猛果敢に戦場を駆ける姿から「信濃の獅子」の異名で呼ばれる。乱世を生き抜くために強さを求め、ひたすらに前を見据えて真っ直ぐ突き進む信念の持ち主。
史実の信之が身長185cmはあったことからか、父や弟よりもかなり大柄な体躯をしている。
柄に対して垂直に刃がついた槍「はしご槍」を用いる。 はしご槍で敵を掴み、それを起点に迫力の力技を連続で叩き込むなど、まさに豪快を絵に描いたような戦いぶりである。 はしご槍で掴んだ敵を弾丸のように放つなどの遠距離攻撃も可能である。
幸村と同じく父を尊敬し、自身の行く先に父が待っていると信じていた。しかし、信じていた時とはまったくの別人に変わってしまったことから「信玄の死で自身が信じていた道を立ち止まり惑わせ、別の道を歩んだ」と思い込み、第一次上田合戦で戦った家康についていくことを決意し、真田軍から出奔する。
第二次上田合戦では真田軍の関ヶ原侵攻阻止を打破するため、別動隊の大将として登場。合戦後、昌幸から「人の痛みを知り、幸村が自分の背中を追いつくまで待て」と言われ、立ち去った昌幸を見て、かつての時に見た父の背中に見えないことに涙した。
夏の陣において、自身の元へと来た幸村と互いの想いをぶつけ合い、対峙する。
真田昌幸（さなだ まさゆき）
声 - 大塚芳忠 / 初登場：『烈伝幸村』
肩書：「奇喜喝采」（ききかっさい）
属性：風 / 武器：短槍 / 一人称：「ワシ」「僕（やつがれ）」
武田家に仕える重臣。智謀に溢れる稀代の軍略家であり、「奇術師」の異名を持つ。真田家当主として、そして父として、息子の信之・幸村の二人にその生き様を示すため戦場に立つ。幸村からは「親父様」、信之からは「親父殿」、佐助からは「大旦那」と呼ばれている。
シルクハットかソフト帽のような烏帽子を被り、和風の衣装を身に着けている。
武器としては短槍を扱う。 烏帽子に身を隠したり、ワープして敵の眼前に突如現れたり、神出鬼没のアクションで相手を翻弄する戦い方はまるでマジシャンである。 炎のようなラッシュの勢いで攻める幸村、豪快に力押しする信之とは違い、トリッキーな戦い方に秀でる。
天目山の戦いにて武田勝頼を救うべく奮闘したものの、目の前で勝頼が信長に殺されたことを目撃し嘆いた。その後は真田家を守るべく、織田軍及び北条軍の侵攻の防衛や2度に渡る上田合戦でも奮闘したが、徳川軍へと衣替えした信之によって上田を明け渡され、幸村と共に流罪されてしまった。
配流された先の九度山で病気を患い、幸村に最後の教えとして武田信玄を召喚。その後、幸村に遺言を託し死去した。
『烈伝幸村』より前の作品でも故人としての昌幸の存在（その時は名前は出ず「お父上」としか言わない）が出ており、武田軍の武将が幸村の成長を喜び、昌幸のことを思うシーンがある。
猿飛佐助（さるとび さすけ）
声 - 子安武人 / 初登場：『1』（『3』では操作不可）
肩書：「蒼天疾駆」（そうてんしっく） / 登場時の書き文字：「参上」
属性：闇 / 武器：大型手裏剣×2 / 防具：忍甲 / 一人称：普段「俺様」、稀に「俺」
「皇」でのキャッチコピー：目立ちすぎ忍者
幸村を支える真田十勇士の一人であり、真田忍隊の長。迷彩柄の忍装束に身を包んでいる。『BH』以前までは頭髪の色は赤に近いものだったが、『3』では茶髪に変更されている。
瓢々とした軽い性格であるが、忍としての腕は一流で、戦闘中では闇に生きる者らしい冷淡さ・残忍さも垣間見られる。諜報活動のみならず、時に信玄から直々に暗殺を任されることもある。天下に対する興味はさほどなく、戦いを「仕事」として、自らを含めた人の生死に対してもビジネスライクに割り切っているが、淡白になり切れず、死に急ぐような相手（特に幸村やかすが）に対して声を荒らげる場面もある。
幸村と信玄の暑苦しいやりとりを遠くから呆れ気味に眺め、頃合を見計らって止める役割を担う。『1』のコンプリートワークスには「真田家に仕える忍集団の頭」とあり、究極バサラ技発動時に浮かび上がる家紋は“真田六文銭”である。幸村のことを「旦那」「真田の旦那」と呼び、信玄のことを「大将」と呼ぶが、幸村が総大将に任じられた『3』以降の作品、および劇場版では幸村のことを「大将」と呼び、信玄の呼び方も「お館様」に変えた。（討死の際には幸村を「旦那」と呼ぶ）。
かすがとは同郷出身であり、忍の技が同じ系統であることが『英雄外伝』の小太郎ストーリーで発言されており、最終章では息の合った連携から協力して発動させる忍術まで披露している。しかし『1』の佐助のエンディングでは、彼女に銃で撃たれるという謎めいた結末を迎えている。
素早い動きで手裏剣や忍術を駆使して相手を翻弄するスタイルが特徴。『宴』では影分身を召喚して攻撃を繰り出すことが可能で、影分身との連携で相手を手玉に取ることも出来る。また、巨大な烏を召喚して空中を滑空することが可能。特定のステージに限りこの能力を駆使しなければ進入できない場所もある。
『3』では武田軍総大将となった幸村を支えるべく完全な裏方に徹しており、幸村に対する態度もかつてとは違い気楽さは薄れている。幸村を完全なる総大将として扱い、「迷え、そしてあんたが決めろ。あんたはもう、大将なんだ」と時に突き放す発言をしたり、諦めかけた際に「立て大将！慰めなど期待するな！」と叱咤するなど、佐助なりの厳しさで目前に迫る数々の決断に幸村が悩み苦しむ姿を信玄に代わって冷静に見守り、成長を望んでいる。2周目以降に出現するルートでは、信玄からの文で幸村が己の道を悟って迷いを断ち切り活力を取り戻したため、『英雄外伝』と同じような振る舞いに戻る。一方で彼が立ち直ったことを喜んでいた。
『宴』ストーリーモードでは幸村を陰で支えるため、毛利元就と大谷吉継の会談に潜入したり、石田軍と同盟を組むため大坂城に夜襲をかけるなど裏方としての活動が描かれている。また、幸村が自身を心配して南下した隙に伊達軍に上田城を乗っ取られてしまった際は、怒りのあまり平手打ちを食らわせ、「いいか、命の重さは等しくないんだ。あんたも子供じゃないなら、いい加減学べ！」「忍びは1つの命令の為に100人の命を捨てる。だがあんたの愚かさは、1つの為に…1000の命を失わせるだろ!?」と、幸村の国主としての自覚の無さを叱咤した。自身を「猿」と称するようになり、度々信玄・幸村を「虎の親子」と評する。今までにない佐助のダークな部分が強調され、前作までの佐助らしい陽気さはほとんどなりを潜めている。
『英雄外伝』までは、同郷出身のかすがに度々里に帰ろうと誘っていたが、『宴』では自身が戸隠の山にあった忍の里の唯一の生き残りであることを小十郎に童話風に語っており、何者かの襲撃を受けたとも佐助自身が里を壊滅させたとも取れる内容になっている。小十郎からは「忍の皮を纏った忍」と評された。
『4』でも、武田軍総大将となった幸村を陰ながら見守っているが、幸村が『3』ほど迷走していない為、その態度は『英雄外伝』及び『3』2週目以降のルートまでの気楽なものに戻っている。戦国創世では誰かに自身の昔話を聞かしているかのようにストーリーが進む。この者の正体は創世ルートでは真田忍隊の新入りであり、『皇』のドラマルートでは足利の手先である。
『烈伝幸村』では第二次上田合戦、大阪冬の陣などで、裏方として幸村を支えたが、冬の陣において出陣した本多忠勝を相手に、決死の攻撃を仕掛けた末に敢え無く戦死する。

### 武田軍の仲間武将・兵士・兵器
『3』『宴』に登場した仲間武将：山県昌景（刀兵）・山本勘助（槍兵）・霧隠才蔵（忍者）
小山田信茂（おやまだ のぶしげ）
声 - 古谷徹
テレビアニメ第2期で登場した武田軍の武将。信玄の命で薩摩に向かう幸村を補佐したが、豊臣軍との戦いで討死した。『1』『2』『英雄外伝』『3』『宴』でも、一般武将として登場している。
天狐仮面（てんこかめん）
声 - 子安武人 / 初登場：『英雄外伝』
肩書：「忍風迅来」（にんぷうじんらい） / 登場時の書き文字：「参上」
属性：闇 / 武器：大型手裏剣×2
武田家の修行道場「武田漢祭り」で修行者の行く手を阻む、狐の面をかぶった謎の忍。「猿飛佐助の友人」を自称しており、佐助の給料を上げるように幸村に頼みこんだりする。変化の術を得意とし、「猿田幸村」という幸村そっくりの姿に変身したり、一般兵に化けることもできる。吹っ飛ばされて扉に叩き付けられたり、幸村に本気で殴られるのが嫌になり一般兵に変身して逃げようとするも一般兵ごと本気で殴られたりなど、修行中はかなり酷い目にあっている。
正体は猿飛佐助であるが、幸村は気付いてはいない。アニメ第2期OVAにも登場した。
火男仮面（ひょっとこかめん）
声 - 玄田哲章 / 初登場：『英雄外伝』
肩書：「不動武神」（ふどうぶしん） / 登場時の書き文字：「登場」
属性：炎 / 武器：軍配斧
「武田漢祭り」の道場主であり、最深部で幸村を待ち受ける謎の男。火男（ひょっとこ）の面で顔を隠している。信玄に精神的な依存をしている幸村を訓戒するべく、様々な修行を課し、最終的には自ら幸村と戦いを交える。城内の仕掛け作動をよく間違うらしく、修行道場の名物となっている。
正体は武田信玄その人。正体が判明した際、幸村はあまりのショックに腰を抜かした。アニメ第2期OVAにも登場した。
鬼兵（おにへい）
初登場：『2』 / 属性：無
甲斐の山中にて、極秘裏に養成されたとされる巨漢の兵士。その容貌は伝説上の「鬼」そのものであり、機動力は乏しいが金棒を振るって凄まじい威力の攻撃をしてくる。防御力も高く、多少の攻撃では怯みすらしない。主に武田軍の兵士として登場するが、他にも豊臣軍や徳川軍として登場することもある。「兵士」というよりは「兵器」として分類すべき存在。
『BH』では、金棒を上から叩きつける動作をした時に風属性の牽制技が出る。
百足隊（むかでたい）
初登場：『1』 / 属性：無
『1』において真田幸村率いる別働隊を攻撃した場合に登場する武田軍の伝令兵達で、背に百足の旗印を背負っている。イベントが発生すると一斉に武田本陣に向かって走り出す。本陣に辿り着くまでに彼らを撃破しないと、信玄が本陣から移動してしまい、戦闘後の特別恩賞にも影響する。実在した伝令部隊である。
真田砲（さなだほう）
初登場：『2』 / 属性：無
「大坂夏の陣」にて登場した真田丸に設置された兵器。本多忠勝をも一撃で倒すが、発射までに多大な時間を要するのが欠点。真田砲発射前に忠勝を倒せると特別恩賞が出る。
『3』にも登場するが忠勝を倒すことは出来なくなっている。ただし、地面の黒く煤けた場所（真田砲の着弾地点）に誘導することで真田砲が忠勝に直撃し、忠勝が一時的に気絶状態になる。
『烈伝幸村』では真田家の家紋である六文銭を模したフォルムの二列三連装計六門の砲口を構えた真紅の巨大大砲として登場し、人間大砲の要領で幸村を徳川軍の要塞に送り出す他、指定した場所への支援砲撃を行う。
真田丸・真田砲共に実在した要塞、大砲である。
熱血！天覇絶砲（ねっけつ！てんはぜっほう）
初登場：『3』 / 属性：無
「大坂・夏の陣 蒼」で登場した最終兵器。『3』では真田砲で忠勝を倒すことは出来ず、足止めにしかならない。そのため、三方ヶ原のように忠勝から逃げつつ、四方の陣を奪い上位版に当たる天覇絶砲を起動させることになる。こちらは前作の真田砲と同じく忠勝を一撃で撃破することができる。こちらも発射前に自力で忠勝を倒すと特別恩賞が出る。（しかし、三方ヶ原の時とは比べ物にならないほど強化されており、自力での撃破は困難である。）
「大坂・夏の陣 紅」では四方の陣を奪うと真田本丸の門が開かれる。また別ルートを通り、直接本丸内の陣を奪った場合は開門と同時に真田砲を占拠、自軍のものになり、特別恩賞が出る。

## 織田軍
「天下布武」を掲げ、各地を侵略し蹂躙する魔の軍勢。政宗や信玄、秀吉からは「相容れぬ敵」として認識されている。強力な鉄砲隊を持つ。本拠は尾張だが、ゲーム中に登場するのは本能寺や安土城など、史実の信長が上洛後に築いた拠点のみである。配下の兵は信長を畏れる者、その強大な力に心酔する者、魔の眷属として侵略を愉しむ者など、多種多様。『3』『宴』では、光秀が本能寺の変を起こした際に信長と共に壊滅していたが、魔王の帰参に伴い復活を遂げた。シンボルカラーは茜色だが、将兵の具足は主に黒。
織田信長（おだ のぶなが）
声 - 若本規夫 / 初登場：『1』
肩書：「征天魔王」（せいてんまおう） / 登場時の書き文字：「参戦」、『3』『宴』では「帰参」
属性：闇 / 武器：剣&ショットガン / 防具：マント / 一人称：「我」「余」
「皇」でのキャッチコピー：絶対魔王様
「第六天魔王」を自称する、織田軍の総大将。傲岸不遜かつ残酷非道、日ノ本を恐怖で覆い、悪虐の限りを尽くして焦土に帰さんとする戦国の「魔王」。野望は世界征服に留まらず、人界のその先までをも支配せしめんとする。
敵対する者には容赦せず、それが実妹のお市や義弟の長政であっても例外ではない。
その一方で、配下の兵士曰く「謀反など意に介さない」とのことで、柴田勝家を打ちのめした後も尖兵として扱う他、松永久秀の度重なる反逆も幾度かは赦している。
また、意外にも身内には甘く、明智光秀を腹心として信を置く、蘭丸を「丸」の略名で呼び可愛がり、戦功を金平糖を与えることで褒める、妻の濃姫には表面上心を砕きはしないが、傍で戦うことを許す、持て囃されると口では否定しつつも満更でもない様子など、人間的な面も覗かせる。『4』では離反した家康や利家らに今一度傘下に下るよう語りかけており、目を掛けた者には懐深き姿勢を示す。
戦闘スタイルは右手に携えた片手剣で薙ぎ払い、左手に構えたショットガンで広範囲を撃ち抜く豪快なもの。『英雄外伝』まではマントを武器に使う技が多かったが、『3』からはショットガンを主体に戦うモードと、六魔ノ王を発現させて共に戦うモードを使い分けるスタイルに一新された。そのためマントを使うことは無くなったが、『4』においてマントを使う技が一つだけ復活している。
アニメ第1期では完全に諸悪の根源扱いであり、全ての破壊を目論む邪悪そのものの存在としてゲーム本編すら比較にならない非道の限りを尽くし、それによる日ノ本の滅亡を危惧して手を結んだ群雄達と織田軍の戦いが描かれる。史実やゲームと違い、本能寺の変すら謀反を目論む光秀と政宗達を潰し合わせる罠であり、お市をも自ら射殺したほどであったが、最期は安土城にて政宗と幸村に討たれる。
『BH』では信長包囲網（今川、本願寺、武田、浅井）の度重なる侵攻を征伐した果てに、更なる光秀の謀反によって怒りと心労で正気を失い、世界の破滅を望むようになるという狂気の面が描かれる。包囲網最後の一角となった久秀には「怒りに支配された姿は人間らしい」「魔王には見えない」と冷ややかに評された。
『3』では光秀に裏切られ本能寺で自害したが、天海により実妹のお市の血肉を媒介として冥底から蘇る。欲界の主である「六魔ノ王」の力を得て名実ともに魔王となり、圧倒的な武力を振るう。生前の記憶はほぼ失われているらしく、前作までに比べて感情描写が少なくなり、振る舞いも人外の視点から欲を評する形を取ることが多い（劇場版で復活した際には、生前と同じ様子を見せている）。信長自身を除く全てのプレイヤーキャラクターの戦国ドラマ絵巻においては、「本能寺の変」を通るルートが必ず存在する隠しボス的扱いとなっている。倒しても陣を吸収した回数分だけ復活し、攻撃が激しくなるなど、魔王の名に劣らぬ強敵として君臨している。
『宴』の天下統一モードでも、一定の条件を満たす事で、表向きの最終ステージである「大坂･夏の陣」または「関ヶ原の戦い」をクリアした後に天変地異が勃発、「本能寺の変」が出現し、本当の最後のボスとして戦うこととなる。
『宴』の松永久秀ストーリーでは久秀に「壊れたモノの魂はかつてとは異なるようだ、この器はもう、宝ですら無い」と落胆され、亡骸を爆破された。しかし生きていた妹のお市と再会し対峙した時には、わずかながらも心を開いている。
『4』では行方不明となった濃姫と蘭丸を探しに欲界へ訪れ、その際に六魔を従えている設定であるため、存命中でありながら六魔の力を発現可能となっている。魔王として各地を蹂躙しながらも、自らを討たんとする気概を持つ英雄が現れることを望む節が見られる。創世ルートでは天下を統一した後、欲界を支配すべく光秀と勝家と供に欲界へと行く。ドラマルートでは足利義輝を撃破するも安土城で謀反を起こした光秀に討たれる。しかし、討たれた後に別なる時へと行き、その世界の自分自身と光秀を討ち、姿を消す。
『烈伝幸村』のストーリーでは天目山の戦いにて武田勝頼を捕らえ、救出に駆けつけた昌幸、信之親子を返り討ちにし、信之に対し昌幸か勝頼のどちらを助命するか迫り、信之が昌幸を救う事を選んだ事で、勝頼を殺害。武田軍を壊滅させ、真田を配下に収める事に成功するも、後に本能寺で光秀に裏切られ自害。また、浅井・朝倉を滅ぼし、比叡山を焼き払っていることが、北条氏政から語られる。
濃姫（のうひめ）
声 - 日野由利加 / 初登場：『1』
肩書：「繚乱無比」（りょうらんむひ） / 登場時の書き文字：「登場」
属性：炎 / 武器：二丁銃（拳銃×2） / 防具：着物 / 一人称：「私」、信長に対して「濃」
信長の妻で、喪服を元にした大きなスリットの入った和服姿の妖艶な美女。武器は南蛮渡来の二挺拳銃で、通常攻撃は遠隔攻撃に特化しているが、装備によっては体術に変化する。固有技ではガトリング砲やバズーカ砲を使用することもある。
信長を恐れながらも心底愛しており、信長を天下人にすべく戦うが、キングメーカーとしての自らの野心をほのめかす言動も時折見られる。信長のことは官名である「上総介様」または「上様」と呼んでいる。
魔王信長の妻であり、マムシの娘であるという自覚から戦場では冷酷に振る舞おうとするが、感性はごく普通の女性であり、蘭丸を実の息子のように褒めて励ましたり、幼い子供のいつきを倒すことを戸惑うなど、心優しい性格を覗かせている。
攻撃ボタンを連打している間だけ銃を撃ち続けるスタイルで、コンボが容易に稼げる。また『2』では攻撃ボタンを蝶のエフェクトが出るまで押し続けてから通常攻撃を出すと、一定回数分貫通性能を持つ銃撃を放つことも可能。
お楽しみ武器として、デビルメイクライのダンテが愛用している双銃「恵戌新（エボニー）と逢戌璃（アイボリー）」が登場する。『1』は「恵戌新」2丁で、『2』から「恵戌新」と「逢戌璃」になった。
『3』『宴』『4』『皇』では登場しないが、『宴』における家康の言動から判断すると、『3』『宴』では本能寺の変で信長と共に自害した模様。『4』では、光秀シナリオにて謀反を起す前の光秀に幽閉されたことが語られている（勝家シナリオでは勝家に殺されたと思わせる台詞もある）。勝家のアニメルートのエンディングでは、「もしもの世界の織田軍」の中で蘭丸と共に登場している（セリフは無い）。
森蘭丸（もり らんまる）
声 - 下和田裕貴 / 初登場：『1』
肩書：「破邪清真」（はじゃせいしん） / 登場時の書き文字：「参戦」
属性：雷 / 武器：弓 / 防具：弓曳 / 一人称：「蘭丸」（『1』のOPムービーでは「僕」という一面もある）
信長に仕える無邪気な腕白少年。戦場で出会った信長を慕って織田軍に属し、以後は信長に認めてもらうことを至上の喜びとしている。
盲信から善悪に対する意識が希薄で、敬愛する信長と濃姫以外の人物には無礼･残酷な言動をとる。信長の実の妹であるお市さえも、敵軍に属している時は「お前」扱いであるが、『英雄外伝』のお市のストーリーモードでは「お市様」と呼んで敬っている。盲従と幼さゆえに、無邪気に信長の真似をする様子を、お市は「片腹痛いわ」と切り捨て、元就は「おうむ」と揶揄している。
容赦なく敵兵を次々と射抜く姿は、敵味方双方の兵から「魔王の子」として恐れられている。しかし、信玄や義弘のような威厳があり声の大きい大人は苦手。年頃の少年らしい一面もあり、『BH』では元就の船に落書きをしたり勝手に名前をつけるなどのいたずらをした。
明智光秀とは非常に仲が悪く、『英雄外伝』では2人の仲の悪さが祟って内乱が起きるステージまである。いつきとは度々口論になるが、農作物の美味しさは認めているようで、作物を請求したりすることがある。『BH』ではいつきのために女心を勉強したりと少しずつ仲良くなっている。
信長からは「丸」と呼ばれており、好物は信長から褒美に貰う金平糖。金平糖は敵兵を1000人倒す、または城を1つ落とすたびに1つ貰える。
『3』『宴』『4』『皇』では登場しないが、『宴』における家康の言動から判断すると、本能寺の変で濃姫と共に戦死した模様。『4』でも濃姫と同様、謀反を起す前の光秀に幽閉されたことが語られている（勝家シナリオにて光秀に殺されたと思われる台詞も同様）。勝家アニメルートのエンディングでも濃姫と共に登場している。
柴田勝家（しばた かついえ）
声 - 岡本信彦 / 初登場：『4』（『2』『英雄外伝』『3』『宴』でも織田軍の一般武将・仲間武将として登場）
肩書：「破願一望」（はがんいちぼう） / 登場時の書き文字：「絶念」
属性：風 / 武器：逆刃薙 / 一人称：「私」
「皇」でのキャッチコピー：ネガティブシンキンガー
織田軍の若き尖兵。ボブカットが特徴。かつて「怪王」を名乗り信長に謀反を起こすも失敗に終わり、現在は全てを諦めたようにただ命令に従うだけの存在となっている。君主である織田信長からは「割瓶」と称されほとんど相手にされることはなく、一兵卒同然に扱われる。
怪奇譚や妖の類を好み、会話中でも数多く引用する。以前は赴く地方に伝わるそれらを尋ね求めていた。
同軍所属の兵士や武将の大半は「欠かれ柴田」と揶揄し、地位が低い勝家を罵倒と冷笑を交え使い走りの如く使役する。しかし少数ながら勝家の実力を認めている者もあり、光秀には「打てど響かぬ鉄」とその姿勢をつまらなく思われているものの、実力そのものは「私の次くらいには腕が立つ」と評価され、それなりに処遇されている。また以前よりお市の儚げな姿に魅入られており、謀反にはお市を独占する目的も含まれていた。しかし実際のお市に対する恋心は歪んだ独占欲であり、お市を娶った長政には強い嫉妬と憎悪の念を抱く。「皆に認められ、崇められたい」と熱望する様が義輝の眼に留まり、唆され義輝の兵を貸し与えられての反逆であったが、現在の勝家は誘いに乗ったことを後悔しており、戯れに賭けた結果自身を無価値とした義輝に遺恨を燻らせている。また『皇』では織田軍を離反し独立した前田家にも遺恨を持っていることが描かれており、特にかつて最も親しかった利家への憎しみは大きく膨れ上がっている。
ストーリーのルート次第では、恋したはずのお市を長政諸共葬り自身も破滅の道を歩む他、織田の天下統一に貢献するが信長には認められず仕舞いであるなど、救いのないまま終わるが、伊達政宗や島左近との出会いによって心境に変化が現れ、信長や義輝を打倒して自らの未来を探し求め始めるという希望に満ちた結末もある。
勝家の武器である逆刃薙の最大の特徴は、一定時間回転させることで自らのスピードやパワーを段階的に強化できる点。この強化状態では移動速度を含めてあらゆる行動が段階的に加速されるだけでなく、強化の段階に応じて通常攻撃と固有技の攻撃性能もアップする。
『烈伝幸村』のストーリーでは信長に謀反を起こしておらず、性格も元々の明るいものとなっている。また、夫・長政を亡くしたお市と結ばれるために光秀に次ぐ信長の側近になろうとしている。

### 織田軍の仲間武将・兵士・兵器
『3』『宴』に登場した仲間武将：蒲生氏郷（刀兵）
十三段の構え（じゅうさんだんのかまえ）
初登場：『英雄外伝』 / 属性：無
「姉川降魔戦」で登場する織田軍の忍者部隊。『3』『宴』では「本能寺の変」にて忍者が登場しているが、詳細は不明。
黒狼煙（くろのろし）
初登場：『4』
援軍を呼ぶ時に使う光秀謹製の狼煙。兵士曰く「何もかも忘れたくなる」匂いがするらしい。

### 明智軍
織田信長の配下である明智光秀直属の軍勢。魔の軍勢と呼ばれる織田軍の中でも異能の集団であり、殺戮や略奪といった汚れ仕事を一手に担っている。山崎に陣を敷いているが、本拠は定かでない。シンボルカラーは濃紺だが将兵の具足は主に紫色。属する者達は光秀を恐れつつもその心内に理解を示しているが故に、兵士の階級にかかわらず忠誠心に厚く、統率力は高い。『3』『宴』では本能寺の変を起こした後に光秀は軍を離脱しており、残った兵士達の以後の消息は不明。
明智光秀（あけち みつひで）
声 - 速水奨 / 初登場：『1』（『4』『皇』では操作不可）
肩書：「冷眼下瞰」（れいがんかかん） / 登場時の書き文字：「執行」（『1』では「出陣」）
属性：闇 / 武器：鎌×2 / 防具：籠手 / 一人称：「私」
死神を彷彿とさせる快楽殺人狂であり、人を肉体的、精神的に痛めつけて殺すこと、そして自らが傷つくことにも喜びを感じるサディズムとマゾヒズムの両方を併せ持つ異常者。殺戮を食事のように捉えており、戦場で目にした者は敵味方にかかわらず刃を向ける。信長の配下に就いている理由は「彼の下ではより多くの人を殺せるから」。謀反を働く理由も金･地位･権力を求めたわけではなく、より強い快楽を求めたあげく殺意が強大無比な存在の信長に向いたためである。慶次や蘭丸とその配下の兵士達からはその性格のせいで「変態」扱いされている。殺しは光秀にとって本能が求める快楽を得る手段でしかない為、逆に言えば憎しみで人を殺すことは無い。
表向きは穏やかな青年を装い語り口こそ丁寧だが、発する言葉の多くは猟奇性を帯び、内面の計り知れぬ狂気が滲み出ている。極端に不快な場合や極度の怒りを感じると、敵意と殺意が剥き出しになり、口調も暴力的になる。己が狂人であることを自覚しながら、一方で「真っ当な人間」として人々に慕われ愛されることへの渇望もあり、内面の二律背反に人知れず苦悩している。
優れた観察眼や理知的な策略家としての一面から、久秀からは「理知を貰おう」、秀吉からは「お前は馬鹿ではない」と評される。
信長に向ける感情は殺意や憧憬、敬愛、依存など、複雑な上に何よりも強い。信長の側近として「魔王の手足」「魔王代行」を名乗る場面もある。『4』では信長より「姫橘」の諢名で呼ばれることが多い。同じ美濃出身で幼馴染の濃姫を本名の「帰蝶」と呼び親しむ。濃姫と接する際にはまともな人間らしさを覗かせ、殺しを楽しむ中で唯一「殺したくない」と明言する。蘭丸に対してはその生意気さや喧しさがどうにも癇に障るらしく、多大な不快感を示し「糞餓鬼」呼ばわりするほど。自分と本質が同じだと感じている元就は一方的に“同郷”扱いしている。
ゲーム上の性能面ではゆったりとした動作が特徴的であり、攻撃モーションは範囲こそ広いものの攻撃後の隙が大きい。また味方に攻撃を当てることが出来る。固有技も敵味方問わず対象の体に鎌を刺して体力を吸い取る技、ボタンを押し続けている限り攻撃が続き、飽きるまで足元の敵をいたぶることが出来る技、挑発的な動作でワザと敵に攻撃させて受けたダメージを相手に返すカウンター技など光秀の異常性を表したものが多い。
『2』ではストーリーの前提として既に本能寺の変を起こし、半兵衛の手により捕われ稲葉山城に幽閉されているため織田軍を離脱しているが、『英雄外伝』『BH』では謀反を起こす前の、織田軍所属設定のストーリーが多い。世界観内での事象に大きく関わるが、登場作品によって所属や境遇、扱いが安定しない。
『3』では本能寺の変において光秀が信長を討った事が正史となっており、光秀自身も消息不明の設定になっていたが、白い長髪、ゆったりとした攻撃動作、数々の技など、服装と鉄のマスク以外は光秀と酷似した高僧「天海」が登場、そして『宴』において天海と同一人物である事が判明した。『宴』の天海ストーリーにおいてその経緯が描かれており、「人間」への憧れが高じた結果、殺戮を好む己と決別し生まれ変わることを決意、最後の殺しで最高の悦楽を得るために本能寺の変を起こした。しかし、依存対象でもあった信長を自ら討ったことで精神の均衡が崩れ、発狂。歪な本性を捨て切れず嘆く姿に三好三人衆をして「死神」と言わしめ、度重なる暴走の末に松永久秀に「名前」を奪われ、絶望の中に「明智光秀」は消え去る。
『4』では心の片隅で「たとえ狂人として忌み嫌われようとも、ありのままの自分を受け入れてくれる信長さえいればそれで良いのでは」と思い抱くようになり、彼への殺意を鎮め、忠臣としてより一層腕を振るう。一方で足利や豊臣への牽制のため天海に扮して小早川軍に身を置き(小早川秀秋をからかいつつ)暗躍し、巧みに両軍を行き来している。以前に比べ将として落ち着いたが、烏城で平穏な時を過ごしたことにより「殺戮を好む狂人“光秀”」「誰からも慕われる僧侶“天海”」という相反する表裏の自分の間で揺れ動き、本当の望みが何であったのかさえ見失いかけている。信長へ忠義を貫いてなお謀反の可能性は潰えず、未来を夢見るにはあまりにも険しい状況にある。
光秀が敵将として登場する「賎ヶ岳・織田尖兵進攻」ステージは天海の戦国創世モードでも発生させることが可能だが、この場合の敵本隊増援は光秀ではなく通常の分隊兵長に変更される。
『烈伝幸村』のストーリーでは天目山の戦いにて信長と供に真田昌幸と対峙する。その後、本能寺で信長を討つも山崎で豊臣秀吉に討たれる。

#### 明智軍の兵器
腐食香炉（ふしょくこうろ）
初登場：『英雄外伝』
一定条件下の「姉川降魔戦」にて、光秀が使用する兵器。その影響範囲内にいるキャラクターは敵味方無く全ての鎧が腐り始め、防御力がゼロになるという危険な代物で、光秀の狂気を具現化したような兵器。大武闘会でも登場する。数回の攻撃で破壊可能で、破壊すれば防御力は元に戻る。「皆殺戦術」の異名を持つ。範囲内は爆弾を抱える兵士が多く出現する。
『3』『宴』では天海が使用しており、「懐かしい香り」「あの殺戮の日々を思い出す」と言っている。

## 前田軍
快活な野生児達の軍勢。織田軍の配下であるが、基本的に織田軍との関連性や絡みは希薄で、残虐行為とはほぼ無縁である。本拠は加賀。シンボルカラーは雄黄色。『1』『2』の利家とまつのストーリーのOP・EDムービーには台詞が存在せず、サイレントムービーやコマ撮りのようなものとなっている。『4』では慶次が総大将となっており、織田勢力からは独立している。
前田慶次（まえだ けいじ）
声 - 森田成一 / 初登場：『2』（『1』でも前田軍の一般武将として登場）
肩書：「絢麗豪壮」（けんれいごうそう） / 登場時の書き文字：「罷通」
属性：風 / 武器：超刀・朱槍 / 防具：面 / 一人称：「俺」
「皇」でのキャッチコピー：ザ・お祭り傾奇オトコ
祭と喧嘩が好きな傾奇者。18〜22歳。利家とまつの甥っ子だが前田軍配下ではなく、家出して勢力としては独立している。過去の経験とおしどり夫婦である利家とまつの影響からか、天下統一よりも恋した相手を幸せにすることを何より大切に思い、出会う人々に恋とは何か問いかけながら各国を渡り歩く風来坊で、夢吉という小さな猿をペットとして連れている。
道中に人助けもしており、時には上杉軍の兵士を助けたり、戦で町を追われた人々の誘導をするなど、良い意味でお人良し。喧嘩は好きだが戦は好まず、設定上では唯一敵武将を誰一人殺さないプレイヤーキャラクターとなっている。
利家とまつからの束縛を嫌い、普段は前田軍に属しておらず、京都で自由に暮らす遊び人として扱われている。しかし、まつには頭が上がらず、利家とも内心では認め合っている。京の町人からは老若男女問わず人気があり、京の遊び人達を仲間として連れている。家康とも遊び友達で、謙信とも仲が良く「けいじ」「謙信」と呼び合う仲である。『2』『英雄外伝』での賤ヶ岳ステージで沢庵という食べ物が出てくる台詞を言っているが、沢庵は江戸時代で誕生した食べ物であり、実際の戦国時代にはまだ無い。
昔は秀吉と親友だったが、秀吉の妻であり自身の初恋相手であるねねを「愛が弱さを生む」と悟った秀吉が彼女を殺害したことが原因で彼の怒りを買ってしまい、決別するに至っている。そのため、秀吉を陥れてねねが殺害される要因となった全ての元凶である松永久秀と対峙した際には、激しい憎悪を露にする。また、『3』において真の魔王として蘇った信長に対しても「あんたの帰る場所はここじゃない」と家康や利家同様、信長の存在を強く否定している。
デザインは漫画『花の慶次』のものに近く、『2』『英雄外伝』では慶次が乗る馬も同名漫画に登場する愛馬「松風」がモデルとなっていて他とデザインが異なっている。
巨大な刀剣である「超刀」を豪快かつトリッキーに扱い多彩な攻撃を繰り出す。『3』以降は固有技の一つである「恋のかけひき」を駆使することで、あらゆるモーションから様々な派生攻撃につなげることが可能。また、討死した際にも「恋のかけひき」を出すことで一度だけ復活することができる(ただし、体力は回復しない)。バサラ技は超刀の柄に鞘を取り付け、長巻のような形状の「朱槍」状態にし、回転しながら周囲を薙ぎ払うというもの。このバサラ技は事前に挑発モーションを行うと、行った回数分攻撃数が増えるという特徴がある。攻撃増加数には上限が無いため、やろうと思えば合戦開始から総大将撃破までずっと回転し続けたままということも可能である（ただし、挑発の回数が膨大且つ前準備の時間も相応にかかるため、効率は非常に悪い）。
『3』ではかつての友であった秀吉の死をきっかけに、前田家から離れ上杉軍に仕官した。戦から離れた生活を送っている謙信と共に何気ない日々を過ごしている。謙信の頼みで雑賀衆へ書状を届けに行った際に孫市に一目惚れしてしまい、以後は「惚れた女は守る」という信念の元、雑賀衆につき従う。表にはほとんど出さないが、袂を別ったとはいえ、かつての親友である秀吉の死に深く傷ついている。また、秀吉を討った張本人の家康にも複雑な思いを抱いており、家康と会うことを拒んでいる。また、前田家との関係で東軍に参加するもの、史実通り西軍に参加するもの、どちらにも属さない第三勢力として関ヶ原の戦いに進軍するもの、秀吉のかつての友として家康に対峙するもの、最終的に雑賀衆の一員となるものなど、最も多彩な立場でのルートがあるキャラとなっている。
『4』では前田家に戻っており、「新生・前田軍」の総大将となっている。ドラマルートでは、秀吉を憎むばかりで秀吉に向き合わなかった過去の己を悔やみ、秀吉と話すべく大阪城へ向かう。秀吉からは拒絶され、「何があろうと我とお前は二度と交われぬのだ」と決別の言葉を投げかけられてしまうが、同時に「あの日ねねを葬った事、そしてお前を遠ざけた事、過ちとは思わぬ。我らは共に正しかった、ただそれだけだったのだ」という言葉も受け、哀しみを抱えながらも秀吉との過去に一つの区切りを付ける。その後、謙信の依頼を受けて将軍・足利義輝との謁見に臨む。
夢吉（ゆめきち）
声 - 細野雅世/桑谷夏子（アニメ版） / 初登場：『2』
慶次がペットとして連れている小猿で、常に慶次の肩に乗っている。慶次の固有技では、慶次の代わりに夢吉を操作したり、おつかいとしてアイテムを持って来たりすることも出来る。
前田利家（まえだ としいえ）
声 - 坪井智浩 / 初登場：『1』（『3』『4』では操作不可）
肩書：「豪放磊落」（ごうほうらいらく）、『1』では「槍の又左」（やりのまたざ） / 登場時の書き文字：「出陣」
属性：炎 / 武器：三又槍 / 防具：兜 / 一人称：「それがし」、信長に対してのみ「又左」
「皇」でのキャッチコピー：豪快、アニキ、裸な大将
前田家当主。自宅では褌一丁で生活していることが多く、戦場でもほぼ裸で全身傷だらけという野生児スタイル。『2』では慶次をはじめ多くの武将からそのことを揶揄され、味方武将や他軍兵士からも「服を着てくれ」と心配されている。
人好きのする人物で、実直かつ純粋。いつも天然で三枚目だが、半兵衛の心情を見抜いたりするなど人を見る目はかなり鋭く、他武将に対しても的を射た発言をすることが多い。いつも空腹状態であり、合戦中にも空腹を訴える。妻のまつを熱愛しており、まつの作る食事が何より好きで、時には仲が良すぎて二人だけの世界に入ることもある。
三又槍を豪快に振るって戦うほか、油を口に含んで火炎攻撃をしたり、口笛で鷹を呼び寄せることもできる。また、まつの料理が好物という設定はゲーム上にも反映されており、『2』『英雄外伝』の専用装備「愛妻弁当」は一定時間おきにまつからの差し入れである回復アイテムのおにぎり(1ステージにつき最大25個まで）が入るというものである。『宴』ではおにぎりを連続でとると一定時間パワーアップする特性や、固有技をタイミング良く発動することでより強力になる特性が追加された。ちなみに佐助に対して彼が持っている忍者食が少ないことに気づき、「それがしの弁当…少し分けてやろうか…?」と心配そうに声をかけた。
織田家家臣でありながら、信長および他の織田家家臣とストーリー中で共演する描写は少なく、織田軍内の独立勢力として扱われている（アニメでは後に離反）が、信長の命令に忠実であったり、謀反を起こした光秀に対して憤っていたりと、織田家に対する敬意は忘れていない。『BH』のストーリーモードでは、まつと共に織田軍の一員として登場することも多い。『2』では慶次の悪戯に悩まされる一方で、まつからは慶次ともども説教を受けるなど板挟みとなることもあった。人参が苦手。
自由合戦や天下統一で豊臣軍と対峙する際には「慶次と秀吉を仲裁する」ということなり、秀吉・半兵衛は倒しても撤退扱いとなる。また、家康とは古くからの友人で、彼を幼名である竹千代と呼ぶ。そのため、家康・忠勝を倒しても撤退扱いとなる。
『3』では織田軍滅亡後、中立的立場を保ってきたが、天下を二分する戦を前に周辺国から幾度も圧力を受け、家と民を守るため苦渋の決断を迫られていた。その後、東軍の一員を名乗った最上義光にまつを人質に取られたことで、東軍として戦うことを余儀なくされたため、家康に対して疑惑を感じるようになる。『宴』でも、家康のことをかつての信長や秀吉に重ねて見ている節があり、彼の掲げる大きな夢について良く思っていない描写が見られ、秀吉に妄信的な姿勢を見せる三成にも「秀吉の背中を追うな」と忠告している。また、真の魔王として甦った信長を見て激しく動揺するが、直後に「あれは信長様ではない」「もう過ぎたことだ」と強く拒絶している。お市のことも心配しており、前田家で暮らそうと言っている。
また、最上義光にまつを人質にとられる様子を義光のストーリーで確認できる。
『4』では前田軍の総大将を慶次に譲り、まつと共に慶次を支える。かつて織田軍に所属していた当時の周囲の人間を気にかけており、『皇』では特に親しかった勝家を織田軍に残して離反してしまったことを強く後悔している。
『烈伝幸村』のストーリーでは織田軍所属になっており、天目山の戦いで柴田勝家と供に真田昌幸と対峙する。
まつ
声 - 甲斐田裕子 / 初登場：『1』（『3』『4』では操作不可）
肩書：「賢才瞬麗」（けんさいしゅんれい） / 登場時の書き文字：「登場」
属性：氷→風 / 武器：長剣→薙刀 / 防具：草摺 / 一人称：「わたくし」「まつ」
「皇」でのキャッチコピー：戦国の母なる、ど天然調理師
前田利家の妻。良妻賢母を体現したしっかり者。
武家の嫁として常に利家を盛り立て、前田家の為に尽くしている。前田家内ではかかあ天下状態。利家のことは「犬千代様」と呼んでいる。ラリアットが得意。前田家内では紫の着物を着ているが、出陣時にはセーラームーンを彷彿とさせる変身バンクを挟んで戦闘装束に着替える。料理の腕は一級品。利家や前田軍の将兵たちも、戦の後のまつの料理を楽しみにしている。
『1』では大半の攻撃モーションが上杉謙信と共通していたが、『2』では固有モーションが用意され、武器が刀から薙刀に、属性が氷から風に変更され、前田領に住む動物（鷹の太郎丸、猪の次郎丸、モグラの三郎丸、狼の四郎丸、熊の五郎丸の5種類）を呼び出して戦うようになった。『宴』では太郎丸に掴まっての滑空や五郎丸に乗っての移動も出来るようになり、『皇』ではバサラ技がそれ以前の四郎丸のみをけしかける技から、動物たち全てを呼び出して襲わせる技へと変更された。
『2』ストーリーモードは、お腹を空かせた利家と慶次のために食材を探す旅に出るというもので、濃姫のストーリーモードでは挫けそうになった濃姫を叱咤するなど、前田家が織田家と盟友関係にある事実を窺わせていた。利家と同じく、秀吉・半兵衛・家康・忠勝は倒しても撤退扱いとなる。
『3』では利家と同じく中立的な立場を守ってきたが、東軍への参加を目論んだ最上義光に人質に取られる（公式サイトでの解説では前田軍が中立を守ろうとする事を良しとしない東軍がそうしたと説明されている）。慶次の戦国ドラマ絵巻では、分岐次第でこの事件の真相に辿り着くルートがある。『宴』では実際に義光に誘拐される様子を義光自身のストーリーで確認できる。
『4』では前田軍の総大将となった慶次を利家と共に支える。こちらでは同じく食に強いこだわりを持つ小早川秀秋との因縁が描かれる場面もあり、『皇』では本格的に料理対決を繰り広げることとなる。豊臣軍の武将たちに特製弁当をプレゼントしている。
『烈伝幸村』のストーリーでは直接登場しないものの天目山の戦いに行く利家と勝家に料理を作っている。

### 前田軍の仲間武将・兵器
『3』『宴』に登場した仲間武将：村井長頼（刀兵）・奥村永福（槍兵）
木騎“出雲”
木騎は元々は長曾我部軍が作ったものであるが、『1』では前田軍も所持していた。詳しくは後述。

### 京都花街組
正確には「軍勢」ではなく、京の町で人生を楽しむ単なる遊び人達の集団。祭りと喧嘩を至上の娯楽としている。祭りのテンションのためか、はたまた酒が入っているためか、兵士（祭団員）達は一様に能力が高い。シンボルカラーは桜色（ただし慶次は黄色）。『3』では慶次が新たに上杉軍に所属したこともあって登場しなかったが、『宴』の新ステージ「京都花火祭」で「京都花組」として再登場した。

#### 京都花組の団員
『宴』に登場した仲間武将：仏顔の隈八（踊り兵）
花火兵（はなびへい）
初登場：『宴』
京都花組の一員。吸引器で兵士やプレイヤーを敵味方関係無く無差別に吸い込み、背中の瓢箪型の発射口から花火として打ち上げる。上方だけでなく前方へ打ち込む場合もある。
踊り兵（おどりへい）
初登場：『宴』
京都花組の一員。祭りの音楽が流れている間は踊り続けてこちらには何もしてこないが、音楽が止まると剛力兵同様パンチやタックルで攻撃してくる。

## 上杉軍
越後の春日山城を本拠とする軍勢。将兵に美男子が多く、舞台劇や仏教用語を絡めた言動をする者が多い。シンボルカラーは縹（薄い水色）。
上杉謙信（うえすぎ けんしん）
声 - 朴璐美 / 初登場：『1』（『3』『4』では操作不可）
肩書：「神速聖将」（しんそくせいしょう） / 登場時の書き文字：「出陣」
属性：氷 / 武器：長刀（居合） / 防具：籠手 / 一人称：「わたくし」
「皇」でのキャッチコピー：軍神と称されし、バサラジェンヌ
細身でスピードを生かした居合を武器とし、「軍神」と謳われる戦の天才。毘沙門天を篤く信仰している。常に落ち着いた物腰と華麗な振る舞いを貫いており、熱血漢の武田信玄とは対照的。
上杉謙信女性説を基としてか、性別不詳の麗人であり、『X』やアニメ版の字幕などを除き、作中の台詞は女文字とも呼ばれる平仮名で表記されている。信玄を「かいのとら」、信長を「まおう」など、他の武将達をあまり本名で呼ばない。
かすがを「うつくしきつるぎ」と呼んで宝塚歌劇団を彷彿とさせるやりとりを随所で繰り広げており、作中でかすがが倒された時には常の冷静さを失って動揺を見せる。
その武名は全国に知れ渡っており、破天荒な政宗や小十郎すら敬意を払うほどの人物。また逸話同様、信玄に塩を贈ったことがあり、その義心にも一目置かれている。酒好きで、大きな杯で一口であおったり、酒豪の義弘に酒を勧められて喜ぶ面も見せている。『英雄外伝』まではザビー教の面妖さ苦手としている。
典型的なスピードキャラであり、体力は低いものの短い間隔で技を連続で繰り出すことが可能。『宴』では固有技を繋げることで一定時間敵の動きが遅くなる“神域”を発動できるようになった。
『3』では信玄が病に倒れたのをきっかけに、戦から離れた生活を続けている（それ以降、乱世を下界と呼んでいる）。成長した家康を「とらのたましいをつぐおとこ」と認める一方で、行き先の見えない幸村を諭し、信玄に代わって幸村の成長を導く場面もある。『宴』では信玄の復活を誰よりも喜ぶ姿を見せる一方で、虎の魂を継いだ家康を目の敵にする三成に対し「わたくしのこころ、ついでみせますか？」と言ったりするなど、義弘や信玄同様に若者を試すような言動も見られるようになっている。
『4』では足利派の勢力として登場。天下を統べるのは帝であると考えてはいるが、そのためには重要なことが帝には欠けているとしている。しかし『皇』では義輝に信玄を意識している心中を見透かされてもいるようで、ドラマルートでは前田家の説得もあって足利派を離れ信玄との決戦に臨む。
かすが
声 - 桑谷夏子 / 初登場：『1』（『3』『4』では操作不可）
肩書：「月下為君」（げっかいくん） / 登場時の書き文字：「参上」
属性：闇→光 / 武器：輪宝（手裏剣）→くない×8 / 防具：首懸 / 一人称：「私」
「皇」でのキャッチコピー：謙信へ全てを捧げる、妄想のアヤトリスト
露出度の高いボディスーツ状の忍装束を纏った金髪美女で、上杉謙信に仕えるくの一。本作のオリジナルキャラクター。元々は上杉謙信を暗殺するために城に潜入したが、謙信に一目惚れしてそのまま配下となり、以来謙信のため命を賭して戦っている。謙信と2人きりになると背景にバラが咲き誇り、その光景は宝塚を髣髴させる。謙信からは愛着を込めて「うつくしきつるぎ」と呼ばれ、特別扱いをされている。
謙信以外の人間に対しては厳しい態度と男勝りな言動が目立つが、心優しい面も持っており、忍としての腕は一流ながらもかすが本人はあまり戦うことを好んでおらず、戦いのさなかに感傷的・感情的になることもしばしば。佐助や半兵衛からは「忍に向いていない」と評されており、他武将からその面を指摘されることも多い。
同郷出身の佐助に特に好感情を抱いてはいないが、共通の敵に対しては息を合わせて共闘することもある。『英雄外伝』では連携技も使用しており、佐助が倒されると激怒することもある。
謙信と親しくする者には誰彼構わず激しい嫉妬心を見せ、信玄が謙信にとって重要な存在であることを、嫉妬心から口惜しく感じている。
『1』では攻撃モーションは佐助と同じであったが、『2』では武器が輪宝からくないに、属性が闇から光に変更され、モーションやバサラ技も一新されている。白い梟による空中移動が可能で、佐助同様この技でしか行けない場所がある。『宴』では特定の固有技で敵を縛り状態にすることが可能になった。
『3』では慶次が上杉軍に所属して以来、友人同士の謙信と慶次の仲の良さにやきもきしている。しかし、慶次が倒された際には激しく取り乱し、「返せ！あいつは誰よりも優しかった…!」と泣き叫ぶ姿が見られることから、彼との仲は決して悪くない。『宴』での京都花火祭ステージではポールダンスを披露し、『皇』では固有奥義となった。本人曰く「芸もできるが、これも術の一環」。
『4』創世ルートの川中島で倒されても撤退扱いだが、創世ルートの一騎討ちステージでは謙信が倒された事で狂気に駆られたかすがと戦う。『皇』のドラマルートでも実際に謙信が討たれ、また実際に討った仇敵を失うことにもなり指針を失い狂気に駆られてしまうが、真相は最終戦で判明する。
直江兼続（なおえ かねつぐ）
声 - 伊丸岡篤 / 初登場：『2』（敵武将、『1』では一般武将として登場）
肩書：「絶対無敵」（ぜったいむてき） / 登場時の書き文字：「登場」、「無敵出撃」（『4』）
属性：無 / 武器：無敵剣 / 一人称：「俺」
上杉謙信に仕える武将。上杉軍の一番隊を一人で任されている。
『1』では一般武将。『2』ではデザインは一般武将のままであるが、「長谷堂城猛追戦」で専用の登場シーンが用意され、キャラクターとして扱われるようになった。『英雄外伝』では「手取川の戦い」でも同様のシーンが用意されている。
『3』では肩書がついた。自身を「無敵の主人公」と誇らしげに称し、一年かけて名を上げたと訴えている。兜には「愛」の前立を拵えている。
『BH』では他の陣羽織と同じ扱いのため、光属性の牽制技が出る。
「無敵」を自称し、事あるごとに「俺は無敵!」と叫ぶが、体力も攻撃パターンも少なくすぐに倒される羽目になり、「無敵なのにやられたー!」というやられ台詞は、もはやお約束になっている。『2』以降、体力ゲージの見た目は他の武将と同じになっているが、体力が増加した訳ではなく、体力・攻撃力・防御力全て雑魚の一兵卒と同程度。戦極ドライブ・バサラ技も使用しない。
『宴』では、「京都花火祭」のステージにて派手に登場後、人間花火を披露。かすがには「体を張って余興を見せるなんて」と悔しがられ、宗麟には身体で愛を表現したと感動され「ラバーズ直江」という洗礼名を付けられたが、兼続本人は気に入っておらず勝手に「ムテキ直江」と名乗っている。アニメ第2期にも登場し、手取川の戦いで誇らしげに名乗ったが、利家に瞬殺されお約束の台詞と共に空の果てへ吹っ飛んだ。
『4』では装備すれば自身の無敵を延々と語り続けるアイテムが登場したり、また、謙信に暗にお前は無敵じゃ無いと言われたりしているが否定している。
『皇』では合戦ルーレットの「変化マス」を当てると一時的に操作でき、旧作の義弘専用アイテムのように敵味方ともに一撃で撃破することが出来る（敵に当てられた場合は直ぐに元のキャラクターに戻る）。

### 上杉軍の仲間武将・兵士
『3』『宴』に登場した仲間武将：鬼小島弥太郎（槍兵）・加藤段蔵（忍者）
遊撃部隊「雪組」（ゆうげきぶたい ゆきぐみ）
初登場：『英雄外伝』 / 属性：氷
上杉軍の精鋭部隊で、青白い衣装と芝居がかった言動が特徴的。謙信が踊りながら指揮をとる。元ネタは宝塚歌劇団。
軒猿（のきざる）
初登場：『3』
上杉軍の忍者隊。かすがの援護として登場する。武田軍の百足隊同様、実在した乱破衆である。

## 島津軍
最南端で強者を求めて戦う猛者達の軍勢。史実通り伏兵戦術を得意とする。また本拠である最南端は、日本とは思えないほど南国風の熱帯雨林のようなステージとなっている。シンボルカラーは黄土色。
島津義弘（しまづ よしひろ）
声 - 緒方賢一 / 初登場：『1』
肩書：「一刀必殺」（いっとうひっさつ） / 登場時の書き文字：「出陣」
属性：雷 / 武器：大剣 / 防具：肩当 / 一人称：「オイ」「ワシ」
「皇」でのキャッチコピー：薩摩の鬼じいちゃん
史実で壮年期に武士としての最盛期を迎えた点を元に、酒好きで豪快な薩摩の老将として描かれている。最終目的として天下を意識していない訳ではないが、それよりも生涯をかけて戦い抜く強者を求めている硬派な剣豪武将である。口調は九州の方言を組み合わせた独特の訛り。
比類なき一刀必殺術示現流を駆使し「鬼島津」の異名を取る。「戦国最強の本多忠勝と唯一互角に戦える武人」と作中で紹介されており、本多忠勝とはライバル関係にある。伏兵戦術が得意な策士でもあり、そのせいか義弘と対決するステージは敵兵の大半が伏兵であったり、ステージにダメージゾーンが設置されていたりと特徴的なものになっている。
気さくな性格である一方で、真剣勝負に関してはいささかの私情も憐憫も差し挟まない剛直な人物で、一揆を起こしたいつきに対しても同様。織田信長や豊臣秀吉など、いわゆる“覇者”には嫌悪感を持っており、敵視しているが、『2』では忠勝と戦うために秀吉のもとへ下った。慶次を気に入っており、「示現流を継ぐ気はないか」と発言している。謙信とは互いの腕を磨き合う友人であり、倒しても撤退扱いとなる。また酒豪でもあり、ムービーや勝利デモでは大きな徳利を取り出しガブ呑みをする。
巨大な大剣、戦斧や金棒を振るう。ステータスは高く通常攻撃は超強力・超高速ながら、初撃が外れるとその後の攻撃が繋がらないなどクセの強いキャラクターで、戦極ドライブ発動中や敵として登場する際は初撃を外しても攻撃が繋がる。
『2』以降の作品ではステージによってザビー教に入信しており、「チェスト島津」という名になっている。入信の経緯は『2』のザビーストーリーで語られる。
『3』では古き時代の終わりを感じ、古き自分を倒し若者が新しい時代を作るようにと関ヶ原へと向かう。若者、特に三成のことを気に掛けており、幸村や慶次には迷いを晴らす指針となり、三成を元を訪れた際は、家康への復讐しか考えてなかった三成を見て、彼の行き方を見守るため同行した。「九州は自分達で守る」と、官兵衛・宗茂とともに行動することもある（場合によっては三人まとめて大友軍（ザビー教）の信者にもなっている）。
『4』では足利派。示現流を極められず老いて死ぬ事を恐れ、到来した乱世の中真の示現を見つけるため戦場にて敵を問答無用で薙ぎ倒す鬼となる。兵士から慕われることを嬉しく思いつつも、示現を極めるためには鬼になることが必要だという考えから、長い行軍の末疲労で歩けない自軍の兵を突き放したり、降伏を求めた敗残兵を一刻の内に皆殺しにするなど、過去作に比べて冷酷で容赦のない行動を取るようになっている。
『烈伝幸村』のストーリーでは直接登場しないが、関ヶ原にて西軍として出陣を要請される。しかし、伝令の者が下馬せず依頼したことに対し「無礼なり｣と一括し、追い返したため参戦しなかった。

### 島津軍の仲間武将・兵士
『3』『宴』に登場した仲間武将：島津歳久（刀兵）・島津家久（槍兵）・新納忠元（鉄槌兵）
五本槍
五本槍に関しては前述。
虎（とら）・虎操兵（こそうへい）
初登場：『3』
「耳川潜伏戦」にて登場した白虎と虎を操る兵士。虎は虎操兵の掛け声に合わせ引っ掻き攻撃や吠えなどでプレイヤーに襲い掛かる。重量級に近い特性を持ち、多少の攻撃では怯みすらしない。宇都宮軍の「神流川の戦い」でも多数の虎が登場する。
また、『宴』では虎を仲間武将にすることができる。

## 二天一流
正確には「軍勢」ではなく、ただ強さだけを求め、各地の猛者に戦いを挑む剣豪集団。リーダー格である武蔵の戦いに見られるように、勝利することだけに拘ったそのやり口は正々堂々としたものとは言い難く、荒くれ者の集団に近い。武蔵が待ち構える巌流島は罠だらけの無法地帯と化している。
宮本武蔵（みやもと むさし）
声：浪川大輔 / 初登場：『2』（『皇』では操作不可）
肩書：「天驚動地」（てんきょうどうち） / 登場時の書き文字：「参戦」
属性：無 / 武器：櫂と木刀（第8武器のみ打刀と脇差） / 防具：肩当 / 一人称：「おれさま」
二刀流の剣術「二天一流」の使い手。佐々木小次郎との決闘時のイメージからか、左手に持った木刀と右手に持った巨大な櫂の二刀流で戦う。真っ向から堂々と勝負を仕掛けてくるものの、櫂でメッタ打ちにしたり石を投げつけたりと、戦い方は「悪ガキ」そのもの。
後述のステータスにあるように腕っぷしは強いが、頭は良くはなく、頻繁に悪態をつく。自分の名前も含め、難しい漢字は全てひらがな表記になっている。もっとも、状況的に答えになっている発言や、（侮辱という悪い意味でも）相手に伝わりやすい話をすることから、敵に対して鋭い批評を下すことが多い武将達（半兵衛・佐助・久秀など）から、極めて高い評価を受けており、特に久秀からは武蔵の「おめーの話はむずかしい。みんなぶったおして終わりでいいじゃん」という発言に対して「驚いた。真理を言い当てられては、こちらも形無しだ」という、他者に対する批評とは全く違う絶賛をされた。軍には所属しておらず、天下統一モードを進めていくと武蔵が乱入し、単独で戦いを挑んでくることがある。また、天下統一モードで操作キャラとして使う場合、二天一流はどこかを統治している集団ではなく、初期統治国が存在しないため、隣国しか攻められない仕様を無視し、離れた国を自由に攻めることができる。
初期の体力は極端に少ないが、レベルが上昇する毎に大幅に上昇する。攻撃力が非常に高く、バサラ技は文字通り一撃必殺の威力を持つ。またバサラゲージが短くすぐ溜まるため、固有技感覚でバサラ技を使える。挑発モーションには当たり判定がある。
『3』『宴』では登場しないが、アニメ第2期同様に島津軍で修行していることが義弘の口から匂わされている。
『皇』では合戦ルーレットの「罰天マス」を当てると追跡者としてプレイヤーに襲うことがある。このとき武蔵は覆面をしている。

## 徳川軍
三河の軍勢。家康の人徳によって多くの兵を有する。得意技は人海戦術で、後述の忠勝の演出と併せ、地球連邦軍をイメージしている部分が多い。イメージカラーは黄色（黄金色）。
徳川家康（とくがわ いえやす）
声 - 大川透、増田俊樹（学園BASARA） / 初登場：『1』（操作可能は『英雄外伝』より）
肩書：「東照権現」（とうしょうごんげん） / 登場時の書き文字：「登場」
属性：雷→光 / 武器：槍→手甲 / 防具：草摺 / 一人称：「ワシ」
「皇」でのキャッチコピー：狸と絆のレボリューション
15歳または19歳。 葵の葉をモチーフにした金色の甲冑に身をまとった少年として描かれている。太陽のように明るい人懐っこさを持つ部下想いの人情家。戦場では一人も部下を失いたくないという信念を持ちながらも、争いのない平和な世の中を目指す。
幼い頃は今川家に人質として取られていたらしく、義元のことは「義元様」と呼んでいる。義元・利家を始め、一部の武将や自身の部下からは、幼名である「竹千代」と呼ばれている。織田家とは同盟を結んでおり、信長・濃姫・蘭丸・利家・まつ・慶次は倒しても撤退扱いとなる。長政ほどではないが、信長の無慈悲な振る舞いにより、他の勢力との間で板挟みに遭うことがしばしばある。
『1』におけるアニメデモの出演は3回と最多クラス。忠勝に依存している己の未熟さを承知しながらも天下泰平を目指す。『2』では、忠勝の圧倒的なパワーに目を付けた武将達によって何度も誘拐され、人質大名と化した。関ヶ原の戦いでは、斥候200に本隊10万という圧倒的な兵力に物を言わせた人海戦術を起用している。『英雄外伝』の長曾我部元親の外伝ストーリーでは元親と男の友情を育んでおり、幼い大将であるが部下達にも非常に慕われていることも確認できる。
『1』『2』『英雄外伝』におけるモーションは前田利家と同様のもの。『英雄外伝』よりプレイヤー武将に昇格するが、ストーリーモードがなく固有技がデフォルトの2つのみ。
『3』では主人公格の一人。肉体面・精神面ともに大きく成長した青年期の姿で登場。豊臣軍との戦いに敗北した後、豊臣傘下として忍んでいたが、世界進出を望み戦火を拡大する秀吉に反旗を翻し、激しい戦いの末に討ち取った。「絆」の力で天下を治めることを決意し、東軍総大将として関ヶ原の合戦に挑む。
絆を説きながらも秀吉を討った矛盾や、己の夢で悲しみを生んでしまう罪を背負う覚悟を固めており、かつての戦友で西軍総大将の石田三成からは激しい憎悪を受け、友人関係にあった元親や慶次・利家との関係も変化してしまったが、言い訳すらしようとせず全てを受け入れる。人知れず孤独を抱えながらも笑顔と優しさを絶やさず、絆の力による平和な世を目指す。また、自分と同じく武田信玄を師と仰ぐ真田幸村に対しては互いに魂をぶつけ合う。しかし真の魔王として甦った信長は、「あなたはここに居てはいけない」と否定している。松永久秀の事は、絆の敵と認識しており、慶次同様激しい怒りを見せる。
天下泰平のため、避けられない戦の苦行を自ら背負うため、己も傷つくことを選び、武器（槍）を捨て素手で戦うようになった。体の成長にも伴ってモーションが一新され、武器も槍から手甲、属性も雷から光に変更になった。素手での戦闘スタイルは、大柄な体格によりデフォルメのきいていた秀吉に対し、比較的リアルな動きのモーションが目立ち、ボクサーを彷彿とさせるような描写になっている。また、史実における耐え忍ぶ印象にちなんで、通常攻撃は全てタメ打ちが可能で、固有技・固有奥義もタメが可能なものが多い。固有技に関しては空手とボクシングの技が目立つ（天道突き＝正拳突き、虎牙玄天＝ボディーブローor下突き、陽岩割り＝下段突き）。挑発または特定のアイテムで、服についているフードを被るとタメの時間が短縮される。
史実同様関ヶ原の戦いおよび大坂の陣では東軍総大将として布陣したり『3』や『宴』で鉄砲隊（もしくは忠勝の砲撃）で小早川秀秋を寝返らせたり、武田信玄を「戦の師」と思っていたりしている描写もある。
『4』でも、豊臣軍を抜け絆によって天下をまとめようとはしているが、天下を得るために振るいたくも無いのに力を振るう矛盾に苦悩している場面もある。『皇』の追加ステージ次第では『3』のように秀吉を倒して三成の前に立ちふさがる、または半兵衛死後の豊臣に戻り三成と秀吉と共にプレイヤーの前に立ちはだかる。
本多忠勝（ほんだ ただかつ）
初登場：『1』
肩書：「戦国最強」（せんごくさいきょう） / 登場時の書き文字：「起動」
属性：雷 / 武器：機巧槍 / 防具：鋼具足
「皇」でのキャッチコピー：機動する戦国最強
徳川軍の武将。逸話では「五十七度戦に出て、傷一つ負わなかった」と謳われる猛将で、本作では傷一つ付けられないロボット型武将と化している。史実の忠勝はむしろ軽装であり、大胆な解釈によるキャラクター造形だが、外見は鹿角脇立兜をかぶり肩から大数珠を下げるなど一般的な本多忠勝のイメージを維持している。
『2』のOPムービーやテレビアニメではカタパルトから発進する。固有技として形態機能が備わっており、バックパックからキャノン砲やバーニア、自立兵器等を展開して使用する(また、バサラ技の際には雷神が背負う雷鼓を思わせるような雷撃装置を展開する)。形態変更時には家康から指示が入る。
主君である家康を守り続ける忠臣だが、主の救出のためや、ライバルである島津義弘の接近に呼応したなどの理由で勝手に動き出すなど、人間的な面もある。台詞は「…」「!」「?」のみで構成され、機械音のみで一言も喋ることはないが、多少の意思は図ることができる。主君である家康や徳川軍兵士とはより明確な意思疎通ができている描写があり、将棋を指せることも明らかになっている。
武器は穂先がドリルのように回転する巨大槍。馬に乗れないなど多少の不便はあるが、パワー・スピード・リーチ、全てがトップクラス。しかも弓矢･鉄砲･岩などの飛び道具が効かない、攻撃を受けると仰け反りこそするが絶対にダウンしない、ダメージは受けるが騎馬隊の突進を跳ね返すなど、驚異的な性能を誇る。ただし『BH』では手数の多い攻撃や一撃の威力が大きい攻撃を受けると一時的に機能が停止して操作不能になる(ほかの武将のダウン状態にあたる)。
敵として登場する『1』の「三方ヶ原の戦い」では、攻撃してもほとんど体力が減らない・反撃されるとあっという間に瀕死になる等、戦国最強の呼び名通りの恐ろしさを見せ、倒せば特別恩賞として莫大な経験値を得られる。さらに『英雄外伝』で登場した「小牧長久手の戦い」でも尋常ではない強さを発揮し、倒しても更に2回パワーアップして復活する。『2』以降は忠勝を倒さねばクリアできないステージも存在しており、倒しやすい敵に調整されている、あるいは一撃で忠勝を倒せるようにステージに仕掛けが用意されている場合があるが、強敵であることには変わりない。更に、作品によっては忠勝が戦場に落雷を発生させるステージもあり、直接の戦闘時以外でもその強敵ぶりを発揮している。
『3』でも変わらず家康を守っている。長距離の移動手段としても重用されており、家康を背中に立たせて運んでいる。固有技に関するシステムの変更もあって、より複数の形態を組み合わせて多彩な攻撃を繰り出すことが可能になった。
『4』では一人で悩みを抱え込み誰にも相談をしない家康を心配している。また、同盟を組んでいる直虎のステージで条件が揃うと、直虎の体力を半分切った所で援軍として出現する（ドラマ・アニメルートでは条件なしで登場する）。
小松姫（こまつひめ）
声 - 茜屋日海夏 / 初登場：『バトルパーティー』
肩書「綺羅栄星」
武器：槍
本多忠勝の娘。姫であることを好まず自分自身の力で人に認められることを望んでいる。父・忠勝のことは尊敬しているが自分に対し過保護気味と思っている。

### 徳川軍の仲間武将
『3』『宴』に登場した仲間武将：井伊直政（槍兵）・藤堂高虎（忍者）・服部半蔵（忍者）
酒井忠次（さかい ただつぐ）
声 - 西川貴教
テレビアニメ第3期で登場した徳川軍の武将。信条は「信じる!」。幼少の頃から徳川家に仕える重臣で、家康のことを呼び捨てできる唯一の人物。自身より評価されている忠勝に対してライバル心を抱いている。黒い装甲で全身を覆う忠勝とは対照的に、白い軽装の戦装束に風神の背負う風袋を思わせるような膨らんだ赤い布飾りが特徴。戦闘に立つ場面が無かった為、使用する武器は不明。
関ヶ原の合戦において、家康が最近自分に隠れて行動する事が多い事に少し寂しさを感じていた所、その場を通りかかった大友宗麟になんかうまくノセられてしまい、何時の間にか“ レヴォリューション “という洗礼名を与えられ、西川貴教が「HOT LIMIT」で着ていた包帯風の衣装を着て精神を開放する。

## ザビー教団
「愛」を伝えるため、異国からやってきたある意味最強の色物集団。まつや蘭丸の具合を悪くしたり、久秀から「秩序を与えよう」と皮肉られるほどに、教団内は混沌とした状態になっている。一般兵士である信者は奇怪なセリフ（多くはアニメ作品などのパロディ）を放つ。シンボルカラーは虹色。
ザビー
声 - 塩屋浩三 / 初登場：『1』
肩書：「南蛮我道」（なんばんがどう） / 登場時の書き文字：「降臨」
属性：炎 / 武器：両手バズーカ / 防具：法衣 / 一人称：「ワタシ」
フランシスコ・ザビエルをモデルにしたオリジナルキャラで、作中一の色物キャラ。「愛ミナギル」を合言葉とする、ザビー教の開祖。愛を強く信仰しており、愛を広めて戦乱の世を治めようと各地を布教し歩いている。その教えは完全にカルト教のそれと言っていいほど自分本位、かつ意味不明なものだが、信者達からは盲信を得ている。
本多忠勝や豊臣秀吉に次ぐ巨漢。日本語が達者でなく、矛盾だらけの発言をし、目的の為に手段を選ばず、手段の為に目的を忘れる傾向がある。他の武将から顰蹙を買うほど奇怪な城を肥前に構え、ザビー教を説いている。いつきとは信仰の違いから対立している。
科学力に優れており、ザビー自身がモデルの戦闘ロボット「メカザビー」、突撃型爆弾メカ「チビザビー」（いずれも量産型らしく何体も存在する）を開発、ザビー城防衛のために実用化し投入している。それらの一部は長曾我部軍から盗んできたもので、『2』ではその縁から元親に因縁をつけられている。お市に怒鳴る浅井長政にまっとうな注意をしたことがあり、そのことに対しては長政も素直に反省している。ザビー教を布教している関係で、配下武将は信者となる。
自分の顔に酷似した謎の野菜を栽培しており、それは利家と慶次が思わず卒倒した程の味（『宴』の立花宗茂の言葉から推測すると美味ではない模様）。
武器は両手のバズーカだが実際はトンファーに近い使い方をしており、砲口から吹き出す炎の推進力で敵を殴り飛ばすような攻撃が主立つ。なお、砲撃を行うことも可能である。
『3』『宴』『4』『皇』では本国へ帰ってしまったようで登場していない。帰国の理由は定かではないが、大友軍の信者達は「ザビー様は国外へ追放された」「ザビー様を見かけたら、宗麟様に通報を」と言っており、チェスト島津も「故郷を恋しがっていた」「日ノ本を追われて行方不明」などと言っている。大友軍のステージでは『CH』のモデリングとほぼ同じ肖像画が飾られている。

### ザビー教団の信者・兵器
サンデー毛利（サンデーもうり）
声 - 中原茂 / 初登場：『2』
肩書：「愛の使徒」（『4』） / 登場時の書き文字：「登場」
毛利元就がザビー教に入信した姿。愛に目覚め、愛を説く姿からは冷酷な策略家という面影は消え、ジャンプ攻撃時の「散れ!」という台詞も言わなくなっている。部下達も愛の伝道師として働いている。また、死に際にも「わが名は…サンデー…」という言葉を残し、その信仰ぶりを確認できる。この姿を見た長曾我部元親は「おいおい、嘘だろ?」と嘆き、前田利家・まつ夫婦も酷く驚いていた。また本多忠勝を主人の家康と共に入信させ、ザビー教の御本尊にさせようとしていた。
『3』ではかつて信者であったことを黒歴史のように思っているようで、大友軍のステージで信者だった頃の感情が湧き上がった際にはそれを必死に押さえ込んでいる描写がある。しかし、『宴』での宗麟ストーリー最終章では、宗麟の言葉によって完全にサンデーへと戻ってしまい、戦闘中、宗麟と共に延々と歌う様子も見られる。宗麟からは「伝説のタクティシャン」と少し崇拝的な扱いをされている。
『4』でも宗麟や鹿之助に関連するイベントなどで再登場しており、肩書も用意されている。
小説『Cool&The Gang』においては純粋な信者とはなっておらず、性格も元のまま変わっていない。またその入信の理由も、「武力を保持した友好的宗教団体」として利用しようという意図があったためである。
チェスト島津（チェストしまづ）
声 - 緒方賢一 / 初登場：『2』 / 登場時の書き文字：「登場」
島津義弘がザビー教に入信した姿。『2』の忠勝ストーリーモードでは、忠勝にも入信するように勧誘している。『2』のザビーストーリーモードでの「勝負に負けたら入信する」との約束を忠実に守っているだけで、元就ほど宗教に染まっていないようであるが、やはり感化されている部分もある。名前の「チェスト」は示現流独特の掛け声のこと。
『3』でも大友軍として参加しており、「おお、ザビー様」と唱えると強くなれると聞いたことと、官兵衛の誘いで入信した。義弘本人は修行の一環として捉えている。『宴』の最上義光ストーリーにおいて記憶喪失した義光が天使と名乗った際に、前作までの討死の際に見えていた「ひげの生えた天使」だとあっさり信じていることなどから、ザビー教に対する懐疑的な念は持っていないことが窺える。
木騎“黒姫”
木騎は元々は長曾我部軍が作ったものであるが、『1』ではザビー教も同型の兵器を所持していた。四国から奪ったものであるらしく、『2』では元親との間に因縁が生じている。詳しくは後述。
機巧兵 メカザビー（きこうへい メカザビー）
初登場：『1』 / 属性：炎
ザビーが作った兵器の1つ。ザビー本人と同じ大きさ、同じモーションで動くロボットだが、耐久力は劣る。そのうち一つには「ザビエモン3号」という名前が付けられている。たまに目から赤いレーザーが出るが、ダメージ判定は無い。
無謀爆雷 チビザビー（むぼうばくらい チビザビー）
初登場：『2』 / 属性：炎
ザビーが作った兵器の1つ。爆弾を搭載した小型ロボであり、群れをなして突進してくる。ザビーの固有技「天罰あれ」でも登場。また、武蔵の固有技「二天一流 奥の手」で稀に小石に混じっていることもある。ザビーによると「ザビー城土産」として100両で販売されているという。
戦国最強 ホンダ忠勝（せんごくさいきょう ホンダただかつ）
声 - 塩屋浩三 / 初登場：『BH』
本多忠勝にそっくりの兵士。全国各地をまわり、長曾我部軍のカラクリ兵器を奪ったり、義弘や武蔵と戦って負けたりして本物の忠勝の評判を落としていった（一部の人間の好感度は逆に上がった模様）。
甲冑の色や模様、そして全体的なステータスこそ違うが、攻撃モーションは忠勝本人と同じ。体力が無くなると、中からザビーが出てくる。

### 大友軍
戸次川を拠点とする軍勢。総大将・大友宗麟が史実ではキリシタン大名であったためか、本作への登場に当たっては熱狂的なザビー教信者として描かれている。そのため大友氏の領地はザビー教の温床と化し、軍勢はほとんどがザビー教団と変わらない集団になっており、独特の台詞回しも健在。しかし、宗茂に従う一部の兵士達はザビー教には染まっておらず、ザビー信者と常識人の狭間で揺れる軍となっている。シンボルカラーは基本的に虹色もしくは水色と紅だが、宗茂使用時は紺と金になる。
大友宗麟（おおとも そうりん）
声 - 杉山紀彰 / 初登場：『3』（操作可能は『宴』より）
肩書：「古今奔放」（ここんほんぽう） / 登場時の書き文字：「布教」
属性：炎→光 / 武器：駆動国崩し / 一人称：「僕」
「皇」でのキャッチコピー：ザビーの申し子
備考：撃破数の単位は「入信」
大友家の若当主。昔はただの我侭なお坊ちゃんに過ぎなかったらしいが、幼少期におけるザビーとの出会いがきっかけでザビー教に心酔し、九州に「ザビー教大国」を築くことを夢見てさらに我侭の限りを尽くしている。常にマイペースで人の話を聞かず、荒唐無稽な指示で宗茂や周囲の人間を困らせることもしばしばで、他武将から子供扱いされることも多い。
『3』では、宗麟自身は戦闘能力を持っておらず、大将戦ではザビーの顔面を模した巨大な戦車「ああっザビー様!あなたの面影と思い出号」に乗って戦闘を行う。（略）思い出号が破壊されると頭頂部に内蔵されている小型戦車で脱出し逃げ回り始め、攻撃は一切しない。モーションはザビーとほぼ同じであり、歩き方も全く一緒である（ただし小型戦車で動いており、厳密的には歩いていない）。宗麟のテーマもザビーのテーマのアレンジで共通点が多い。
『宴』でのプレイヤー・仲間武将時は（略）思い出号の頭頂部に内蔵されている小型戦車に乗って戦うが、敵大将時とは戦闘スタイルも大きく変わっている。プレイヤー仕様では、小型戦車に多数武装が追加されており、通常攻撃は単なる体当たりを行うが、固有技において小型ミサイル、大砲、火炎放射器、レーザー砲等、見た目や小ささと裏腹に（略）思い出号以上の重火力。また小型戦車には手足が内蔵されており、固有奥義で変形する。ザビーと同じく音波攻撃等も行うが、歌って踊りながら戦う様子は宣教師というよりもミュージカルスターである。また、宗麟は小柄だが、戦車の重量のために重量級の扱いとなっており、絶対にダウンせず、空中へ吹っ飛ばない。バサラ技では（略）思い出号を呼び出し、ミサイルと音波攻撃を周囲にバラ撒く。
日本遊戯モードなど一部の対戦ではプレイヤー仕様の宗麟と戦うこともできる。
『宴』のストーリーモードではザビーを探す為に各地を巡る。行く先々で会う武将（かすが・前田慶次・黒田官兵衛・直江兼続）を巻き込んでミュージカルのように歌いながら台詞を語ったり、サンデーと手を取り合って天の扉に向かい光の階段を昇っていくというエンディングだったりと、全体的にギャグ描写が強いものとなっている。
『4』では足利派であり、各地にザビーランドという怪しげなアトラクション施設を大量に作っており、ザビーランドの運用資金を強奪するステージが存在する。
立花宗茂（たちばな むねしげ）
声 - 稲田徹 / 初登場：『3』（操作可能は『宴』より）
肩書：「青天白日」（せいてんはくじつ） / 登場時の書き文字：「忠節」
属性：雷 / 武器：雷切（チェーンソー×2）/ 一人称：「手前（てまえ）」「わし」（心の声）
「皇」でのキャッチコピー：つぶやきチェーンソー
宗麟の家臣。島津義弘、本多忠勝と並び称されるほどの猛者であり、「西の宗茂」の異名を持つ武勇・人格ともに優れた名将。
ザビー教に心酔する主君の宗麟に振り回され呆れながらも宗麟の顔が描かれた橋を渡ることが出来ず、迂回の為に壁を破壊する、自らギロチントラップの仕掛けられた道を行くなど宗麟を敬う心は一級品で、忠義心を目の当たりにした敵兵からは「いい人だよ！この人はいい人だッ！」、「心洗われる…。この人とは戦えねえ…ッ！」などと感心されている。大友軍兵士からの信望も厚い。
主への忠義に生きる質実剛健な雰囲気の物言いは、一見古き良き武士そのもの。部下曰く「立花殿は雑念とは無縁のお方」なのだが、時折セリフに「（……………）」があり、音声では心の声として「侍やるの疲れたなあ……明日辞めよ、そうしよ」、「早く帰って光源氏の続きを読みたいよ〜」、「晩年には犬を飼おう、きっと和むぞ〜」などと愚痴や戦とは無関係な雑念が聞こえてくる（特に『宴』での勝利ムービーでは、勝ち名乗りの最中にうっかり「お風呂に入ってゆっくり休もう!」と雑念を口に出してしまう）。奥と呼んでいる妻には夫婦喧嘩で一度も勝ったことがない上、出て行かれたきりになっている。
ステージによっては宗麟に「'ギャロップ立花/ギャロップ宗茂」という洗礼名を無理矢理付けられて登場している。それについては心の声で「洗礼名とかいらんよ〜、わしゃ宗茂なんだから」とつぶやく事から非常に不満であることが窺える。「立花宗茂」と名乗ろうとすると宗麟から「違うでしょう、あなたは『ギャロップ立花』です」と言われるが、「そうです!我が君の言う通り!」と肯定はするものの自分では決して名乗らない。
武器はチェーンソーのような形状をなした一対の雷切。父から譲り受けたもので、それを用いての豪快な戦闘スタイルが持ち味である。また大きな体格の為重量級の扱いであり、攻撃力と防御力が非常に高く、絶対にダウンせず、空中に吹っ飛ばない。
『宴』のストーリーモードではザビー教に心酔しきっている宗麟の目を覚まさせるために手を上げてしまい、島流しにされてしまった場面から始まる。しかし行く先々で宗麟との思い出を回想してしまい、そこで出会った慶次に諭された。最終的には宗麟と再会し、理不尽に追いかけられながらも主と共に居る日常の幸せを実感した。
『4』でも変わらず宗麟に従っているが、演目でジャンボなまはげをさせられたり、マリアの機嫌を損ねて飛び蹴りを喰らったりなど、苦労している描写がさらに増えている。

#### 大友軍の信者・兵器
『3』『宴』に登場した仲間武将：ピッチャー平野（刀兵）・キャッチャー守口（槍兵）・フェアリー武藤（つづら兵）・フェザー中武（つづら兵）
ジョシー黒田（ジョシーくろだ）
声 - 小山力也 / 初登場：『3』
黒田官兵衛がザビー教に入信した姿。手枷が取れなければ愛しか無いと、かなり切羽詰った様子。しかしザビー教に心から染まってはおらず、『宴』の宗麟ストーリーで天下を狙う機が巡った際にはあっさりと脱退しており、宗麟の怒りを買っている。「枷が外せるならザビー教を信じるんだがね」とも言っており、入信の理由はあくまで自分の利益に基づいたものであったことが窺える。『4』では行く場所がザビー教しかなかったとヤケクソ気味に入信。金脈を掘り当てていることでザビー教からは一目置かれている。
バンビ鹿之介（ばんびしかのすけ）
声 - 入野自由 / 初登場：『4』 / 登場時の書き文字：「潜入信」
山中鹿之介がザビー教に偽装入信した姿。鹿之介はあくまで主君の尼子晴久を探すために潜入するつもりだったが、知らないうちに影響された模様。
一緒に潜入したおやっさんは「シカセンベイ」という洗礼名を付けられた。
スリ兵（すりへい）
初登場：『3』
『戸次川の戦い 三英雄編』にて登場した忍者系の敵兵。プレイヤーから獲得小判を盗む。素早く倒せば金額が倍になって戻ってくるが、逃げ足も早いので倒しにくい。下っ端と親ビンの2種類がいる（忍者兵の下忍・上忍のようなもの）。
ああっザビー様！あなたの面影と思い出号
初登場：『3』
宗麟が操るくどい名前と外見を持つからくり戦車。ザビーの顔面を模した巨大戦車で、頭頂部に宗麟が乗り込んでいる。国崩しを改造して造ったらしい。宗麟曰く「ザビーランド計画の一端」。
外見に反し、意外な小回りの良さを見せ、軽快な動きで駆け回りながらザビーの眼に当たる部分の砲台から砲弾を発射して攻撃してくる。また歌による周囲への音波攻撃も放ち、この二つはかつてのザビーの固有技に似る。また、内部には人員が多数乗り込めるらしく、時々増員の兵士が降りてくることもある。
この戦車を撃破すると小型戦車に乗った宗麟が脱出するが、宗麟自身と小型戦車は戦闘能力は持っておらず、ひたすら逃げ回るだけ（おまけに一回攻撃するだけで倒せてしまう）なので、実質この巨大戦車との戦いが大友軍との総大将戦になる。
名前が長過ぎるので攻撃した際に表示されるステータスでは「（略）思い出号」と表示される。
『4』では特定ステージの宗麟の護衛として登場している。

## 長曾我部軍
四国の土佐を本拠とする軍勢。「軍勢」というよりは「海賊団」という印象が強い。大砲や鉄砲などの最新兵器を多数保有している。シンボルカラーは紫。
長曾我部元親（ちょうそかべ もとちか）
声 - 石野竜三 / 初登場：『1』（操作可能は『2』より）
肩書：「天衣無縫」（てんいむほう） / 登場時の書き文字：「進撃」（『1』では「登場」）
属性：炎 / 武器：碇槍 / 防具：兜 / 一人称：「俺」
「皇」でのキャッチコピー：波のり海賊アニキ
自身を「鬼ヶ島の鬼」「西海の鬼」と称する、長曾我部家の当主にして総大将。初登場時22歳。
海賊の親分をイメージして描かれており、左目を紫の眼帯で覆い隠している。部下のセリフによると、隻眼ではない模様。頭にバンダナを巻いたしゃべるオウムをペットとして連れている。一見乱暴な荒くれ者に見えるが、懐が深く、部下や民からの信頼も厚い。自分を慕う者を「野郎共」と呼び、部下（子分）達からも「アニキ」と呼ばれ慕われている。全員男の熱狂的な親衛隊がいる。天下への興味は薄いらしく、「俺は天下よりも、風の吹くまま海を旅していたい」といった意味合いの発言をしている。
技術力に長け、要塞「富嶽」での砲撃、後述の「木騎」を始めとする兵器を実用化するなど、新しい戦術を取り入れる柔軟な思考の持ち主でもある。ただし重騎などの最新兵器は高価なため、財政状況は常に危機的であることをうかがわせる台詞がある。また、機械や兵器そのものが好きで『2』では忠勝を仲間にするために家康を誘拐した。重機の魅力を解さない者は「田舎者」と罵る。
『2』ストーリーモードでは海賊船に乗って全国の財宝を探しに行くという展開になっており、自身と同様に兄貴肌で荒くれ者の軍を纏め上げている伊達政宗と意気投合する一幕が見られる。また、『英雄外伝』の外伝ストーリーでは徳川家康と固い友情で結ばれる。
毛利元就に対しては、部下の存在を蔑ろにする元就の戦い方を嫌っている一方で、戦闘中の会話や撃破時の反応など、単純な敵対関係とは言えない部分もあり、『2』のストーリーモードでは唯一討死ではなく退却扱いとなる人物でもある。
『2』のまつストーリーでは、カジキマグロを釣りたいと言うまつと利家に快く船を貸し、釣りを許可した。その影響か利家とまつは倒しても撤退扱いとなり、まつと戦うと長曾我部軍兵士が飯をごちそうになったことを感謝したりする。また子供の扱いは苦手なようで、いつきを倒しても撤退扱いとなる。
『1』では前田利家と同様のモーションが使用されていたが、『2』から固有のモーションが用意された。戦闘スタイルは碇の形をした先端が伸びる鎖付きの槍、碇槍を使用するトリッキーなものである。
『3』ではストーリーの前提として、留守中に四国を攻め落とされ数多の部下を失っており、自身の過ちとして悔いている。焦土と化した自国に残されていた徳川軍旗から侵攻を家康の仕業と判断、過去に友情を交わしたかつての友の裏切りを許容できず、三成や宿敵である元就と手を組み西軍側に付く。ルートのひとつでは黒幕らの計略に嵌まり、家康を部下の仇と誤認したまま殺してしまうが、2周目以降のルートでは雑賀孫市の助言を得て真実を求め各地へ赴き、四国襲撃の真相を知る。同時に家康と和解し、家康と共に真の黒幕を追う。ただしここでもルート次第では真相にたどり着けず、単なる実行犯でしかない黒田官兵衛を倒しただけで終わってしまう場合もある。家康の2周目以降のルート分岐によってはすでに真犯人を突き止めている状態となり、家康との関係も良好なままである。
また、自身の海賊行為を巡って鶴姫から因縁を持たれることになるが、鶴姫との争いの内容は船で日本を廻る競争などといった子供じみたものが多い。孫市とは昔馴染であり、孫市のことを本名である「サヤカ」と呼ぶ(孫市本人は好ましく思っていない)。
『4』では天政奉還のことを聞きながらも海があれば良いと言っている。異国の海に出ることを夢としているが、国や部下のことも在り、実現には至っていない。ドラマルートでは家康と行動を共にするが、家康の三成に対する複雑な感情を察したことと三成の不器用ながらも義を重んじる姿勢に興味を抱いたことから、エンディングでは家康と三成の間に立つべく三成と行動を共にすることを決意する。
『烈伝幸村』のストーリーでは毛利元就が家康の邪魔をすると思い大坂夏の陣にて倒そうとするが、幸村に止められる。

### 長曾我部軍の仲間武将・兵士・兵器
『3』『宴』に登場した仲間武将：吉良親貞（刀兵）・長曾我部信親（槍兵）・谷忠澄（大筒兵）・福留親政（大筒兵）
重（しげ）、可之助（べくのすけ）、助六（すけろく）、彦次（ひこじ）、政（まさ）、春吉（はるきち）、左平太（さへいた）、弥太郎（やたろう）
声 - 遠藤大輔（重）、徳本恭敏（可之助）、興津和幸（助六）、渡辺英雄（彦次）、金野潤（政）
テレビアニメ版で登場した元親の配下武将達。他の長曾我部軍兵士のように海賊のようなラフな格好をしている者と、普通の武将の恰好をしている者がいる。
安兵衛（やすべえ）
声 - 松本健太
『3』において、四国襲撃が徳川軍によるものかを確かめるために家康の下へ向かった使者。仲間からは「ヤス」と呼ばれている。彼が徳川軍の人間によって殺されたという目撃情報が、元親の家康に対する疑いを決定的なものとした。
テレビアニメ版第3期でも登場し、徳川軍が長曾我部軍を攻撃したという証言を残して息絶えた。
富嶽（ふがく）
初登場：『1』 / 属性：無
『1』で長曾我部軍が所有していた要塞。多数の大砲が設置されており、絶え間なく砲撃してくる。アニメではデザインが変更され、海上移動要塞として登場する。
機巧要塞 木騎（きこうようさい もっき）
初登場：『1』 / 属性：炎
『スター・ウォーズ』に登場するAT-ATに似た四足歩行型の巨大兵器。胴体から連射可能な弓矢や爆弾をばらまく攻撃、足元にギロチンの如く巨大な錨型の刃を落として振り子のように振る攻撃を行う。作るために国ひとつ傾いたという。長政曰く「悪の巨大兵器」(ただし「近くで見ると心惹かれるものがある」と発言しており、完全に嫌っているわけではない模様)。『1』ではザビー教や前田軍も所持していた。『1』における長曾我部軍のものには「朱点」という名が付いていた。
超機巧要塞 滅騎（ちょうきこうようさい めっき）
初登場：『2』 / 属性：炎
木騎の発展系。大抵は元親との大将戦において元親と同時に登場する。
竜の頭を模した飾りや、2丁のバズーカ砲、天守閣のような飾りなどが装備されており、変形して爆撃や火炎放射で攻撃してくる。攻撃の際は脚を折りたたんで姿勢を低くする。『2』では豊臣軍も所持していた。非常に強力だが維持費も相応に必要らしく、長曾我部軍の兵士は修理費だけで国が傾くと悲鳴を上げていた。
轟突猛輪 仁王車（ごうとつもうりん におうぐるま）
初登場：『2』 / 属性：無
金剛力士像の上半身が可動式の台座に乗った姿の兵器。攻撃方法は体当たりと、腕を切り離して発射する遠距離攻撃。発射した腕にはワイヤーが付いており、ワイヤーを巻き取って回収される。
木騎同様元々は元親が作ったものであるが、技術的に難しくないのか、一部を除くほぼ全ての軍が所持している。だが元親曰く、長曾我部軍の兵器はすべて最新型らしく、他国の軍の物を「旧式」と言う（木騎なども同様）。
暁丸（あかつきまる）
初登場：『3』 / 属性：無 / 登場時の書き文字：「起動」
背中に帆船を載せた六本足の赤い巨大兵器。機動力が高く、突進攻撃や、足を折りたたんでの回転攻撃。大ジャンプによるボディプレス、口内の火炎放射器による火炎攻撃などを行なう。色が異なる未完成の状態で出撃することもある。後方のスクリューが弱点。長曾我部軍の「からくり好き」仲間武将は、この暁丸のミニチュアを兜に乗せている。
｢関ヶ原の戦い　謀略｣では、毛利に奪取されたものが登場。他のステージに登場するものより非常に耐久力が高いが、明日大鏡を奪取していれば、体力ゲージを半分に減らしたところでイベントが発生し、明日大鏡による一撃で破壊できる。
『皇』では合戦ルーレットの「変化マス」を当てると確率でこれに変化し、一時的に操作できるが、敵として登場するものに比べ大きさが小さくなっている。
百鬼富嶽（ひゃっきふがく）
初登場：『4』
長宗我部軍と雑賀衆の技術を結集した巨大戦艦。
兵器ではあるが、あまりにも巨大なためステージそのものとして扱われる。
アニメ版の富嶽からデザインが逆輸入され、巨大な箱型の船体と正面に鬼の顔、巨大な大砲を一門備えたデザインとなっている。推進力は両サイドにある巨大な外輪で生み出している。 また、暁丸を搭載している。
艦橋の代わりに、長曾我部軍最終兵器「百鬼丸」が一体化しており、暁丸が合体することで起動する。
戦闘中は常に海上を移動しており、その速度は非常に速い。
早天丸（そうてんまる）
初登場：『烈伝幸村』 / 属性：無
大坂夏の陣で登場した小型の暁丸。色は紫。

## 毛利軍
中国地方全土を領土として持つ軍勢。拠点は厳島や高松城など（派生作品では広島城となっているものもある）。史実同様、強力な水軍を持っている。「三本の矢」の故事に由来して、弓兵を多く抱えており、元就の精密な知略に基づく優れた組織戦・集団戦術技能を持つ。軍のシンボルカラーは概ね緑色で、兵士達の具足の色は主に暗緑色。
毛利元就（もうり もとなり）
声 - 中原茂 / 初登場：『1』（操作可能は『2』より）
肩書：「詭計智将」（きけいちしょう） / 登場時の書き文字：「着手」（『1』では「登場」）
属性：炎→光 / 武器：采幣→輪刀 / 防具：兜 / 一人称：「我」
「皇」でのキャッチコピー：冷酷自己チュー策士
毛利家当主。勝利の為には手段を選ばない常に冷徹な策略家で、兵士のことを「捨て駒」と言い放ち多少の犠牲は厭わない。それ故、策を狂わせかねない「情」というものを激しく嫌悪している。史実の反映か日輪を篤く信仰している。端正かつ鋭い容姿が印象的で、翼のような長い甲冑を腕に装着している。また常に長い兜を被っており、ゲーム中で着脱するシーンは、『皇』の長曾我部元親のアニメルートにおいて、元親に敗れて吹っ飛ばされた際に外れるのみである。頭髪は濃い茶色で、長さは肩より少し上くらい。
算段を乱されると憤怒や苛立ちを見せるが、冷静さは失わない。四国の長曾我部元親とは哲学の違いなどもあって、瀬戸内海を挟んで対立している。天下を競望せず、領土の保全と毛利家の安泰を図るという信条のため、信長や秀吉などの侵略勢力とは激しく敵対する。半兵衛に対しては同じ策士として対抗意識を抱いている描写がある。
領土保全と毛利家の末永き安泰のみを願っており、「天下には興味はない」と公言するなど、現実主義的なスタンスを貫いている。しかし「この世全てを安芸とすれば、永劫に敵はない」とし消極的理由ながら天下も狙っていると取れる描写もある。「我を理解できる者は、この世に我だけでよい」と発言するなど、他者を寄せつけない頑なな性格だが、自身ですらも「駒」の一つと見なしているなど非利己的で、毛利家全体の繁栄を望む自己犠牲・集団至上思考の持ち主。その一方で、｢友達がいない｣などその孤独を指摘されると、なぜか激情する。
現代的な脚色やアレンジが多い戦国BASARAの武将の中では、言葉遣いには古めかしいものが多い。またドラマCDでは「人の世から争いは無くならない」などと、やや厭世的な発言もしている。
冷酷非情に徹してきた元就ではあるが、家臣達は安芸の平和が元就の采配によって保たれてきたことを認めている。史実で孫の毛利輝元が西軍総大将であるためか、鶴姫からは西の大御所と言われたり、元就が大将の関ヶ原の戦いも存在する。
『1』では上杉謙信と同様のモーションが使用されていたが、『2』で固有モーションが用意されたことに伴い、武器が采幣から輪刀に、属性が炎から光に変更された。また光秀同様、無条件で味方兵に攻撃を当てることが可能。罠系の固有技を多く持ち、円輪状の刀で相手を斬りつける特徴的な戦い方をする。
『2』の「ザビー城脱出計画」ではザビー教に入信しており、「サンデー毛利」と名乗っている。ザビー編のストーリーモードで、ザビー教に入信するまでの経緯が描かれている。
『3』では中国地方の覇権を守るため秀吉に従うことなく、戦わずに息を潜めることを選択し、過酷な戦乱を回避し力を蓄え続けた結果、徳川・石田軍にも劣らぬ勢力となっている。利害の一致により大谷吉継と秘密裏に二人だけの同盟を組み、再び訪れた乱世に更に磨かれた采配を振り始めるが、自らの策が成す頃合いに吉継を裏切った。また、精神面でも以前と比べてより冷徹で頑なになったと幸村や官兵衛などに指摘されている。
『4』では足利派の勢力として登場しているが、足利の傘下という立場を利用しているだけであり、義輝に対する忠誠心は皆無である。表向きには足利として行動しつつ、自らが天下をとり、安芸を日の本中心にするのが目的である。そのためには手段を選ばず古の巫女の名を騙っている時もある。
『烈伝幸村』のストーリーでは関ヶ原にて西軍として出陣を要請される。しかし、弁当を食べた後に出陣すると返答し参戦しなかった（弁当の話は口実であると思われる）。大坂夏の陣では本領安堵を約束させるために家康に仕える。

### 毛利軍の仲間武将・兵士・兵器
『3』『宴』に登場した仲間武将：小早川隆景（刀兵）・吉川元春（槍兵）・清水宗治（弓兵）・福原貞俊（弓兵）・安国寺恵瓊（剛力兵）・国司元相（照射兵）
赤川元保（あかがわ もとやす）
声 - 興津和幸
テレビアニメ版で登場した元就の側近武将。元就とは違って冷酷な面は見られないものの、彼の指示に従っている。その正体は豊臣側の間者であった。要塞「日輪」の完成後、元就の毒殺を謀ったが、すでにそのことに気付いていた元就に殺害された。
荘八（そうはち）、橋之助（はしのすけ）
声 - 金野潤（荘八）、杉崎亮（橋之助）
テレビアニメ版で登場した元就の配下武将たち。他の軍勢と比較すると普通の武将らしい言葉遣いや様相をしている。斥候として四国へ遣わされ長曾我部軍に捕らえられたが、元就には駒同然にしか思われておらず、毛利軍によって殺された。
毛利軍兵士（もうりぐんへいし）
初登場：『X』 / 属性：無
『X』にて、元就が援軍として呼び出すことができる無名の兵士達。登場するのは主に槍兵や弓兵だが、「令・虚実設置」という技では、煙幕のようなものを発する罠を設置する工作兵も登場する。
元就は援軍ゲージの上昇が他の武将に比べて極端に早いため、援軍ゲージが底を突かない限り、ほとんど使い捨ての飛び道具のように無尽蔵に呼び出すことができる。また、任意で兵士を攻撃して吹き飛ばすことで、敵に対する盾として使用することも可能。同作において、元就が文句なしの最強キャラとして扱われる一因となっている。
兵士によってわずかに容姿に差異があるが、基本的には無個性であり、「兵は捨て駒である」という信条を持つ元就の戦い方・軍略を端的に表した存在と言える。
大鏡兵（おおかがみへい）
初登場：『宴』
「瀬戸内陰謀戦」に登場した大鏡を背負った剛力兵。大鏡から光を照射させてプレイヤーを攻撃する。
照日大鏡（てるひのおおかがみ）
初登場：『3』 / 登場時の書き文字：「射光」
「厳島の戦い」で登場。巨大な鏡で日光を収束させることにより、強力な熱線を照射し敵を焼き尽くす兵器。戦場の四方と中心の建物の屋上の、全部で5箇所に設置されている。天から巨大な光線が降り注ぐ様相はビーム兵器さながらである。戦場から離れた沖合、または建物の屋上に設置されているため、直接大鏡を攻撃することは不可能であり、照射を停止させるためには、大鏡を操作している陣大将を倒す必要がある。
明日大鏡（あけひのおおかがみ）
初登場：『3』 / 登場時の書き文字：「始動」
「関ヶ原の戦い 謀略」で登場。仕組みとしては照日大鏡と同様と思われる決戦兵器。より強力な熱線を連続で照射できる。こちらは操作している陣大将を倒すと照射を停止させるだけでなく、奪取が可能。奪取した場合、長曾我部軍から奪った毛利軍の暁丸を(体力ゲージを既に半分に減らしているとはいえ)一撃で破壊する。
天空日輪（てんくうにちりん）
初登場 ：『4』
長曾我部軍の百鬼富嶽を改造したもの。こちらも巨大なためステージそのものとして扱われている。ステージ構成は「海賊要塞 百鬼富嶽」とほぼ同様だが、動力炉に侵入できない、ギミックの変更、幾つかの大鏡が設置されているなどの相違点がある。
またある程度元就の体力を減らすと、足元の地面が抜け、自動的に動力炉での戦闘に移行する。これと同時に元就が動力炉を破壊してプレイヤーキャラクターを巻き添えに自沈させようとするため、時間内に元就を倒さなければならなくなる。
捨て駒丸（すてごままる）
初登場：『烈伝幸村』 / 属性：無
鹵獲した長曾我部軍の早天丸に鏡を取り付けたもの。色は緑。

## 北条軍
小田原を中心に関東一円を支配する軍勢。だが大名としては弱体で存在感は薄く、ストーリーなどでは既に滅んだか、滅ぼされる設定が多いので、小田原評定のように、武将達の台詞は優柔不断な趣のものが多い。シンボルカラーは水色。
北条氏政（ほうじょう うじまさ）
声 - 宮澤正 / 初登場：『1』（操作可能は『英雄外伝』より、『3』『烈伝幸村』では操作不可）
肩書：「老成剛毅」（ろうせいごうき） / 登場時の書き文字：「登場」
属性：氷 / 武器：北条栄光槍 / 防具：盾 / 一人称：「わし」
自分の代になって勢力が衰えていることが認められず、先祖の栄光にすがりついて自己崩壊を免れようとする老将。何かにつけて「ご先祖様」と口にするが、バサラ技で幽霊として出現するご先祖様の姿には、恐怖のあまり怯えてしまっている。他国の武将達はもちろんのこと、家臣や兵士達からも呆れられているが、良くも悪くも凡庸な普通の老人である。『宴』では他の武将から、「むしろその年で現役であることは奇跡」と再評価された。
北条家の威厳を示すため様々な傭兵を雇い入れており、後述の風魔小太郎や戦国連隊・五本槍なども小田原城に登場する。居城の小田原城には北条家栄光門という巨大門があり、「北条栄光槍」という複数の槍を合体させたような派手な槍を武器とするなど、随所に「栄光」への強い拘りが窺える。
織田・豊臣と上杉・武田の間で翻弄される情けない役どころで、演歌調のテーマ曲が哀愁を誘う。基本的にコミカル路線のキャラクター付けだが、小十郎や義元と対峙する際は、史実に基づく逸話を彷彿とさせる台詞が聞ける。
『2』までは前田利家と同様のモーションが使用されていた。『英雄外伝』よりプレイヤー武将に昇格したが、ストーリーモードがなく、固有技はデフォルトの2つのみ。
攻撃は老体で無理して「北条栄光槍」という巨大な槍を振るうため、槍の重さに振り回されてよろけたりギックリ腰になったりと隙が多い。しかし、固有技で頭にお灸を据えることで動きが速くなり、弱点は解消され、お灸が切れるまで通常技を延々と続けることが出来る。『宴』ではご先祖様を自らに憑依させることで更に強化出来る（この際に歴代当主早雲・氏綱・氏康の名を順に呼び最後に氏政じゃと名乗りを上げる）。固有技も隙がなくなり、動作が素早くなり、お灸と合わせて大幅に強化出来るようになった。反面、強化中の防御力はかなり下がるため打たれ弱くなる。
『3』では小田原の役で豊臣軍に滅ぼされかけるが、黒田官兵衛の無血開城により九死に一生を得、以降は官兵衛と固い友情を結んでいる。北条家の再興と一度でも良いから勝利を感じたい想いから、東軍に入ろうと画策する。また、豊臣軍の配下である石田軍と自分達に攻撃を加えた雑賀衆を敵視している。その一方で、ご先祖様にすがりそうになっても思いとどまって自分の意思を見せるなど人格面でも成長が見られたり、部下を心配するような発言をしたり、長年の敵である信玄の病を治すために小太郎に薬を探させてそれを幸村に渡すなど、根は他人想いの優しい性格である事をうかがわせる言動を見せており、以前に比べて比較的大らかな人柄となっている。それに伴って先代を懐かしんでいた家臣や兵士も、氏政を当主として励む様が見られ、他武将からの評価も上がっているが、同時に体を労う台詞も多くなっている(特に敵兵を1000人倒すと味方が休憩を薦めてくる)。また、真の魔王として蘇った信長に対しても「お主は立派に役目を終えた」と言い放ち、成仏をするように説得をしている。
『4』では、北条家が滅亡したという設定に伴って登場しないが、小田原城落城の際小太郎によって助け出され山里に匿われていた事が松永久秀によって語られている。ただしその後に久秀が里を焼き払ったため生死は不明である。
『烈伝幸村』のストーリーでは自身の生き残りを賭け、天目山を脱した真田軍に襲い掛かる。その後の小田原の役にてに死亡する。
風魔小太郎（ふうま こたろう）
初登場：『2』（操作可能は『英雄外伝』より、『1』でも北条軍の一般武将として登場）
肩書：「疾風翔慟」（しっぷうしょうどう） / 登場時の書き文字：「参上」
属性：雷→風 / 武器：十字手裏剣→忍者刀 / 防具：籠手
「皇」でのキャッチコピー：伝説の無口
北条氏政に金で雇われた傭兵。「伝説の忍」と呼ばれる恐ろしく腕の立つ忍。時として「風の悪魔」とも称される。シンボルカラーは白黒。話さないだけか本当に声を発せないのか、非常に無口で全く喋らない。久秀には「声が欲しいか?」と問われている。時々高い所から景色を眺めているらしい。傭兵という関係上、『英雄外伝』や『BH』では氏政の知らぬところで久秀に雇われもしている。
伝説の忍と呼ばれているのは、任務中に自身の姿を見た者をほぼ例外なく殺害しているが故に「誰も姿を見たことが無い」ためである。同業のかすが曰く「忍は皆、その名を知っているが本当にいるのかは誰も知らない」。慶次が老人に聞いた昔話に小太郎に似た忍が登場していたり、蘭丸に「自分より子供なのか?」と疑問に思われたり、お市から「貴方はこの世にいない」と意味深な言葉をかけられるなど、作中の登場人物の中では最も謎が多いキャラクターと言える。
『2』では猿飛佐助と同様のモーションが使用されていたが、『英雄外伝』でプレイヤーキャラとなったことに伴い、武器が十字手裏剣から忍者刀に、属性も雷から風に変更された。『2』『英雄外伝』では武将の登場シーンにおいてそれぞれの属性を表した背景が演出として挿入されるのだが、『英雄外伝』では風属性にもかかわらず『2』の雷属性の背景が流用されている。
佐助・かすがと同様に空中移動が可能だが、鳥は使わずに自力で滑空する。空中で使える技が多く、ヒットが続く限り浮いていられる。
『2』で初登場した敵武将の中では登場する機会が最も少なかったが、『英雄外伝』では外伝ストーリーが収録され、小太郎自身が敵大将を務めるステージも登場するなど、その存在感を濃くしている。
『3』では北条家再興のため東軍に入ろうと画策する氏政の命を受け、各地を飛び回る。しかし無口が過ぎて、使者として遣わされた筈が攻め込まれたと受け取られ各地で迎撃され、挙句応戦をし誤解を広げる場面が多々見られる。しかし本多忠勝と対峙した際に、お互い声を発することは一切ないが、意思の疎通は出来ているような様子も見られる。また、過去に偶然鶴姫を助けていたことから、鶴姫に「宵闇の羽の方」と慕われ、追っかけをされている。小太郎本人は鶴姫に対してリアクションを全く見せないが、鶴姫ストーリーでは窮地に陥った鶴姫を度々助けている。『宴』では松永久秀に「声よりもいい物を得たようだ」と評されており、以前久秀に雇われていた時と比べ何らかの変化があったのだと思われる。
『4』『皇』では、北条家が滅亡したという設定に伴って、松永軍の一員として登場している。今作で少なくとも小太郎は早雲の時から存在した事が判明。久秀は小太郎を酷使しながら小太郎の正体を調べ続け、とある結論に辿り着くことになる。『皇』のドラマルートでは松永軍を離反し、北条氏政の元へと戻る。
『烈伝幸村』のストーリーでは再び北条軍所属となっており、幸村と対峙する。また、敵の刺客から氏政を守るといった活躍を見せる。北条滅亡後の動向は不明(小田原の役での生死も不明)。

### 北条軍の仲間武将・兵士
『3』『宴』に登場した仲間武将：北条氏直（刀兵）・北条綱成（槍兵）・北条幻庵（鉄槌兵）
五本槍
五本槍に関しては前述。

## 今川軍
駿河の軍勢だが、破天荒な戦国BASARA世界でも異彩を放つほど奇妙な集団。シンボルカラーは橙色。
今川義元（いまがわ よしもと）
声 - 塩屋浩三 / 初登場：『1』（操作可能は『英雄外伝』より）
肩書：「虚張声勢」（きょちょうせいせい） / 登場時の書き文字：「登場」
属性：炎→光 / 武器：扇子 / 防具：兜 / 一人称：「まろ」
史実では「海道一の弓取り」と呼ばれた名将であり、一般的には公家かぶれというイメージの強い義元だが、この作品では公家かぶれという部分が特に増幅されており、白塗りの顔におじゃる口調の、高飛車でマイペースな趣味人キャラとして描かれている。武勲面での他武将からの評価は総じて芳しくなく、『1』では「上洛できるほどの実力がないことに最期まで気づくことがなかった」と作中の解説に書かれている。
体格は従来イメージの小太りではなく、比較的スマート。戦中は混乱したり立ち直ったりと精神の起伏が激しく、自分の身に危害が及ぶと真っ先に逃げ出すため、家臣達から信頼されているとは言い難い。空気の読めない発言や行動で周囲を困らせるのが常だが、光秀・秀吉・半兵衛・久秀などに対しては、舞や雅の心に準えた鋭い意見や達観を述べる場面もある。史実に基づいて織田軍とは敵対している。
『2』では7色の光を放ちながらジュリアナ東京のように踊って攻撃する固有技を引っさげて登場し、どう見ても偽者と分かる影武者を使うなど、奇策を使ってくる。『2』までのモーションは上杉謙信の改変だが、『英雄外伝』より固有モーションが用意されたことに伴い、属性が炎から光に変更された。モーション、バサラ技、勝利画面などあらゆる面において変人奇人ぶりを前面に押し出した演出がなされているものの、攻撃が速いため意外に強力。なお、ストーリーモードがなく固有技はデフォルトの2つのみ。
『3』『宴』『4』『皇』では登場しない。『宴』では生前の信長と交戦したことを匂わせる台詞はあるものの、明言されていないため生死は不明である。

### 今川軍の兵士
今川にせ元（いまがわ にせもと）
初登場：『2』 / 属性：炎 / 武器：弓→扇子
義元の影武者。白塗りの化粧や衣装は本人そのものだが、スマートな義元と比べ太った体型をしており、明らかに異なるため本物との判別は容易。偽者は何人もおり、自分の立場に疑問を感じている者、自分が義元そっくりだと思っている者など様々。作中では幸村などからは見分けが付かないと言われ、あまりの多さとその性格に頭を痛める者もいる。
『英雄外伝』での「姉川成敗戦」で長政とお市の結婚式に今川軍が乱入した際は、名前のない一般兵まですべてこの影武者という異様な軍団となった。
『2』公式サイトのショートストーリーによると、義元の部下の研究員が、義元の影武者を作り出すために開発した薬の成果らしい。この薬を飲むと顔が白くなり、一人称が「まろ」に変わり、語尾に「オジャ」がつく。ただし、体が太り自分の妻と酢昆布の区別すらつかなくなるほど知能が低下するといった副作用もある。なお、この研究員も感染してしまったらしく、書記に「かゆ オジャ」と書いたのを最後に消息を絶っている。
『BH』に登場した影武者は体力・防御力・攻撃力こそ劣るものの、姿や声、攻撃モーションは義元本人と全く変わらなくなった。

## 豊臣軍
大坂の地に突如として出現した新興の軍事勢力。「富国強兵」というスローガンを持つ、織田軍にも匹敵し、世界進出をも視野に入れる強豪。他軍勢の軍事力も積極的に引き入れており、構成する兵や兵器は多種多様である。拠点は大坂城。シンボルカラーは赤と黒。
豊臣秀吉（とよとみ ひでよし）
声 - 置鮎龍太郎 / 初登場：『2』（『1』でも羽柴秀吉として織田軍の一般武将として登場、『3』ではムービーのみ登場）
肩書：「裂界武帝」（れっかいぶてい） / 登場時の書き文字：「出陣」
属性：光 / 武器：籠手 / 防具：肩当 / 一人称：「我」（青年期は「俺」）
「皇」でのキャッチコピー：戦国末覇王
豊臣軍を纏める大将。威風堂々とした筋骨隆々の大男として描かれており、史実のイメージの猿というよりはゴリラといった印象を与え、政宗など他の武将からは「大猿」と評される。日本を世界に通じる強国にするという理想を持ち、国を腐らせる対象をことごとく排除しようとする。「魔王」織田信長と敵対し、並び称される「覇王」。
「力」に対するこだわりが強く、最強の軍団および最強の国を築くべく天下を目指す。また過去や情に縛られることを嫌っており、国を強くするためただ敵を屠るのではなく、一度は自分の元に降伏するように勧告し、有能な兵や将軍はたとえ仇敵であったとしても自分の下に勧誘する器量も兼ね備えている。ザビー教といった世界の文化を日本に導入することにはやや否定的な一面を持つ。
武器は所持しておらず、素手で敵を掴んで攻撃し、体術を駆使した様々な技を使う。『4』では固有技として設定された投げ技を連続して繰り出すことも可能。
『英雄外伝』の慶次外伝ストーリーで慶次の青年時代が明かされており、当時は心優しい青年で慶次の親友だった。しかし、松永軍所属の三好三人衆の悪行を見かねて単身松永軍に乗り込んだ際、松永久秀に叩き潰されたことをきっかけに、「力」を貪欲なまでに追い求めるようになった。天下統一へと進むにあたり、将来自らの弱点となりうるであろう自身の妻ねねを殺害。この事件によって慶次の怒りを買い、以後二人は袂を分かっている。
『3』では、織田軍滅亡後に瞬く間に天下統一を遂げ世界進出を目論むも、当時配下であった家康がそれに疑問を持ち反旗を翻したために、家康との激しい戦いの末に討たれてこの世を去っている。ムービーのみの登場であるが、信玄とは異なり一切声を発さない。『宴』の天海ストーリーにおいて、豊臣軍は信長を討った光秀を討伐するための軍勢として登場するが、この時秀吉と半兵衛は登場せず、家康・三成が彼等の命令で派遣されている。
『4』ドラマルートでは半兵衛の死後、全ての過去と訣別するため前田軍と足利軍を壊滅させ、半兵衛と思い出さえも捨て去り、世界の覇王を目指す。『皇』では半兵衛の病を気遣う心中を見透かされたことから利休の共感能力を危険視しており、何としても排除すべきと考えている。
竹中半兵衛（たけなか はんべえ）
声 - 石田彰 / 初登場：『2』（『3』ではムービーのみ登場）
肩書：「蒼烈瞬躙」（そうれつしゅんりん） / 登場時の書き文字：「着手」
属性：闇 / 武器：関節剣 / 防具：マント / 一人称：「僕」
「皇」でのキャッチコピー：短命系カリスマ美軍師
豊臣秀吉の親友であり、戦国最高の軍師。怪盗を髣髴とさせる仮面を付けている。穏やかな口調かつ優雅な態度とは裏腹に、非情な手段も厭わない冷酷な性格で、他者を見下す言動が多い。また味方の兵には、飴と鞭を使い分けるような言動を取り、敵に対しても戦術を素直に認める潔さも持っている（今川軍の影武者作戦にも肝心の偽物がおかしいことには呆れながらも、戦術そのものには一目置いていた）。
夭折した史実と同じく呼吸器系の病を患っており、秀吉のために最強の軍団を作らんと残り少ない命を戦いの日々に捧げる。誰よりも秀吉の掲げる思想に心酔しており、秀吉を侮辱した者に対しては怒りのあまり冷静さを失い、口調も荒っぽくなる。「天下を統一し、世界に抗することの出来る強い日ノ本を作り上げる」という秀吉にとっての理想を叶えることを自分の夢としている。
小十郎にはその冷静さや側近としての強い忠誠心を評価して度々豊臣軍へ下るよう説得しているが、そのたび断固として拒絶されている。
慶次とも以前からの知り合いではあるが、秀吉の思想を理解できない慶次のことを嫌悪しており、嫉妬に近い感情もあって彼を秀吉に近づけることを何よりも拒む。同様に慶次をそのような男に育てた利家とまつにも不快感を抱いている。
武器である伸縮自在な関節剣を曲を奏でるかの如く振りながら敵を薙ぎ払う華麗な戦闘スタイルが持ち味で、固有技・固有奥義の名称も全て演奏記号の意味を模した「～ように」となっているのが特徴。
『3』では、劇中以前の秀吉の天下統一直後、病に倒れ世を去っている。ドラマ武将扱いではないが、オープニングムービー「小田原の役」で秀吉と並んだ後ろ姿で登場する。
『4』でも残り少ない命を使い豊臣軍に出来ることを模索している。その際、自分が居なくなったときのことを踏まえ、秀吉だけでなく三成ら石田軍へも「右手には友を、左手には力を」など様々な教えを残していく。

### 豊臣軍の兵器
滅騎と仁王車は元々は長曾我部軍が作ったもの。
一夜城（いちやじょう）
初登場：『2』
逸話では、まるで一夜のうちに完成したと思わせるほど非常に早く構築された城のことだが、本作では、「一瞬にして地中から生えてくる城」となった。稲葉山に用意されている。防衛隊長を倒して制圧することはできるが、破壊は不可能。
八雲（やくも）
初登場：『2』
稲葉山に設置された大砲。絶え間なく砲撃を行ってくるが、奪取することで逆に敵側に対して砲撃を浴びせることが可能。
滅騎
竹中半兵衛が稲葉山に用意している。最初は地中に埋まっている。詳しくは前述。
仁王車
大坂城に配備されている。詳しくは前述。

### 石田軍
秀吉の死後、石田三成と大谷吉継によって再建・再編成された豊臣軍の残存勢力。秀吉存命時ほどの勢威は無いものの、徳川家康率いる徳川軍（東軍）と対立軸（西軍）を構成し、来たる関ヶ原の決戦に備えている。毛利軍や黒田軍、小早川軍など西国大名の多くを同盟軍としている。『4』では秀吉が健在の為、豊臣軍の別動隊として秀吉や半兵衛の命に従って動いている。拠点は近江・佐和山城。シンボルカラーは青紫。
石田三成（いしだ みつなり）
声 - 関智一 / 初登場：『3』
肩書：「君子殉凶」（くんしじゅんきょう） / 登場時の書き文字：「出陣」
属性：闇 / 武器：刀 / 一人称：「私」
「皇」でのキャッチコピー：ストイック・トヨトミ
『3』における主人公格の一人。関ヶ原の戦いで西軍を率いる総大将。水鳥の嘴のような特徴的な前髪だが実際は西洋甲冑がモチーフになっている。秀吉の「覇王」の後継者足る「凶王」とあだ名されており、「凶王三成（きょうおうさんせい）」とも呼ばれる。秀吉の右腕的存在であった半兵衛と並び「豊臣の左腕」と称され、数多くの戦果を挙げており、小田原では伊達軍に大きな損害を与え、政宗・小十郎を完膚なきまでに叩きのめした。
主君の秀吉に対する忠誠は崇拝の域に達しており、秀吉側に従わない者や罵る者、疑う者はすぐさま「斬滅」しようとするほど攻撃的だが、自分に関しての暴言や恨み等にはほとんど興味を示さない。秀吉の死後も度々秀吉に「許可」を求め、心の指針とする。また、秀吉の右腕として敏腕を奮っていた半兵衛に対しても秀吉同様強い尊敬の念を持っており、家康にも秀吉存命時には少なからず心を開き、互いに認め合っていた節があった。
武力や栄光等は、あくまで秀吉の物と考えており、見返りを求めることは全くない。地位や名誉、金にも興味がなく、私物は持っていないに等しい。秀吉の死後は主君を討った家康への復讐に固執しており、天下の情勢も目に入らず、食事も睡眠もろくに摂っていない。執拗に家康の首を求め、豊臣軍に一生を捧げんとする姿に、石田軍兵士・武将からは「不器用な生き方してるよな、三成様って」「その復讐のお心…重くはありませぬか」と同情されている。
良くも悪くも純粋で不器用なために融通が利かず、裏切りを憎み決して許さない。一度前述の通り感情的且つ攻撃的な性格ゆえに敵を作りやすく人望は薄いが、三成の純粋さ・忠誠心に理解を示している者もおり、一度信頼を抱いた人間を決して裏切らない姿勢ゆえに部下や同盟軍からも慕われている。
大谷吉継に対しては全幅の信頼を置いており、吉継を嘲笑した者全員を殴り倒したり、吉継の死亡時には激昂し慟哭する姿が見られ、吉継本人からも大切に思われている。島左近は彼の故郷が焼かれて人生に絶望した時に出会い、秀吉(豊臣軍)への忠義に感服した左近の申し出を受け入れ配下に加える。賭け事に興じる軽さに手を焼きながらも基本的には良き上司と部下として信頼を置いている。
長曾我部元親とは、同盟を結んでから親交を持つ事になるが、吉継の暗躍によって四国が壊滅した事を聞かされると、「私は自ら滅ぼした相手に手を取れなどと嘯いていたのか？」「私は裏切りを最も憎む。裏切り者には死あるのみだ。だが、いつの間にか私の手まで裏切りに染まっていたとは思わなかった」とショックを受け、自分の刀を渡し、「私を好きにしろ、貴様にはその権利がある」と自らの処遇を委ねた。最終的に元親の計らいで和解し、結果的に徳川とも肩を並べる状態となる。島津義弘に対しては「秀吉様に次ぐ勇者」と認めている。真田幸村とは東軍に付いた政宗に立ち向かうべく同盟を結ぶこととなり、アニメ第三作では幸村の諫言を受けて将として成長することとなる。
一方で毛利元就の事は全く信用しておらず、元就が自国繁栄の為だけに吉継や元親の復讐心を利用したと知った際は激昂していた。黒田官兵衛からは地下暮らしのきっかけを作ったとして恨まれている。小早川秀秋に対しては優柔不断な態度に不快感を抱いてしばしば暴行を加えるため、秀秋からは内心嫌われている。
武器は鍔が二つ付いた長刀。シリーズ中でも最高峰のスピードキャラであり、瞬速の居合と移動によるその攻撃は、目にも留まらない流麗さと執拗に敵を刻む狂気を併せ持つ。固有奥義「恐惶」を発動すると身に余る凶暴性を曝け出した動きに変貌し、疾走しつつ目前の敵を引き裂き続ける。
『4』でも引き続き主人公格として登場。秀吉や半兵衛が存命であり、友である大谷吉継に加え部下の島左近がいるためか、『3』よりは精神的に落ち着いている。また、吉継曰く「将としての自覚」も芽生えてきたらしく、実際に戦に関する書物を読んでいると思われる台詞も存在する。理想を違え豊臣軍から離反した家康に対しては怒りを向ける以上に「何故自分を裏切ったのか」という疑念が強く、『3』での復讐に駆られた姿はない。しかしそれ故にかつての親友であった家康と現在の彼を同一視出来ずにおり、秀吉からも家康を乗り越えるべき過去とするようにと諭されている。自身のルートでは三成なりに過去と向き合い、あるいは家康との決着を決意する。
『烈伝幸村』のストーリーでは小田原の役にて伊達政宗を秀吉との連携で倒す。関ヶ原の戦いでは東軍の本陣へ突撃し、家康との一騎討ちになるも敗れ斬首される。
大谷吉継（おおたに よしつぐ）
声 - 立木文彦 / 初登場：『3』
肩書：「寥星跋扈」（りょうせいばっこ） / 登場時の書き文字：「実行」
属性：闇 / 武器：数珠 / 一人称：「われ」
「皇」でのキャッチコピー：念力おみこし
石田三成の補佐を務め西軍をまとめている智将。移動は史実通り輿に乗って行なうが、担ぎ手はおらず輿自体が宙に浮いている。病に冒されており、全身に包帯を巻きつけた格好をしている。三成を始め、官兵衛・家康などからは「刑部（ぎょうぶ）」と呼ばれている。
病に冒されたことによって心をも病んでしまい、世に生きる全ての人間を激しく憎むようになった。淡々とした口調で皮肉と自嘲に満ちた言葉を吐く。小早川秀秋の寝返りを知ったときは大激怒し「金吾ォォ!!我が生涯をかけた呪いを受けェェェ!!」とまで言っていた。「全ての人間に等しく不幸を振りまくこと」を目的に戦を起こし、毛利元就と共に関ヶ原の黒幕としてあらゆる策を講じる。大勢の人々から好かれ絆を掲げる家康には一層強い嫉妬と憎悪を抱いている。三成からは全幅の信頼を置かれ、彼に対し献策できる数少ない人物。無自覚ながらも三成の事は友として大切に想っているようで、秘密裏に暗躍しながらも、三成の不利益になるようなことはしない。そのため同盟相手であった元就が裏切った際は「ぬしが誰を裏切ろうが、われは構わぬ。われを裏切り、殺そうともな。だが！ぬしはあの男 (三成)を裏切った！あの男の心はまたしても殺されたのだ！これだけは許す事が出来ぬ！」「生ける人間全てを憎み、死に絶えよと望んでいたが、殺したいほど憎んだ相手は、ぬし1人だ！」「ぬしは万死に値する！この世で最も不幸になるべき人間よ！ぬしだけはこの手で殺してやる！」と激怒していた。秀吉のことを「太閤」、半兵衛を「賢人」と呼んでいる。嫌われたり恨まれたりする事に慣れているためか好意的な態度には慣れておらず、礼を言われると戸惑ってしまうという面があり、それが関係してまつに対して苦手意識を持っている。
数珠による攻撃はクセが強いが攻撃範囲は広め。移動に使う輿と独立しているためか通常攻撃と一部の固有技は、攻撃しつつある程度自由に移動できる。また、攻撃ボタンを長押しすると一定範囲内に結界を張り、結界内の敵に印をつけてロックオンできる。印の付いた敵には追加攻撃が発生したり、ヒット数が増える効果がある。輿に乗っているため馬には乗れないが、高速移動出来る固有奥義を持っている。他の武将とは違い、武器変更時には数珠ではなく輿が変えられる（中にはこたつまである）。
『4』においても三成に対する友情は変わらず、前作以上に三成への友情が表面に出ている。その一方で左近の存在によって家康の離反から立ち直り、将としての自覚も芽生えてきた三成の姿に、内心複雑な心境を抱いてもいる。竹中半兵衛とは軍師同士であるためか互いを認め合っている間柄である。
『烈伝幸村』のストーリーでは直接登場しないが、関ヶ原にて寝返った小早川軍を壊滅させるも憤死することがわかる。
島左近（しま さこん）
声 - 中村悠一 / 初登場：『4』（『3』『宴』でも石田軍の一般武将・仲間武将として登場）
肩書：「双天来舞」（そうてんらいぶ） / 登場時の書き文字：「勝負」
属性：風 / 武器：双刀 / 一人称：「俺」
「皇」でのキャッチコピー：ラテン系バクチ打ち
石田三成に従う、豊臣軍の若き切り込み隊長。賭け事を何よりも好む陽気な青年で、軽薄な見た目や態度だけでなく、身のこなしも極めて軽い。主である三成に憧れており、忠義に厚い一面を見せる。
左近の故郷が松永久秀によって焼き払われ捨て鉢な生き方をしていた時に三成の噂を聞きつけ三成に出会い、三成の秀吉に対する忠義心に惚れこみ石田軍に入った。（三成自身も裏切る前の家康と似ているところがあったため左近を部下に入れ込んだ）
本名は「島清興」ではあるが三成との出会いにより左近を名乗るようになった。これは豊臣秀吉の「左腕」である三成にもっとも「近い」ものから取られている。
戦闘中でも軽口を叩くことが多かったり、戦の合間にしばしば軍を抜けて賭場へ遊びに向かうなど不真面目な態度から三成からしばしば叱責を受けている。一方では専ら真っ向からの真剣勝負を望む面もあり、卑劣な手段をイカサマと捉えて激しく嫌っている。それ故佐助や風魔などの忍の技はイカサマばかりとも口にしている。
顎で扱き使われている勝家のことを気にかけており、その身を案じている。また賭場で知り合った慶次とも親交が深いらしく、戦場で出会った時には軽口を叩き合う描写も見られた。一方で豊臣軍を離脱した家康には、大切な主君である三成の心を傷付けた事に加えて「『自分自身に嘘をつく』というイカサマをしている」という理由で三成と同等の敵意を向けており、家康と対峙した際には厳しい態度で彼に問い掛ける。
戦闘スタイルとしては、両手に構えた双刀と蹴りを切り替えながら戦える。蹴りは威力が高く、双刀による攻撃は素早いのが特徴となっている。
『烈伝幸村』のストーリーでは直接登場しないが、関ヶ原においては隊を率い東軍からの三成への暗殺部隊を退けている。しかしその際に自身も重傷を負い戦闘不能となる。その後の生死は不明であるが、三成や吉継と同様に死亡した可能性が高いと推測される。

#### 石田軍の仲間武将・兵士・兵器
『3』『宴』に登場した仲間武将：宇喜多秀家（槍兵）・蒲生頼郷（鉄砲兵）・舞兵庫（鉄砲兵）
長槍兵（ちょうそうへい）
初登場：『3』
通常の槍兵よりも長い槍で戦う兵士。門前に配備されていたり数人で突撃することもある。格好は足軽と変わらない。
爆散兵（ばくさんへい）
初登場：『3』
爆弾付の槍を持った兵士。攻撃されて倒れると爆弾兵同様自爆する。この際の爆弾は槍を攻撃すると破壊可能。
凧忍者（たこにんじゃ）
初登場：『1』
凧に乗ってプレイヤーの頭上から爆弾など投げて攻撃する忍者。体力は低く簡単に倒せる。『1』以降の作品には久しく登場していなかったが、『宴』の「大坂城月影戦」にて再登場した。
戦車 天君（いくさぐるま てんくん）
初登場：『3』 / 登場時の書き文字：「疾走」
甲冑を纏った荒馬が武装した馬車を牽引するチャリオットのような兵器。馬車に人は乗っておらず代わりにカラクリ兵器が内蔵されており、時折開いて火炎放射や砲撃、落雷などで攻撃してくる。三成曰く「秀吉様の残した力の象徴」。縦横無尽に駆け回り敵を蹴散らす姿は、伊達軍の兵士ですら「こいつ、俺らより暴走してやがる」と慄く。伊予河野軍の武将に「素晴らしい乗り物」だと称賛されている。
忌呪 毒塵針（きじゅ どくじんばり）
初登場：『3』 / 登場時の書き文字：「呪動」
砲台から射出され、戦場に突き刺さる巨大な針。着弾した地点から周囲に毒薬の霧を噴霧する。効果範囲内にいると、プレイヤーは継続的に体力ゲージが減っていく。陣大将を倒すか、兵器そのものを攻撃することで破壊が可能。吉継の「己の“不幸”を他人に味わわせる」という精神を象徴したような兵器。

## 浅井軍
織田軍と婚姻同盟（実際は従属）を結んでいる軍勢。長政の意向を反映し「悪」を滅ぼす「正義の軍」を自称する。善悪基準が非常に極端であり、挫折・敗北するストーリー展開となることも多い。本拠は小谷城。シンボルカラーは紅白で将兵の具足は主に桜色。『4』では京極マリアが登場したことにより、「京極浅井軍」として登場しており、本拠もマリアの居城である泉源寺に移っている。また同時に姉の判断で帝側についた為、織田勢力からは独立している。
浅井長政（あざい ながまさ）
声 - 辻谷耕史 / 初登場：『2』（操作可能は『英雄外伝』より）
肩書：「信義不倒」（しんぎふとう） / 登場時の書き文字：「刮目」（『ブラウザ戦国BASARA』）、「参上」（『4』）
属性：光 / 武器：刀 / 防具：盾 / 一人称：「私」
「皇」でのキャッチコピー：女難ヒーロー
近江浅井家の当主。『ウルトラマン』に見紛う紅白の衣装（ビジュアルイメージはガンダムF91）、『仮面ライダー』のライダーキックに類似した特殊技、事あるごとに仰々しく構える決めポーズ（背後で何故か爆発が発生する場合もある）など、全体的に特撮を髣髴とさせるキャラクター。衣装色・属性共に妻であるお市と対になっている。
実直な性格と強固な正義感の持ち主で、戦国の世に蔓延る「悪」を「削除」するべく軍を挙げる。しかし善悪の基準は長政の独断や偏見と先入観のみに依るものであり、大抵の人物を悪とみなし、頻繁に自分の都合で認定を覆す。『英雄外伝』『4』では松永久秀を礼儀正しいという理由だけで善と判定しており、その価値判断は他勢力の武将達から度々矛盾を指摘されている。『BH』では松永に対する事前知識があったため、しっかり悪と判定している。
お市の自虐的な言動を厳しく諌めることも多いが、お市の自身を称賛する言葉に照れ、憂い泣くばかりのお市を慰めるために百合の花を贈るなど、不器用ながらも長政なりに大切に想い接している。部下に対する態度も概ね同じである。いわゆるツンデレ。
織田軍とは婚姻同盟関係にあるが、いずれ史実同様破綻する運命にある。漫画やドラマCDなどの他メディア作品でも、多くの場合はお市と死に別れる。夫婦共に救われる展開は極めて稀。
『2』では真田幸村と同様のモーションが使用されていたが、『英雄外伝』で固有モーションとなった。
『英雄外伝』ストーリーモードではお市が嫁いできたことに対してかなり喜んでいたが、お市が信長の命で「自身の暗殺」を目的に輿入れしてきたことを知り、激しく落胆する。しかし同時にお市が長政に対し本当に恋慕した事で失敗に終わっていた事実も知り（お市ストーリーでも同様に発覚するが展開は異なる）、最終的には挫折を乗り越えて魔王・信長を打ち倒すというヒーロー的な王道展開となっている。お市との関係もより深く描かれており、お市のストーリーとは正反対な内容になっている。
『3』『宴』では浅井家滅亡により死亡した設定となっている。
『4』では京極浅井軍の総大将として再登場。正義に拘る性格は変わらないが、お市だけでなく姉マリアの奔放さに振り回されたり、両者の板挟みに遭うなど気苦労が絶えず、その影響か『2』よりは人を見る目や言動が多少常識的になっている。また、妻や姉を伴って大友宗麟が主催するザビー教のヒーローショーにキャストとして参加するといった、これまでのシリーズに比べると砕けた一面も覗かせている。
『烈伝幸村』のストーリーでは死亡していることが北条氏政の台詞から分かる。
お市（おいち）
声 - 能登麻美子 / 初登場：『2』（操作可能は『英雄外伝』より）
肩書：「幻妖言惑」（げんようげんわく） / 登場時の書き文字：「睡余」（『3』より）
属性：闇 / 武器：双頭薙刀→魔の手 / 防具：肩当 / 一人称：「市」
「皇」でのキャッチコピー：自虐的ヤンデレ妹
織田信長の妹であり、浅井長政の妻。絶世の美女だが「信長の妹」という環境がお市の人格に大きく影響を与えており、内向的かつ自虐的な性格。「これも市のせい…」が口癖。知らず知らずの内に己が美貌を利用し、部下を裏からコントロールする魔性の女としての側面も持ち、その魔性は半兵衛や久秀も評価している。歌を歌うのが好き。
信長に対面したり、蘭丸に挑発されたり、大技を撃つ時などには、信長と似通った鬼気迫る面が表に出る。濃姫曰く「この世でただ一人、真に上様を理解できる者」。他人の幸福に羨望と嫉妬する傾向が強い。
政略結婚で嫁いだ浅井家であったが、厳しいながらも自分を叱咤し導いてくれる優しさを持つ長政に心惹かれ深く愛するようになる。本来の目的は兄の命で長政を抹殺することであったが、長政に思慕を抱いたため果たされずに終わる。夫の手厳しい言葉に落ち込むこともあるが、普段消極的なお市が長政の傍に居たいがために共に参戦する、自身に絶対的な脅威を持つ信長が長政を殺そうとするのを必死に縋り制止するなど、その依存性と恋慕の深さがうかがえる。
『2』におけるモーションはまつと同様のものが使用されていた。味方に攻撃を当てることも可能であったが、『英雄外伝』では不可能になっている。戦場で死亡した武士達の怨念を「黒い手」として具現化し、攻撃するという特徴的な固有技を持つ。この黒い手は撃破された際のモーションでも見られる。
『英雄外伝』ではストーリーモードのEDの演出が他の武将と異なる。心の拠り所であった夫の長政の死を皮切りにお市の精神が崩壊し、より狂気的になっていくストーリー展開で、シリーズ史上最も暗く陰鬱である。また、能登の代表作の一つである『地獄少女』を意識した演出がなされており、彼女のお楽しみ武器（藁人形）にもそれが見られる。
『3』『宴』では、浅井家滅亡後、織田家に連れ戻され戦に駆り出されていたが、織田軍が本能寺の変で滅亡した際にただ一人生き延びた設定となっており、長政のことをはじめ、多くの記憶を失っている。織田軍残党により「第五天魔王」として祀り上げられており、織田軍残党の大将として周囲に促されるままに各地を彷徨っている。
心の拠り所であった夫の長政の死、唯一の血縁だった兄の信長の死等の悲劇の連続によって精神が崩壊しており、人を人として認識することすら難しいほどの半眠半覚状態となっている。そのため家康を「光」、三成を「闇」そのものと認識しており、それぞれ「光色さん」「闇色さん」と呼ぶ。時折台詞に空白があり、音声ではノイズが入ることがある。武器の弓を見て鶴姫を蘭丸と間違えるが、和解してからは、鶴姫のことを「白い鳥さん」と呼んで懐いている。ストーリーは家康の庇護を受け東軍に入るルートと、大谷吉継に利用され西軍に入るルートがある。自分なりに「生きる意味」を模索し続け、真の魔王として蘇った信長と再会した時にその答えを見つけ、哀しい結論へと辿り着く。
武器は持っておらず、お市自身は直接攻撃せずに「黒い手」改め「大魔の手」を呼び出して戦う。大魔の手はお市の身体とは独立しており、攻撃範囲はかなり広く、ほとんどの固有技は発動しながら通常の行動が可能で変幻自在のトリッキーな戦闘スタイルとなっている。
『4』も同様、「大魔の手」を呼び出すバトルスタイルを使っているが、これは信長が「六魔ノ王」を会得した関係で、肉親であるお市にも影響が出たことによる。浅井家が健在であるため、所属は『2』『英雄外伝』同様の浅井軍（京極浅井軍）に戻っている。またコミカルな描写も過去作品に比べて増えており、義姉にあたるマリアの奔放な振る舞いを本気で鬱陶しく思っているような言動も見られる。さらに、史実での再婚相手にあたる柴田勝家からはその儚げな姿に魅入って片想いを抱かれており、彼が信長に対して謀反を起こすきっかけとなった。
『烈伝幸村』のストーリーでは直接登場しないが、勝家の台詞から浅井滅亡後も生きていることがわかる。
京極マリア（きょうごく まりあ）
声 - 沢城みゆき / 初登場：『4』（操作可能は『皇』より）
肩書：「愛染艶花」（あいぜんえんか） / 登場時の書き文字：「品定」
属性：風 / 武器：布 / 一人称：「妾（わらわ）」
「皇」でのキャッチコピー：史上最ドSの極悪美女
浅井長政の姉であり、敵軍の武将すら目を奪われる美しさを備えたリボンを操る魔法を使う女。自分自身がこの世で最も価値あるものだと考え、そうした視点から他人を眺めては、自らに相応しい「部品（もの）」か否かを見定める物言いをする。
非常に奔放で我侭であり、日ノ本各地の名産を買い占め、浅井家の家計を圧迫している。弟である長政を顎でこき使ったり、義妹のお市には冗談とも本気とも取れる侮辱を口にする。普段は官能的な口調で男女を問わず相手をからかう態度をとっているが、少しでも自分の機嫌を損ねるような言動をとった相手には辛辣な言葉を投げつけ鉄拳制裁を浴びせるなど、時として容赦ない面も覗かせる。京極姓を名乗っているが、夫がいるかは不明。
足利義輝を「完璧なる男」と評する。義輝の部品になるべく、長政が義兄信長と共に義輝を討つ表明を遮り、鶴の一声で京極浅井を足利勢力に組み込んだ。その結果信長の怒りを買い、浅井氏は討伐対象となってしまう。天海の推測によれば、そうまでしてマリアが足利へ付くのには隠された意図がある模様だが本人ははぐらかしている。
敵武将として登場する際には腕に巻いた布を巧みに操り、新体操を彷彿とさせるモーションで攻撃を仕掛けてくる。プレイヤー版では敵兵を独楽のように回転させて攻撃することもでき、バサラ技はピンボールのように範囲内の敵を攻撃する。

### 浅井軍の仲間武将・兵士
磯野員昌（いそのかずまさ）
声 - 上田燿司
テレビアニメ第3期で登場した織田軍の残党。徳川の駿府城に囚われているお市奪還の為に天海と真田幸村らと共に兵を連れて出向くが、天海の真の目的、第六天魔王・織田信長の復活の為に天海に斬られ、他の兵達と共に生贄にされた模様。史実では浅井軍家臣であり佐和山城の城主。姉川の戦いでは一時、織田本陣まで迫るほどの勢いを持つが戦いの後に佐和山城を織田軍に攻撃された際に信長に降伏した。ゲームでは初登場は『２』で浅井軍の武将として登場、そして『英雄外伝』『３』『宴』にも登場している。
五本槍（ごほんやり）
初登場：『2』 / 属性：炎・氷・雷・風・闇
浅井軍を始め、北条軍、島津軍にも登場する傭兵5人組。メンバーは「炎の槍・壱」、「氷の槍・弐」、「雷の槍・参」、「風の槍・四」、「闇の槍・五」の5人。槍の穂はそれぞれの漢数字を模した形になっている。5人がかりで露骨に給料を上げるよう要求したりもする。
「戦国最強連隊」を自負し、「スーパー戦隊シリーズ」のように一人ずつ名乗りを上げ、プレイヤーに戦いを挑んでくる。それぞれが異なる属性を持ち、さらに5人で連続攻撃を行う。特に大武闘会では、滅騎（『2』）や、爆弾兵と腐食香炉（『英雄外伝』）との強力な組み合わせで出てくることがあるので、強敵である。
ある程度ダメージを与えると、5人の力を合わせた「戦国最強砲」で最後の攻撃を行った後に爆散する。脇役だが5人の声優が起用されており、収録時のタイミングそのままでゲーム内に使用されている。なお、小説『Cool&The Gang』では本多忠勝と互角以上の戦いを見せ、最強名乗りに恥じない実力を持っている。

### 織田軍残党
『3』『宴』における本能寺の変の後、唯一生き残ったお市を「第五天魔王」として祀り上げる軍勢。信長殺害直後の狂喜に取り付かれた光秀に襲撃されたことも影響してか、兵士のほとんどは半狂状態となっている。ひたすら織田家の再興を望んでいるが、構成武将の大半は織田軍兵士ではなく、浅井軍や朝倉軍の将兵である。金ヶ崎に陣を敷いているが、本拠は定かでない。シンボルカラーは茜紫（将兵の具足は主に灰色）。

#### 織田軍残党の仲間武将・兵士
『3』『宴』に登場した仲間武将：朝倉義景（刀兵）
おたずねもの
初登場：『3』
織田軍残党以外にも登場し、特にどの軍勢に属するわけでもない敵兵である。
服装は普通の足軽だが、虚無僧のような深編笠を被っている。武将同様に弾き返しを行ったり、攻撃力・防御力も高い一筋縄ではいかない敵兵。逃げ足も早いので早めに撃破する必要がある。
倒すと高い経験値が獲得できるうえに、『3』では（1ステージに1回限り）能力永続アップの印籠が、『宴』では武具（一定時間内なら豪華武具）が手に入る。
『4』は逃走すること以外は普通の一般兵士と変わらない能力となったため、発見できれば倒すのは容易な相手になった。
爆弾兵（ばくだんへい）
初登場：『1』 / 属性：炎
爆弾を背負い、プレイヤーを見つけると叫びながらどこまでも追いかけてくる非常に厄介な敵。プレイヤーに近づくか走り出してから一定時間経つと、その場に爆弾を落として自爆し消えてしまう。なお、吹き飛ばし攻撃を食らうと自爆する。
ゲームでは多くの軍に所属している。幸村曰く「覇気を全く感じない」らしく、小十郎は「金で雇われただけ」と言っている。「石垣原坑道戦」では坑道内の瓦礫を除去する工作兵として登場している。
『皇』では合戦ルーレットの「変化マス」を当てると一時的に操作できる。こちらは爆弾を落としても消えるどころかダメージすら受けず、大量に爆弾を投下して爆撃を行うことができる。

## 本願寺軍
日本仏教の聖地とは名ばかりの、煩悩の巣窟。内部は腐敗と堕落を極めているが、財力だけは豊富で、半兵衛などに目をつけられている。シンボルカラーは多分金色。
本願寺顕如（ほんがんじ けんにょ）
声 - 辻親八 / 初登場：『2』（操作可能は『英雄外伝』より）
肩書：「信財成皇」（しんざいせいおう） / 登場時の書き文字：「出現」
属性：雷→光 / 武器：錫杖 / 防具：豪羽衣 / 一人称：「拙僧」
本願寺をまとめる僧。金と筋肉をこよなく愛し、本願寺の金力と筋力を各地に轟かせるため侵略を開始する。敵兵に「あんなの坊主じゃねぇ!」とツッコまれることや、ザビーにすら「生臭坊主」と言わせるほどキャラが強烈な破戒僧で、念仏すら知らない、本シリーズの色物キャラクターの一人。戦闘時にある程度ダメージを受けると、自慢の金をバラ撒き、味方兵士を買収して寝返らせてしまう（体力も全回復する）。
本願寺の僧兵たちは皆「であります!」という語尾を付けて話し、常にトレーニングを欠かさない肉体派。また、各地の戦場で様々なトレーニングセット等のセールスを行う。顕如自身も「拙僧が本願寺顕如である!」と叫ぶことで挨拶も兼ねた自己紹介を行うなど、本願寺全体が『魁!!男塾』を彷彿させる。
ただし、僧兵の話の端々に末法や即身仏などの仏教用語が出てきたり、織田信長と激しく敵対していたりなど、要所要所に史実に基づいた設定が入っている。熱心な仏教徒の謙信には軽蔑視されているが、謙信で顕如を倒しても撤退扱いになる。この他にも顕如は久秀と対峙すると『伊勢物語』の一節を語ったりする。
座右の銘は「筋力本願（きんりきほんがん）」。子供に対しては寛容で、いつき・蘭丸・家康は倒しても撤退扱いになる。金と筋力を至上とする一方で、徹底した現実主義者でもあり「愛?腹の足しにもならぬわい」｢人は理想では救われん、人を救うは食料よ!それと少しの金であーる!」などと発言している。松永久秀からは「（顕如が持つ活力を）皆見習えばいいのにな」と評価されている。
モーションは武田信玄と同様のものが使用されている。『英雄外伝』よりプレイヤーキャラとなり、属性が雷から光に変更。なおストーリーモードがなく、固有技がデフォルトの2つのみである。
『3』『宴』『4』『皇』では登場しない。『3』では、先代の雑賀孫市の時代に雑賀衆を雇い、生前の信長と交戦したが敗北し、死亡したことが信長の口から匂わされている。

### 本願寺軍の兵器
仁王車
詳しくは前述。他の軍勢が持っているものと違い、純金製なのかキラキラ光っており、攻撃を当てると小判を落とす。
筋肉玉（きんにくだま）
初登場：『英雄外伝』
本願寺軍の兵が使っている謎の丸薬でドーピング剤。顕如が使うと、一時的に体が一回り大きく膨張し、全ての技の攻撃力が上がり、吹き飛ばし属性を持つようになる。

## 松永軍
各地で略奪行為を繰り返している一団。「軍勢」というよりは「盗賊団」という印象の方が強い。忠義や理想といった人間的な思想や信条は一切持たない純粋な悪党。本拠は不明だが滅びた都や大仏殿、街道など寂れた場所に陣を張っていることが多い。シンボルカラーは黒ずんだ金色。
松永久秀（まつなが ひさひで）
声 - 藤原啓治 / 初登場：『英雄外伝』（操作可能は『宴』より）
肩書：「天我独尊」（てんがどくそん） / 登場時の書き文字：「圧参」
属性：炎 / 武器：宝刀（十束剣）&火薬 / 一人称：「私」
「皇」でのキャッチコピー：爆破マイスター
乱世の梟雄と名高い史実からか、「己の欲望のみに従って生きる極悪人」として描かれており、欲望の為ならどんな手段も選ばない危険人物。教養人の一面も反映されているようで、発する言葉には意味深な趣のものが多い。基本、相手に対しては「卿」（けい）という二人称を用いるが、『3』以降、鶴姫や小早川秀秋といった一部の人物に対しては『君』を用いる。
城郭建築の第一人者であるという史実から、城郭をイメージした衣装を纏っており、得物の宝刀とは別に、左腰に大太刀を天神差しにしている。茶や火薬についての発言が多い他、左手に火薬を仕込んでおり、それを使い指鳴らしや剣撃をすることで着火させ爆炎や爆発を巻き起こすことができる。死体は残さない主義であり、敵として撃破・プレイヤー武将としてゲームオーバーになった時にはその場に倒れず自爆して焼失し、黒い灰のみが残る演出がなされている。
冷徹な性格で、どんな状況下でも動じず、常に余裕めいた薄ら笑いを浮かべている。欲望に忠実に生きることが真理だと考え、理想や信義に生きる者達を「偽善者」と呼び軽蔑し、時に偽善という行為そのものを嫌悪するような一面も見せる。蒐集家として、欲した宝はどんな手段を用いてでも手に入れようとする。それまでの歴史・時間を経たものを壊すことを「時間の破壊」と表現する。自らを「感情の数が少ない」と分析しており「怯え」を持ち得ないと語るほか、悪辣な振る舞いを他者から指摘された際はそれをも理解している様子も見せている。
表面的な口調は紳士的だが、放つ言葉の内面はいずれも悪意に満ちたものばかり。対峙した相手を「○○を貰おう（贈ろう）」という形で評価する。多くの場合は相手に対する皮肉や嘲りであるが、いずれの評価も相手の本質を的確に突いている。作中において秀吉や光秀の行動理念にも大きな影響を与えた。部下の兵士達からはその一線を画す悪徳のカリスマ性ゆえ崇拝され、人心掌握に優れている面がうかがえる。また、女性の扱いにも長けている。
『英雄外伝』の天下統一ではランダムに自国を侵略してくるイベントが発生することがあり、イベントが起きた場合強制的に「松永軍迎撃戦」に出陣する。このステージは『1』の「国境防衛戦」をリメイクしたものだが、仁王車や人質の他様々な難題が加えられ格段に難易度が上昇している。同作で敵として登場する際には移動は徒歩であるものの、攻撃速度が非常に速く緊急回避を多用し、攻撃力・防御力共に高い強敵として登場している。また『宴』においても、移動時にスティックを軽く倒すことで歩きによる低速移動をすることが出来る唯一の武将である。
上記にもある通り戦闘では火薬を使っての爆破や爆炎による攻撃を中心とし、敵に火薬を付着させ武器の宝刀や固有技で着火することでガード不可・崩しの効果がある爆破を起こせる他、固有奥義・「焔界」で辺りを火の海にして一定時間通常技や固有技を強化することも可能。
『宴』ストーリーモードにおいて、どこまでも満たされることの無い欲望に従って行動する様は、もはや狂気さえ垣間見える程であり、魔王として復活を遂げた信長でさえも、久秀の常軌を逸した一言に一瞬顔を歪ませている。対峙した他武将の大半からも敵愾心を向けられているか危険人物であると判断されている。
『4』では風魔小太郎を引き連れ足利方に就いているがその目的は自身の求めるもののためであり、小太郎をその目的を果たす為の道具として使役している。足利義輝のことは「生まれながらに全てを有した完全なる器」と評している。自身のストーリールートでは小太郎を義輝と渡り合える程の者かつ義輝を暗殺するための刺客にすべく暗躍、また『皇』にて追加された他武将のドラマルートでは利休や佐助にもその刺客たる素質を見出している節がある。
肩書「天我独尊」の由来は、釈迦が誕生した時に言ったとされる言葉「天上天下唯我独尊」である。

### 松永軍の仲間武将・兵士・兵器
『3』『宴』に登場した仲間武将：十河一存（鉄砲兵）・七条兼仲（鉄砲兵）
三好三人衆（みよしさんにんしゅう）
声 - 細谷佳正（長兄）千々和竜策（次男）石上裕一（三男） / 初登場：『英雄外伝』（敵武将）
肩書：「必殺非業」（ひっさつひごう） / 登場時の書き文字：「登場」
属性：無 / 武器：刀（長兄）、槍（次男・三男）
松永久秀配下の冷酷な暗殺者3人組。3人まとめて1組として、他の武将1人と同様の肩書きや登場演出を持つ。
髑髏を思わせる白い面頬を付け、殺戮行為を単純作業のように淡々と行うその様から「死神部隊」とあだ名され恐れられている。極めて感情表現が乏しく、「泣き喚け、それが生きる華」など、冷酷な発言も多い。仲間が戦死しても、ただ「逝ったか…」と口にするのみ。
三兄弟という設定だが、「我らは過去を忘れた」という本人達の弁や、『宴』における松永軍兵士の台詞から、兄弟の誰か（あるいは全員）が欠けても他の者を「鉢」とし新たに加えるといった七人ミサキを思わせる部分があり、血縁関係があるかどうかは不明。
主に松永久秀・風魔小太郎が総大将であるステージの中ボス的役割として登場するが、『英雄外伝』の「農村防衛戦」ではステージボスとして登場する。
『4』では登場せず、行方等も不明。
史実では、東大寺大仏殿の戦いなどで松永久秀と敵対していた時期もある野心高い武将達で、三人衆の一人は真田十勇士の一員である三好清海入道のモデルであるが、本作では幸村や佐助との関連性は無い。
ゲーム上の性能は、『英雄外伝』では陣羽織（一般兵）の強化版のようなものだったが、『宴』で再登場した際には攻撃方法が多様化し、更に合体攻撃も繰り出し剣劇も可能になるなど、キャラクターとしての個性がより増した。それぞれが一人ずつ仲間武将にもなる。
平蜘蛛（ひらくも）
初登場：『宴』
「街道黎明戦」に登場。独楽のように回転して攻撃する爪兵。「輪旋殺法」と称されている。彼らの突進は攻撃で撃ち返すことが可能で、撃ち返すとプレイヤーへの攻撃判定も一時的に消える。日本遊戯でもミッションによって登場する。
名称は史実における松永久秀所有の茶釜「古天明平蜘蛛」に由来している。（茶釜である平蜘蛛も『宴』の松永ストーリーにおいて、序盤で割れ、政宗、幸村との戦闘前に欠片を見せつけているほか信長との会話で間接的ではあるが語っている。）
不死香炉（ふしこうろ）
初登場：『英雄外伝』
「大仏殿炎上戦」にて久秀が使用する兵器。影響範囲内にいるキャラクター（敵のみ）の体力が、徐々に回復するという反則的な代物。ただし傷を治癒する効果がある訳ではなく、実際には「痛みが無くなる」だけであり、傷の痛みを痛覚の消滅によって誤魔化しているに過ぎないため、効果が無くなると痛覚が元に戻り、効果継続中に負った苦痛が一気に襲いかかる致命的な副作用も併せ持つ。
使用中の兵士達は異常なほどの興奮・高揚状態になる。使用する久秀自身も「この先の苦痛を思うと寿命が縮む」などと憂い気に呟いていることから、かなり危険な物であることが窺える。「恐怖が痛みによって生じる」という真理を見抜いている久秀の精神を具体化したような兵器。久秀曰くかなり高名な代物とのこと。
腐食香炉と同じく、大武闘会でも登場し、数回の攻撃で破壊可能。「禁忌戦術」の異名を持つ。
仁王車
詳しくは前述。他の軍に比べて所持数が多いのが特徴。

## 雑賀衆
頭領・雑賀孫市の率いる鉄砲傭兵集団。戦に生き戦に死すことを誉とする戦闘のプロで、「雑賀衆を手に入れた者が戦に勝つ」とまで評されている。危機や困難に直面しようとも、取り乱したり混乱するようなことはない。シンボルカラーは濃いめの赤と緑。史実における石山合戦や紀州征伐でのエピソードを元としている描写も見られる。
雑賀孫市（さいか まごいち）
声 - 大原さやか / 初登場：『3』
肩書：「煙鳥翔華」（えんちょうしょうか） / 登場時の書き文字：「登場」
属性：炎 / 武器：銃 / 一人称：雑賀衆の長としては「我ら」、個人としては「私」
「皇」でのキャッチコピー：誇り高きマシンガン
傭兵集団・雑賀衆を率いる三代目頭領で、本作では女性として描かれている。雑賀衆が最強であるという自負を持ち、何にも恥じない誇り高い生き様を貫くことを信条としている。先代の時代、織田信長との戦で雑賀衆は一時壊滅状態になったが、孫市が頭領となり豊臣秀吉と契約することにより現状まで立て直した。
雑賀衆全体は「個は全、全は個」を信条としていて、力強い結束で結ばれている。一人称として常に「我ら」を用いるのは、自分を個人ではなく「雑賀衆」として考えているためである。孫市自身は非常に用心深く金にも感情にも左右されず、雑賀衆を認めた上で高く評価する者のみと契約を結ぶ。常に不敵で余裕のある物言いを崩さないクールビューティー。「マヌケ」という意味で使う「からす」が口癖(元親に対して言うことが多い)。自分達の軍旗にもカラスを描いているが、前田慶次にそのことを指摘された際は「誇り高きヤタガラスとその辺の間抜けな鳥を一緒にするな!」と反論している。
長曾我部元親とは古馴染であり、家康の四国襲撃に対する怒りに冷静さを失っていた元親を頭を叩いて叱責し、情報を集めて真相を確かめるように忠告するなどの場面もある。伊予の鶴姫ともかなり親交は深いようで、同じ軍として出撃するステージも多い。伊達政宗とも兼ねてから付き合いがある。自分に惚れた慶次は適当にあしらいながらも憎からず思っており、ルートによっては彼を雑賀集に迎え入れる展開がある。利家とまつに対しては慶次と同じく「利」「まつねえちゃん」と呼んでいる。師匠であった先代の雑賀孫市を殺害した信長に対しては、激しい動揺と憎しみを見せる。松永久秀のことは「我らを評価しない目・誇りを侮っている」と警戒心を抱いており、彼と契約することを拒む描写が見られる。
濃姫とはまた違った銃を使ったアクションを特徴としており、二挺拳銃の濃姫に対して一度に使う拳銃は基本的には一丁だが予備の拳銃を大量に持っており、弾切れになるとすぐさま持ち替える。また固有技でショットガンやマシンガンに持ち替え、そのまま通常攻撃として使用できる。なお、通常の拳銃とショットガンはタメ撃ちが可能。固有技・固有奥義や武器名、「雑賀荘の戦い」に登場するトラップの名は鳥の名前に因んでいる。
本作での雑賀孫市が女性になったのは、「『雑賀孫市』は襲名だから、一人くらい女性が襲名していてもいいんじゃないか?」という発想から。ゲーム中でも、配下の武将が孫市のことを「現・雑賀孫市」と称したり、先代の雑賀孫市に関する話題が出たり、「雑賀孫市」の名が襲名である設定が強調されている。また元親との会話イベントでは、襲名前のものと思われる「サヤカ」という名で呼ばれている。ただし、孫市自身はこの名で呼ばれることを好ましく思っていない。『3』の史実資料館の「雑賀の交流相手」項で「朝鮮の役の際に秀吉に従った雑賀衆の中に『さやか』と呼ばれる女性がいたという説がある」という旨のエピソードが紹介されている。
関ヶ原のステージでは東軍として登場するが、孫市自身のルートによっては西軍側についたり、東西どちらの軍にも加わらずに第三勢力として行動する場合もある。
『4』においては訪れている乱世でどの勢力につくかを見定めている。その際、雑賀衆を雇うべきはどんな勢力かという問答が繰り広げられることになる。

### 雑賀衆の仲間武将・兵士・兵器
『3』『宴』に登場した仲間武将：鈴木重兼（刀兵）・鈴木重朝（槍兵）・佐武義昌（大筒兵）・雑賀孫六（大筒兵）
ガトリング兵（ガトリングへい）
初登場：『3』
「雑賀荘の戦い」にて登場した鉄砲兵の一種で、ガトリング砲を持つ大柄の兵士。射撃準備の後、弾を一気に連射してくる。
雑賀隠 鵙（さいかがくれ もず）
初登場：『3』
「雑賀荘の戦い」にて登場した罠。地面に地雷のような円形の物体が設置されており、触れると地中からプレイヤーを閉じ込める檻が出てくる。数回攻撃して破壊するか、柵が上がりきる前に飛び越えることで脱出できる。陣を占領すれば解除できる。
雑賀隠 鶺鴒（さいかがくれ せきれい）
初登場：『3』
「雑賀荘の戦い」にて登場した罠。鳴子式の縄に触れると槍が降ってくる。陣を占領すれば解除できる。
雑賀倉 雲雀（さいかそう ひばり）
初登場：『3』
「雑賀荘の戦い」にて登場した兵器。外見は通常の矢倉と変わらないが、矢ではなく手榴弾が飛んでくる。陣を占領すれば解除も可能。

## 伊予河野軍
鶴姫を巫女姫として奉り、守り育ててきた一団。鶴姫と同じく、天下から隔絶された環境で過ごしてきたため、戦の心得はほとんどなく、合戦場にあってもどことなく暢気である。みな、鶴姫のことを姫御前（ひめごぜん）と呼んでとても可愛がっており、特に年配の者は自分の子供や孫のように彼女に接する。一部の武将にはイケメンがいる。シンボルカラーは淡い桃色。
鶴姫（つるひめ）
声 - 小清水亜美 / 初登場：『3』
肩書：「純白可憐」（じゅんぱくかれん） / 登場時の書き文字：「初陣」
属性：氷 / 武器：弓 / 一人称：「わたし」
「皇」でのキャッチコピー：でんぱ巫女
四国の伊予河野の隠し巫女。世にも稀な「先見の目」を持つ預言者。再び訪れた乱世に故郷の海だけでも守りたいと願い、外界へと踏み出す。世にも稀ゆえに、外部の情報が遮断された社で大切に育てられ、穏やかで純真に成長したが、それ故に世に対する知識がなく人の悪意も知らない。良く言えば純真だが、悪く言えば騙されやすくおだてにも弱い。
長曾我部元親を西海を荒らす海賊として目の敵にしており、対立関係にあるが、基本的に子供のような悪口の言い合いである上に、戦う理由が「社の前をたまり場にされた」とお互いさまの他愛のない理由だが、決して本気で憎み合っているわけではないらしい。雑賀孫市のことは「孫市姉さま」と呼び慕っており、一緒に出撃するステージも多い。お市からは蘭丸と間違えられていたが、親しい人を失ったお市のために友達になり、お市のことは「お市ちゃん」と呼び、お市からは「白い鳥さん」と呼ばれている。また、『3』戦国ドラマ絵巻のOPで風魔小太郎に偶然助けられた際一目惚れしており、「宵闇の羽の方」と呼んで慕っている。小太郎の行く先々へ出向いて、会えば壮大な演出で愛の告白を行なって抱擁しようとするが、毎回失敗する。本人は両想いだと思って運命を感じている。北条氏政とは「おじ様」と呼ぶなど交友関係にあり、氏政を倒しても撤退扱いになる。
「バシッと」や「スカッと」などと、擬音語を用いた表現を多用する傾向にある。また、たまに台詞の後ろに☆マークなどがつくことなどもあり、いつきとはまた違ったタイプのアイドル武将となっている。
攻撃は主に弓矢が主体で、遠距離からの射撃を得意とする反面、接近戦には弱い。バサラ技では滑走して突進したり回転しながら矢を放つなど、フィギュアスケート風のモーションが見られる。
『4』では古の巫女と呼ばれている卑弥呼からの予言を受け、各地で戦乱の芽を摘むために乱世に飛び込むことになる。卑弥呼とのやり取りは鶴姫が「○○ドーゾ!」とよく言っている。完全に卑弥呼のいいなりと言っていい状態であり、義輝からは批評されている。
この卑弥呼の正体はルートによっては判明する。
2025年2月にアニメ情報サイトにじめんによって行われた、小清水亜美が演じるキャラクターランキングにおいて17位だった。

### 伊予河野軍の仲間武将
『3』『宴』に登場した仲間武将：河野通直（刀兵）・来島通康（槍兵）・大祝安勝（弓兵）・大野直昌（弓兵）

## 黒田軍
黒田官兵衛に従い石垣原で坑道掘りに従事している軍勢。工事現場の作業員、あるいは炭坑の坑夫のような雰囲気が漂う。官兵衛のことは不運を皮肉ったり、からかうような発言をすることはあるが、「官兵衛さん」と呼び心から慕っている。シンボルカラーは鶯色。
黒田官兵衛（くろだ かんべえ）
声 - 小山力也 / 初登場：『3』（『2』『英雄外伝』でも豊臣軍の一般武将として登場）
肩書：「機略重鈍」（きりゃくじゅうどん） / 登場時の書き文字：「行動」
属性：風 / 武器：鉄球 / 一人称：「小生」
「皇」でのキャッチコピー：不運の鉄球
豊臣秀吉の下で堂々と天下の座を狙うも、それを危惧した石田三成と大谷吉継に南の地に追放された。それでも、東西がぶつかり合い新時代が訪れようとしている機に乗じて、野望を実現するために懲りずに暗い穴倉から出て動き出す。「穴熊」や「暗（くら）の官兵衛」とも渾名されており、本人も他人を渾名で呼ぶことが多い（家康を「権現」、かすがを「懐刀（ふところがたな）」、小太郎を「風切羽（かざきりばね）」、鶴姫を「女巫（めかんなぎ）」など）。
鉄球を軽々と振り回す怪力と非常に優れた慧眼を持っているが、非常に運が悪いためやることなすこと全てが裏目に出てしまう。二人称は基本的に「お前さん」であり物事がうまく運ばない時に叫ぶ「なぜじゃーーっ!」が口癖。勝利ムービーでも「この調子で天下を…」と発言を言い切る前に敵軍の残兵から襲撃されている。また口が悪いため交渉で失敗することも多い。
吉継と毛利元就には事あるごとに不運を弄られたり使いっ走りのような扱いを受けることが多いが、どんな逆境にあっても諦めない行動力と兵器を開発する技術は他武将からも一定の評価を得ており、秀吉や半兵衛も官兵衛の実力を認めている。とはいっても当の本人は自身とともに「二兵衛」と称されていた竹中半兵衛より己の方が賢いと発言しており、黒田軍の兵士達も「やっぱ半より官だってことよ」と言っている。また自分が一番怖い物はあの世と語っている。
天下を狙う一方で、ルートによっては手枷の鍵を捜す為に全国を巡ったり、三成の隙を突いて大坂城を乗っ取ったり、逆に大坂城の座敷牢に幽閉されていたり、関ヶ原の戦いに乱入する展開もある。
北条氏政とは、豊臣全盛期時代の小田原の役に参戦し、城を無血開城させたことから友好関係にあり、共に釣りに行ったり誕生会を開くなど独立してからも仲が良い様子。島津義弘や立花宗茂とも親交があり、ルートによっては結託して中央の大戦に乱入する。他にも、ヤケになってザビー教に入信し、「ジョシー黒田」という洗礼名を授かって大友軍の信者の一員として登場する場面が見られる。
両手についている手枷の鉄球を武器に用いると豪快な戦闘スタイルで隙も大きいが、鉄球の重さの為重量級の扱いであり、絶対にダウンせず、空中に吹っ飛ばない。またダッシュ中に宝箱に近づくだけで壊せる。手枷は追放された時につけられたものであり、固有技やバサラ技、死に際などで度々外そうとする一方で、名前をつけるなど多少の愛着も持っているようでもある。
『4』では日本各地に坑道を掘り（本人曰く、北は蝦夷から南は西表まで）、それを利用して天下を支配しようとしている。また、勝手に抜け出した又兵衛のことを気にしており「（戻るつもりなら）戻ってきても良い」と発言したり、「やっぱりお前は一番の部下だ」と賞賛するなど、今でも全幅の信頼を寄せているらしい。ストーリーによっては又兵衛と協力して鍵を入手し手枷を外すことに成功するものの、又兵衛に更に巨大な鉄球が付いた手枷をはめられてしまう結末が存在する。

### 黒田軍の仲間武将・兵器
『3』『宴』に登場した仲間武将：黒田長政（刀兵）
削岩重機 角土竜（さくがんじゅうき つのもぐら）
初登場：『3』
巨大な二本の角のようなドリルを持った戦闘車両。官兵衛の設計で、掘削作業用のものを兵器に転用した模様。兵士たちは「巨大なモグラ」と表現する。
巨体に見合わぬ速度で駆け抜け、敵を轢き飛ばす。穴を掘って地中から攻撃を仕掛けてくることもある。車体後部に大きなゼンマイが付いており、そこが弱点となっている。
資金稼ぎの為に市場に売りに出すこともあるようで、最上軍も市場で購入した同じ兵器を所持している。
『皇』では陣を背中に取り付けたものが登場し、角土竜が陣大将のような扱いとなっている。

### 後藤浪人衆
後藤又兵衛に付き従い、日の本各地を彷徨っている浪人達の軍勢。浪人であるため本拠は存在しないが、官兵衛の作った穴道で移動している。配下の兵士達は、又兵衛の狂気さを恐れながらも信頼している模様。
後藤又兵衛（ごとう またべえ）
声 - 三木眞一郎 / 初登場：『4』（『2』『英雄外伝』でも豊臣軍の一般武将、『3』『宴』でも黒田軍の一般武将・仲間武将として登場）
肩書：「執心流浪」（しゅうしんるろう）
属性：雷 / 武器：奇刃 / 一人称：「俺様」「又兵衛様」
「皇」でのキャッチコピー：狂気のヒットマン
元々は黒田軍の武将だったが、今は君主を持たずに浪人として日ノ本を彷徨う。プライドが高く、自分の誇りを傷つけた者に対しては強い恨みを持ち、“又兵衛闇魔帳”にその相手の名前を記して執念深く付け狙う。伊達政宗や上杉謙信、徳川家康もその手帳に記録しており、政宗は最上位に記されている。
非常に残忍且つ残虐な性格であり、相手を木偶と蔑み、「処刑」にはどんな手段も厭わない。光秀にも劣らぬ変態なイメージを持ち、「キキキ」「ケケケケケ」とよく笑う。豊臣軍の傘下にいた頃に度重なる失態で冷笑され、誰からも認められなかったことから現在の性格が形成されており、自分を馬鹿にした者達を見返してやりたいという思いが強い。実際に台詞の中で兵法書や故事を引用することもあり、決して無能というわけではなかったことがうかがえる。また、討死の際に「一人は嫌だ」と嘆き悲しむ言葉を残すなど、孤独を人一倍恐れていることもうかがえる。
エンディングの中には、天下統一を果たすことで自分を馬鹿にした者達を見返すことに成功し、又兵衛閻魔帳を捨ててしまうものが存在する。
自身を二兵衛の片方と自称しており、もう片方であり憧れている半兵衛に手紙を送ったりしているものの、半兵衛自身は鬱陶しく思っており、二兵衛に関しても自身と官兵衛になっているので相手にされない。
戦闘スタイルにも又兵衛の性格が表れており、奇刃で敵を執拗に斬り刻んだり、ブーメランのように投げて一掃したり、拘束して押し潰したりなど、随所で凶悪さが垣間見えるものとなっている。奇刃が手から離れている間も自由に行動することが可能で、爪で引っ掻いて攻撃することも出来る。
敵武将として登場する際には、『4』では特定のステージにおいて総大将の体力を減らすと突如乱入してくるが、『皇』で自身のステージや半兵衛と官兵衛を加えたステージが追加された。
黒田軍元武将については、史実において関ヶ原勝利後に黒田長政の家臣でいられなくなり京都で浪人生活を送ることになったことに由来。そのため、かつての上司である官兵衛のことは見下しているも、心の底から恨んではいない。また政宗に対して強い恨みを抱いているのは、大坂の陣で豊臣秀頼に仕えたものの道明寺の戦いで伊達軍の片倉重長に倒され戦死したことに由来する。
また、史実の大坂の陣で又兵衛は幸村とともに戦っているのだが、『4』『皇』ではそのような表現や素振りは一切なく、『烈伝幸村』では、大阪の陣に幸村と同じ豊臣軍残党として参戦したが、本人はあくまで政宗に対する憎悪と復讐心で動いている為、敵味方の見境が無く、冬の陣では同じ勢力についている筈の幸村と対峙している。
史実では黒田八虎の筆頭、大坂城五人衆の一員であったが、本作においても官兵衛からは「黒田八虎の筆頭だった」と言われており、秀吉との会話には大阪城五人衆としての戦いを思わせるようなやりとりが存在する。

## 小早川軍
烏城を本拠とする軍勢。兵士達は総大将・小早川秀秋を当てにせず、主に天海の指示に従って戦う。シンボルカラーは茜色と黄色。『4』の烏城ステージには忠実の戦国時代では（公には）食べることが禁じられている肉類がある。
小早川秀秋（こばやかわ ひであき）
声 - 福山潤 / 初登場：『3』（操作可能は『宴』より）
肩書：「無明秋夜」（むみょうしゅうや） / 登場時の書き文字：「決断」
属性：炎 / 武器：鍋 / 一人称：「ぼく」
「皇」でのキャッチコピー：ヘッピリ食いしん坊
小早川軍の総大将。大将とは名ばかりで優柔不断で気が小さく、臆病かつ卑屈な言動で周りの人々を苛立たせることもしばしば。天海を始め、石田三成・大谷吉継・毛利元就・徳川家康などからは「金吾（きんご）」と呼ばれている。
食いしん坊であり、ストレス解消は専ら食べること。特に鍋料理を好み、食事の時間を「鍋時間」と呼んでいる。その鍋時間が唯一の楽しみらしい。さらに、居城・烏城には超巨大な具材が入ったこれまた超巨大な鍋が設置されており、合戦の最中ですら鍋時間を始めてしまう。鍋時間を邪魔するとさすがに憤慨するとはいえ、その姿は微塵の迫力も感じられない非常にコミカルなものである。秀秋曰く、戦国美食会の一員。
史実の関ヶ原では寝返ったとされているが、作中でも関ヶ原で西軍から東軍に寝返る展開がある。豊臣・毛利とは関係が深いが、勝手に元就の駒とされている。また三成には背中に背負った鍋を刀で叩かれたりと酷い扱いを受けていて、元就にも顔をはたかれたり、背中を踏みつけられたりと不遇な目に遭っている。自分が周囲に利用されるだけの存在であることも自覚しており、天海に利用されているとしてもまだいいと言っている。もっとも当の本人は天海のことを少しも疑っておらず、どんなに酷い目に遭わされても決して手放そうとはしていない。
野菜の栽培を行っている片倉小十郎を「伝説の食材師」として尊敬しており、「伝説の小十郎さん」と呼ぶ。また、まつの料理の話を聞いており、まつの料理をまぐまぐしたがっている。
常に背中がまるごと隠れるほどの大きな鍋を紐を付けて背負っており、大きな角のような前立てが付いた兜と合わせ、その姿はまるでカブトムシのように見える。普通に調理器具としても使用可能であり、食材を丸ごと入れて食すという豪快な食べ方をする。戦闘スタイルは背負った鍋を武器にトリッキーなモーションで攻撃を繰り出す。伊勢海老などを取り出して食べることで固有技を強化できるほか、鍋を食べて体力回復も出来るなど、食べ物を活用して戦う。ただし通常攻撃を始めとする殆どの攻撃は、謝って頭を下げたり逃げようとするも鍋が地面に引っかかり紐で引っ張られてパチンコの要領で体当たりしたりと、攻撃しようという意思は無く、殆ど事故の形で行われることが多い。
『宴』ストーリーモードでは憧れの食材を求めて一人旅に出るも、武将達の発言を全て食べ物関連と解釈して見当違いな返しをし、さらに天海が各所に送った書状が誤解を広げたこともあって行く先々で混乱を撒くこととなる。久秀には「可能性を捨て置くという本当の贅を知っている」と評され、かすがには「その力、何か別な事に使ったらどうだ?」と呆れられている。
史実では秀秋は秀吉の正室・ねねの甥（兄の木下家定の息子）であるが、この作品での関係は不明。だが、『4』では戦闘中の台詞で「ねね」の作ったご飯を食べたことがある言っているので何らかの交流はあると思われる。
『4』では食を追いながらも自身のルートでは天海のわかりやすい解説によりだんだんと戦について覚えていくことになる。天海のルートでは、小早川軍以外に天海（光秀）の本来の居場所があることを察してそれとなく帰参を勧めたが、その言葉に後押しされた天海が姿を消した際には寂しさに号泣した。
『烈伝幸村』のストーリーでは直接登場しないものの関ヶ原で西軍から東軍に寝返り、西軍を敗北に導いたとされている。しかし、大谷吉継の猛攻の前に気を失い、小早川軍は壊滅する（秀秋本人の生死は不明）。
天海（てんかい）
声 - 速水奨 / 初登場：『3』（操作可能は『宴』より）
肩書：「慈眼傍観」（じがんぼうかん） / 登場時の書き文字：「祈祷」
属性：闇 / 武器：錫杖鎌×2 / 一人称：「私」
「皇」でのキャッチコピー：ヘンタイ死神
謎の高僧。本名など素性は一切不明。甘言を囁き、知恵を授けて決断を促し、慈しみのある言葉を与える彼に救われた者も多く、兵士達からは「慈悲深き天海様」と呼ばれており、尊敬の念を集めている。一方、敵に追われて泣き喚く秀秋に対して優しい言葉をかけつつも、自分は戦わず放置して傍観しているなど、残虐な本性を時折覗かせることもある。
容姿・口調・武器・技・声優などから分かるように明智光秀と同一人物である。『3』の時点では正体が光秀である事を匂わせつつも、ストーリーや関係者のインタビューでも正体は直接的には触れられておらず、謎の人物としての登場が徹底されていた。家康を始め前作から引き続き『3』に登場している武将達の多くは正体に気づいているような台詞を言いつつも、光秀の名で呼ぶ者はいなかった（例外的にお市のみ名前を呼ぶ台詞が存在するが、ノイズにかき消されている）。秀秋曰く「嵐の夜に突然現れた」とのことで、秀秋も天海の出自を知らない。織田信長を復活させるために暗躍し、お市の血肉を使って信長を冥底から呼び戻して復活させることに成功するが、その直後に信長から敵と見なされ倒された。
攻撃方法は『英雄外伝』までの光秀と変わらず、通常技・固有技共にモーションも同様。しかし、固有技の1つに新たな性能が加わり、敵の体力を吸収すると同時に自分自身の強化も行えるようになり、固有技の性能が上がるようになった。
『宴』ストーリーモードにおいては「天海になる前の明智光秀」が描かれ、最終面までキャラクター名は明智光秀となっている。信長を自らの手で討ったことで精神が崩壊し、信長の遺品である前立（それを失くした光秀が「首級を知りませんか」と口にしており、台本全集のト書きにも「『兜』の蛆を振り払う」といった記載があることから、首の暗喩と思われる）を手に、殺戮を求める一方で普通の人間になりたいと願う矛盾した感情を激しく吐露しながら暴走。狂気を捨てきれない事に絶望し、偶然出会った松永久秀に自分を殺すよう懇願するも、「かつての自分が人間であった事に気付かなかっただけ」と指摘され、「名前」を奪われた。失意の内に放浪していた嵐の夜に小早川秀秋と出会い、天海を名乗って秀秋の傍に付き従うようになった。名は、生前の信長が語った「余が座するのは天の海の遥か上」という言葉に由来する。このストーリーをクリア後、他のステージでもコスチューム変更の形で明智光秀の姿で戦闘を行う事が出来るようになる（ただしあくまでも天海としてゲームが進行する）。
『4』では人としての生き方を学ぶ為、烏城で平和な日々を過している。光秀としての名前と過去を捨てたわけではなく、自身のドラマルートでは秀秋の言葉を受け、織田軍への帰参を試しているが、皮肉にも謀反の決意が固まった場合に備えて濃姫と蘭丸を監禁していたことが直前に発覚しており、激昂した信長を返り討ちにしてしまった挙句自害するという最悪の幕切れを迎える。また、秀秋が敵兵に襲われた際には取り乱すなど、平穏な日々の中で彼に対して少なからず思い入れが生まれていることが描写されている。

### 小早川軍の仲間武将
『3』『宴』に登場した仲間武将：平岡頼勝（刀兵）・稲葉正成（槍兵）

## 最上軍
長谷堂を本拠としている軍勢。河川を根城にしているだけに水門や対船用の大砲を備えている。配下武将は義光の問いかけに了承の意味でなぜか「玄米茶！」と返す。シンボルカラーは青緑。
最上義光（もがみ よしあき）
声 - 白鳥哲 / 初登場：『3』（操作可能は『宴』より）
肩書：「勿怪跳躍」（もっけちょうやく） / 登場時の書き文字：「登場」
属性：氷 / 武器：指揮刀 / 一人称：「我輩」
「皇」でのキャッチコピー：自称では名紳士
最上家の当主。自らを「羽州探題」「羽州の狐」「素敵紳士」などと称している。史実では政宗の伯父にあたる人物であるが、本作では特に政宗との血縁関係の言及はなく、むしろ冷たくあしらわれている。隣国の伊達・上杉とは犬猿の仲であり、小田原の役以降の伊達軍の弱体化を機に東北の覇者になるべく行動を起こす。
兜は和風だが、フェンシングに似た使い方をする剣（本人曰く「指揮棒」）や、小指を立ててお茶（「午前の玄米茶」）を楽しむ姿、そして何より立派なカイゼル髭で、西洋の貴族や紳士を思わせる風貌をしている。
大袈裟な動きと胡散臭い言動が特徴で、自分の都合の良いように物事を解釈することが多い。長いものに巻かれることを信条としており、立場が上の者（信長や義輝）には決して逆らわず従順な素振りを見せる。また、「我輩の負けだ!」と土下座をして相手を騙したり、「コーン!」と狐の鳴き声のような声を出すなど、自ら名乗る狐の姿を彷彿とさせる。目的のためなら卑怯とも言える手段も平然と行うため、他軍兵士達からも「あの狡猾さ、別のことに使えば良いのにな」と呆れられている。
織田信長には詳細は不明なものの昔恩義を受けたらしく、「偉大なる信長公」と呼び、敬意の念を抱いている。信長からは「出羽の天狐」、お市からは「出羽の守様」と呼ばれている。
素なのかわざとなのか、人の名前を覚えず、勝手な名前で呼ぶ癖がある。松永久秀が「客観」を与えようとして「いや、その必要もないか？」と発言し、義光の胡散臭いキャラが作られたものであることを暗示させている。
「超轟音鳴動対船砲」「超頑丈安心貯水門」など、自軍の施設や兵器に「超」が頭に付く長い名前を付けている。「超真空流星隼号」という名の鳥を飼っており、黒田官兵衛の手枷の鍵をことあるごとに奪い去る。
戦闘スタイルとしては、土下座したと見せかけ敵をそのまま突きあげたり、玄米茶を飲むと思わせて攻撃してきた敵に反撃したり、指差しで敵の注意をそらしたりなど、相手の意表を突いて戦う固有技を多数使用する。
『宴』ストーリーモードでは東軍への参加と家康への手土産のため、まつの誘拐を目論んで前田家へ接近し、角土竜を使用して（自分自身は空の彼方へ吹っ飛ぶものの）まつを拉致することに成功する。しかし、そのことを家康に報告しに行くと既に関ヶ原で石田軍と交戦しており、空気の読めない言動で場を混乱させ、家康と三成の一騎討ちに無理矢理介入しまたもや空の彼方へ吹っ飛ばされてしまう。その後吹っ飛ばされた先である大友領でも、宗麟や信者達を散々に引っ掻き回し、（略）思い出号の大砲で三度空の彼方へ吹っ飛ばされ、空中で超真空流星隼号が掴まえ、自国へ帰還する。
『4』では足利派についているようで、織田軍につくべきかとどっちつかずの態度をとっている。帝の大らかさによって奥州探題の地位を貰い受け、隣接する奥州をものにしようと狙っている。『4』の義光のステージでは、一般兵から武将まで全員が義光に類似しており、外見では見分けづらい（ただし、プレイヤー本人は体力ゲージで判別可能）。

### 最上軍の仲間武将・兵器
『3』『宴』に登場した仲間武将：鮭延秀綱（刀兵）・志村光安（槍兵）
削岩重機 角土竜
黒田軍が売りに出した物を市場で買ったらしく、黒田軍の物と同じ物を所有している。義光は「超土竜角有剛護号（ちょうどりゅうつのありごうごごう）」と呼んでいる。「長谷堂城の戦い」では登場から1分以内に撃破すると特別恩賞が手に入る。「奥州包囲網」においては家康に貸し出したりもしていた（家康自身は整備が分からないらしく、暴走させて畑をボロボロにしてしまう）。
最中級光（もなか くにみつ）
初登場：『4』
義光の影武者。今川にせ元と同じく大量に登場する。体力ゲージも一般兵士と同様となっている。
今川にせ元は外見が本人と全く違いバレバレだったが、こちらは見た目もモーションも本人に類似しており（違うのは顔と鎧のみ）、土下座や死んだふりなども行う。

## 尼子軍
元々は『3』『宴』に登場した地方領主の一人であったが、『4』で山中鹿之介が登場した際に、勢力として独立化した。
尼子晴久（あまご はるひさ）
声 - 川村拓央 / 初登場：『3』（敵武将）
肩書：「一望千夜」（いちぼうせんや） / 登場時の書き文字：「登場」
属性：風 / 武器：刀 / 一人称：「俺」
砂と風の国である月山富田の主。気が強く勝ち気だが、負けそうになるとすぐ砂に隠れて逃げてしまう。砂嵐は常に吹き荒れているため、一度逃がすと見つけることが非常に困難。口先だけの頭でっかちな人間が嫌い（毛利のことを指している）。モーションは刀兵のものを流用。
晴久のステージでは陣を占拠しない限り砂嵐が吹き荒れており、宇都宮広綱のステージに比べると視界は悪くないが、マップ上に味方や敵が表示されないのは同様である。
『4』では、何者かに誘拐されている事が鹿之介から明かされており、尼子軍の兵士からは行方不明と語られているが、実際は毛利によってザビー教の信者になってしまい、「ポエム尼子」としてザビー教の活動を行っていて、口元をフェイスベールで隠している。
『皇』では合戦ルーレットの「天貨マス」を当てると「ポエム尼子」として一定時間出現する。倒すことはできないが、攻撃を当てると天貨メダルを落とす。
山中鹿之介（やまなか しかのすけ）
声 - 入野自由 / 初登場：『4』（『3』『宴』でも山中鹿介として尼子軍の一般武将・仲間武将として登場）
肩書：「明察麒麟」（めいさつきりん） / 登場時の書き文字：「出撃」、「尋問」
属性：光 / 武器：連結棍棒 / 一人称：「僕」
「皇」でのキャッチコピー：鹿之国の少年探偵
備考：撃破数の単位は「取り調べ」
姿を消した主君・晴久を探すため、お目付け役の鹿「おやっさん」と共に捜索の旅へ出た尼子十勇士に所属する武将見習いの少年。探偵能力は未熟で迷推理を連発する半人前のため、今のところ武器や鎧はおやっさんからの借り物である。
戦場では探偵アニメや推理ドラマを彷彿とさせる台詞が多い。度々おやっさんから、身も蓋もない事を言って睨まれたり蹴られたりしているが、自身が危なくなると先に逃げるように忠告するなど、おやっさんとは強い師弟愛で結ばれている。また晴久を「晴様」と呼び慕い、主君に対する忠誠心は各地の武将にも一目置かれている。しかし久秀に「旅の終わりを望んでいない」と指摘される等、年相応の自由奔放さを求めている節も散見する。
戦闘スタイルは得物である連結棍棒で、範囲は狭いものの素早い殴打攻撃を繰り出す。更にはおやっさんと協力する事で、勢いよく回転したり、棍棒で敵をテニスの如く打ち合ったりなど、連携を生かした幅広い攻撃が揃っている。しかしバサラ技を発動すると、武器や鎧が一定時間おやっさんに戻るため、その間はアメリカンクラッカーでしか攻撃できず、防御ができなくなる。
おやっさん
声 - 桑谷夏子 / 初登場：『4』
鹿之介のお目付け役として共に行動する鹿であり、鹿之介は雄鹿だと思い込んでいるが、角を生やしていないため実際は雌鹿である。人語は発せないが感情豊かであり、作中では顔文字と鳴き声で感情が表現されている。また、迷推理を連発する鹿之介には厳しく指導するが、作中の仕草などから鹿之介を心から慕っている事が窺える。
アニメルートでは鹿之介のデリカシーの無い発言に怒り、その結果鹿之介は、おやっさんに同情した鶴姫・孫市・直虎・マリアら4人に折檻される。

### 尼子軍の仲間武将
『3』『宴』に登場した仲間武将：横道兵庫乃助（刀兵）
尼子十勇士（あまごじゅうゆうし）
初登場：『4』
「白鹿城」に登場する敵武将の集団。ゲーム中では鹿之介も含めた10名で登場し、他の9名にもそれぞれ個別の名前がついている。
アラビアン風の衣装を纏い、砂丘においてサーフィンのように滑走しているため、移動が非常に速い。

## 井伊軍
遠江・井伊谷城を本拠としている軍勢。主に女性で構成されているのが特徴で、男性兵士は尻に敷かれた状態となっている。徳川軍の援軍を務める事もある。
井伊直虎（いい なおとら）
声 - 坂本真綾 / 初登場：『4』
肩書：「剛潔撫虎」（ごうけつなでしこ） / 登場時の書き文字：「凛然」
属性：炎 / 武器：巨剣 / 一人称：「私」
「皇」でのキャッチコピー：潔癖乙女ヒーロー
乱世にのさばる男達に向けて敵意を燃やす、井伊軍の女大将。戦で悲しむ乙女を救い、乙女の為の世を作るべく剣を振るう。
男勝りな性格で、なでしこ隊達から乙女を導く者として慕われている。一方で少々融通の効かない所があり、強気な口調と厳しい態度が災いして、他者から誤解を受ける事も多い。また他者（特に男性）と接するのが苦手と思われる部分もあり、男に対する異常な対抗意識もそういった一面の反動である事をうかがわせる。自身の配下である男衆に対しては、弱気な面を厳しく論する事が多いものの、決して邪魔者扱いしている訳ではない。
刀剣収集等を趣味としていることから、なでしこ隊員にはそれも男が遠ざかる一因ではないかと案じられている。また細腕からは想像もつかないような怪力を持っており、武器である巨剣を振り回すだけでなく信玄と真正面から殴り合うこともある。ただし、負傷した兵士を手当てしようとして逆に怪我をさせてしまうなど力加減や家事などの細かい作業は苦手なようで、本人もそれをコンプレックスとしている。
武田軍との戦が長引いて祝言に遅れてしまい、許婚に逃げられた過去を根に持っており、憎むべき男達の象徴として武田信玄（および配下の幸村）を一方的に敵視している。武田師弟とは多少方向性が異なっているものの、直虎自身も暑苦しい一面を備えているが、本人は無自覚なために他人にそれを指摘されると大声で否定する。
直虎が思うまともな男は少なく、自身の父親や許婚、忠勝、小太郎、家康、天海、鹿ノ助ぐらいである。
女友達に京極マリアがおり、その男あしらいの上手さに憧れている。男女の別け隔て無く生きる孫市や天海には尊敬の念を抱く。
戦闘スタイルは巨剣を自在に振るって戦うパワータイプ。重心移動を駆使する事で一つの固有技から様々な派生技に繋げる事が出来る。固有技の名称は「かがみ藤」「まわり牡丹」など、技の動作を表す語句に花の名前を足した構成になっている。

### 井伊軍の仲間武将
なでしこ隊
初登場：『4』 / 属性：無
井伊軍の乙女部隊。それぞれの隊に名前と花言葉がある。また直虎に影響してか男衆に対してかなり強気である。一般兵士とは違って、それぞれ髪型と服装が違っている。
男衆
初登場：『4』 / 属性：無
他の軍と違い戦闘に消極的で弱気な隊。ただ「馬鹿にしていいのは内の女衆だけ」など他の軍に対して小物な発言をする。軍としては主に家事面を担当させられているといういわゆる専業主夫状態になっている。

## 足利軍
剣帝、足利義輝が率いる軍勢。官軍という事もあり、あらゆる軍の中でも最高権力を誇るが、中には傘下の立場に目をつけて利用する者も存在する。応仁の乱の跡地、または巨大ルーレットに改造された二条城に陣を構えている。
足利義輝（あしかが よしてる）
声 - 池田秀一 / 初登場：『4』（操作可能は『皇』より）
肩書：「天政奉還」（てんせいほうかん） / 登場時の書き文字：「出御」
属性：全て→震 / 武器：笏 / 一人称：「予」、「吾」
「皇」でのキャッチコピー：三倍速&時を操る紫紺の彗星
あらゆる才能に恵まれた、室町幕府のかつての王。足利十三代将軍となった己の時代において日ノ本から活気が失われたことを憂い、再び人々の熱い息吹を求める。誰もが運命を賭けて天下獲りをも目指せる世を創るべく、将軍の位を天に還す。時代の全てをゼロに戻し、「戦国創世」を引き起こした張本人。
『4』における重要人物であり、冒頭でも戦国創世の幕開けを宣言している。武器として扱う笏は十徳ナイフの様に内部から様々な武器が展開され、刀、槍、弓の3パターンに変形することができる。
また、重量級であり、空中へ吹っ飛ぶことが無いほか、固有技はそれぞれに異なる属性が設定され、パラメータも他の敵武将を遥かに上回る設定となっており、剣帝の名に相応しい強敵として立ちはだかる。
二人称は「朋（とも）」だが、真の意味で対等の友や好敵手はいない。名前を呼ばない相手には「◯之朋」と呼ぶことが多い（信長は「魔之朋」、鹿之介は「鹿之朋」など）。最初から名前を呼ぶ相手は久秀とマリアの二人。
武芸の達人であり、独白では師の教えや保有する名刀のことを言及するほか、来訪者の技を見様見真似することも出来る。政宗対義輝の特殊イベントでは、政宗の三爪を笏から出した3本の刃で食い止める場面もある。『皇』の伊達政宗のアニメルートでは政宗の六爪流を完全に模倣し、JET–Xに似た技を使用している。
『皇』での技性能はプレイヤーキャラとして大幅調整された、ルーレットの出目によって性能が変化するという博打要素がある強化技が特徴、ある固有奥義を使って属性を変更することも可能。バサラ技は笏を上空に放り投げて大量の武器を投下し、実在の伝承のように地面に刺された武器を次々と使う。敵として登場する場合、重量と強化状態の効果は『4』の性能のまま。

## 千家衆
豊臣軍に追われた茶人・千利休と共に行動する軍勢、逃亡中であるため本拠地がない。
千利休（せんのりきゅう）
声 - 櫻井孝宏 / 初登場：『皇』
肩書：「侘美寂美」（わびさび） / 登場時の書き文字：「席入」
属性：感 / 武器：扇子 / 一人称：「僕」（ワビ助）、「己（オレ）」（サビ助）
「皇」でのキャッチコピー：二重人格の茶人サイキッカー
豊臣軍の元茶頭を務めた程の茶人。他人の考えを読み取ってしまう特殊な性質に加え、争いを嫌う人格・「ワビ助」と、好戦的な人格・「サビ助」の二人の利休が常にせめぎ合っている。また、髪型も人格によって変わり、ワビ助の状態では両耳の横で結われている髪がサビ助になると解けてざんばら髪となる。
ある日、秀吉との二人きりの茶会で秀吉暗殺未遂の疑いをかけられ、 現在は切腹の命令を拒否して逃走。そのためか、敵として登場ステージは一騎討ちタイプだけ（ただし登場デモがある）、利休合戦勝利メッセージの文字も「逃走」。なお、茶会の場で感じ取った「半兵衛の余命に対する焦り」などの秀吉の心の弱みを指摘してしまったため、その能力を危険視した彼に切腹を命令され、それを拒絶したサビ助が逃走時に秀吉を攻撃したというのが暗殺未遂の真相であり、ワビ助は秀吉に対する敵意は一切抱いていなかった。
史実では武将ではないが、本作の戦闘スタイルでは超能力者のように相手を拘束できるほか、進軍先選択画面は飛行。対政宗と対秀吉の特殊イベントでもその力を遺憾なく発揮する。
『烈伝幸村』では秀吉から切腹の命令は出されていないため豊臣軍に所属しており、小田原の役で伊達政宗と対峙する。

## 地方領主
『3』で新たに定義された、特定の地域を治めている敵武将。各武将の特殊能力が登場するステージに強く反映されている。戦国ドラマ絵巻でのストーリーにはあまり絡まず、デモムービーでも口が開かず、モーションは一般兵士の流用であり特殊な扱いであるが、バサラ技は他の武将同様に使用してくる。
南部晴政（なんぶ はるまさ）
声 - 宝亀克寿 / 初登場：『3』（敵武将）
肩書：「霊魂不滅」（れいこんふめつ） / 登場時の書き文字：「呼出」
属性：闇 / 武器：刀 / 一人称：「わし」
霊場である恐山を守っている武将。不思議な呪文を使い、夜行の力で亡者をあの世から現世へと喚び出せる。「南部黄泉夜行」と称される香炉を用いて、何度倒しても蘇る亡者達で相手を恐怖で震え上がらせる。モーションは忍者のものを流用している。
南部軍には大鎧を着た兵士が多数登場するが、非常に耐久度が高くなかなか怯まない。また、闇属性の攻撃をされると体力を奪われて回復されてしまう。一定のダメージを与えると鎧が剥がれ、耐久度が下がる。倒した後に出る魂は追尾機能があり、それに触れるとダウンしてしまう。
晴政と共に登場する鎧兵は、倒しても反魂の術で復活するが、死体に入り込む魂を攻撃すれば未然に防げる。反魂を行わせずに倒すと特別恩賞が手に入る。なお、南部黄泉夜行はプレイヤー武将にも有効であり、晴政を仲間として連れて行くとプレイヤー武将の体力が0になっても1回だけ復活させてもらえる。
『3』『宴』に登場した仲間武将：北信愛（刀兵）・九戸政実（槍兵）
佐竹義重（さたけ よししげ）
声 - 木村雅史 / 初登場：『3』（敵武将）
肩書：「念岩一徹」（ねんがんいってつ） / 登場時の書き文字：「出陣」
属性：炎→無 / 武器：槍 / 一人称：「拙者」
不器用だが真っ直ぐな性格の武将。曲がったことが出来ず、真っ直ぐに歩くためよく道に迷ってしまう。登場シーンでも真っ直ぐ歩きすぎてカメラに激突してしまう。関節がある鎧を着たことがない。佐竹塾により鍛え上げられた佐竹軍は、不器用であるが屈強な兵が揃っている。「不器用ですから」が決まり文句。モーションは槍兵のものを流用しているが、真っ直ぐにしか歩けないため大ジャンプをして移動することが多い。
巨漢兵士を多数保有しており、陣を取る度に取り返そうと出現する。
『3』『宴』に登場した仲間武将：太田資正（刀兵）・真壁氏幹（槍兵）
宇都宮広綱（うつのみや ひろつな）
声 - 吉田孝 / 初登場：『3』（敵武将）
肩書：「雲水霧動」（うんすいむどう） / 登場時の書き文字：「登場」
属性：氷 / 武器：槍 / 一人称：「俺」
霧に包まれた神流川を本拠とする武将。常に勝つ方法を思考し、霧や虎を使い、戦わずして勝つ方法を編み出したが、しばしば自軍を不利にしてしまっている。物覚えが悪く、迷うとすぐに考え込んでしまう。
よく「考える」という言葉を使うが、実際に考えるのは苦手。霧を出すと自分も前が見えない。氷属性だが実は寒がり。モーションは槍兵のものを流用。
広綱のステージでは霧が出ている間はいくらでも虎が出現する（占拠した陣内では出てこない）、数メートル先も見えなくなる、マップ上に味方や敵が表示されなくなるなど、自軍にとって非常に不利である。
なお、広綱の「感じるな!考えろ!」という台詞はブルース・リーがモチーフであり、戦闘中にも「ほわちゃあ!」などと叫ぶ。孫子の「戦わずして勝つ」なども見てとれる。
『3』『宴』に登場した仲間武将：芳賀高定（刀兵）・芳賀高継（槍兵）・虎
姉小路頼綱（あねがこうじ よりつな）
声 - 白熊寛嗣 / 初登場：『3』（敵武将）
肩書：「山林隠逸」（さんりんいんいつ） / 登場時の書き文字：「出陣」
属性：風 / 武器：刀 / 一人称：「私」
帰雲城を本拠とする武将。森を愛し、森に守られているためかいつも穏やか。だが、一度刀を交えると、森の力を借りて自由自在に大木を操る。丸太を使った多彩な攻撃を仕掛けるのが得意。モーションは刀兵のものを流用。
姉小路軍は弓兵を多数保有しており、地面に隠れ、プレイヤーが近づくと上半身を出して現れるといった伏兵戦術をとる。また他軍に比べ弓兵の機動力が高く、軽快なフットワークと統率のとれた動きでプレイヤーを翻弄する。
『3』『宴』に登場した仲間武将：塩屋秋貞（刀兵）・内ヶ島氏理（槍兵）

## その他
出雲阿国（いずもの おくに）
声 - 水瀬いのり / 初登場：『バトルパーティー』（操作不可）
『バトルパーティー』の国主（プレイヤー）の案内役を務める。
加藤清正（かとう きよまさ）
声 - 江口拓也 / 初登場：『バトルパーティー』（『２』『英雄外伝』でも豊臣軍の一般武将として登場）
肩書「風雲立志」
武器：刀
立身出世を目指す若き武将。自分の才気を正当に評価してくれる仕官先を探しており、仕官先候補として豊臣軍と徳川軍が気になっている。

## 故人である人物
作中のキャラクターの台詞などから、既に故人であることがわかる面々。
ねね
豊臣秀吉の妻。本作では秀吉はねねを愛していたが、愛が弱さを生むことを悟った秀吉の手により殺められた。慶次の初恋の人。ねねの死が原因で、慶次と秀吉は袂を分かつ。
斎藤道三
濃姫の父。濃姫が困難な戦いに臨む際に、「父上、お守り下さいませ…」などと祈るシーンがある。この世界でどのような死を迎えたのかは不明。また、信長との関係も不詳である。『宴』において、信長が政宗に対し「二頭蝮にも劣る」と評する台詞があるが、『戦国BASARA3宴台本全集』にてこの「二頭蝮」が道三のことであると明言された。
先代の雑賀孫市
現・雑賀孫市の前に雑賀衆を率いていた人物。孫市に戦闘技術を教え込んだ。織田軍との戦いで雑賀衆が壊滅した際に戦死しており、彼女達にとってこの事件は「最大の悪夢」であると共に「返すこと叶わない屈辱」でもある。
北条氏康
北条氏政の父。北条軍の武将が「氏康様さえいてくださったら…」とこぼす台詞がある。また、上杉謙信は作中で氏康の死を残念がる台詞がある。
北条早雲
北条家初代当主。劇中では北条五代記にその名が記される。風魔小太郎の正体に関わりがあると思わしき見解を松永久秀は語る。

## 四字熟語
登場キャラクターには先に挙げた通りそのキャラクターを表す四字熟語の肩書が存在し、登場ムービーや勝利ムービーで見ることができるが、『2』以降は、2人以上のキャラクターが同時に敵として出現する時に登場ムービーの四字熟語がその複数のキャラクターを表す以下の物に変わる。『2』『英雄外伝』では、長政とお市はそれぞれひとりずつで敵として登場するマップが無いため、個人の称号は勝利時にしか見られない。
| 四字熟語                                                    | キャラクター            |
| ----------------------------------------------------------- | ----------------------- |
| 奥州双竜（おうしゅうそうりゅう）                            | 伊達政宗・片倉小十郎    |
| 最強師弟（さいきょうしてい） 甲斐双虎（かいそうこ）         | 武田信玄・真田幸村      |
| 軍神美神（ぐんしんびしん）                                  | 上杉謙信・かすが        |
| 魔王悪臣（まおうあくしん）                                  | 織田信長・明智光秀      |
| 掃射連撃（そうしゃれんげき）                                | 濃姫・森蘭丸            |
| 最強夫婦（さいきょうふうふ）                                | 前田利家・まつ          |
| 最強不破（さいきょうふわ）                                  | 前田家 まつ・慶次・利家 |
| 鉄壁主従（てっぺきしゅじゅう） 満身奉迎（まんしんほうげい） | 徳川家康・本多忠勝      |
| 義将妖妻（ぎしょうようさい）                                | 浅井長政・お市          |
| 不信不仲（ふしんふなか）                                    | 明智光秀・森蘭丸        |
| 我心既影（がしんきえい）                                    | 猿飛佐助・かすが        |
| 勇猛双璧（ゆうもうそうへき）                                | 島津義弘・立花宗茂      |
| 慧眼対極（けいがんたいきょく）                              | 大谷吉継・黒田官兵衛    |
| 天鳳海花（てんほうかいか）                                  | 鶴姫・雑賀孫市          |
| 空爆落星（くうばくらくせい）                                | 大谷吉継・本多忠勝      |
| 陰陽月日（いんようげつじつ） 覇王臣属（はおうしんぞく）     | 石田三成・徳川家康      |
| 泰然睥睨（たいぜんへいげい）                                | 猿飛佐助・片倉小十郎    |
| 奸計慣熟（かんけいかんじゅく）                              | 毛利元就・大谷吉継      |
| 竜虎宿闘（りゅうこしゅくとう）                              | 伊達政宗・真田幸村      |